# Россия на летних Олимпийских играх 2012
Россия на летних Олимпийских играх 2012 года представлена во всех видах спорта, кроме футбола и хоккея на траве. В состав сборной России вошли 436 человек (208 мужчин и 228 женщин).

## Общая информация
В начале июля министр спорта России Виталий Мутко объявил, что премиальные за золотую медаль составят 4 млн рублей, за серебро — 2,5 млн рублей, за бронзу — 1,7 млн рублей. В целом эти суммы соответствуют призовым на зимней Олимпиаде 2010 года в Ванкувере.
Впервые в истории советского и российского спорта на церемонии открытия Олимпийских игр знаменосцем сборной стала женщина — 25-летняя теннисистка Мария Шарапова, для которой Игры в Лондоне стали дебютными.
В состав сборной России в Лондоне вошёл целый ряд неоднократных олимпийских чемпионов: 4-кратная олимпийская чемпионка Анастасия Давыдова (синхронное плавание), двукратные олимпийские чемпионы Елена Исинбаева (лёгкая атлетика), Мария Громова (синхронное плавание), Эльвира Хасянова (синхронное плавание), Андрей Моисеев (современное пятиборье), Татьяна Логунова (фехтование).
На Играх в Лондоне сборная России впервые в своей истории завоевала золото в дзюдо: уже в первый день после церемонии открытия в категории до 60 кг победу одержал Арсен Галстян. В первые 8 дней после открытия Игр золотые награды России приносили только дзюдоисты, одержав 3 победы, лишь на 9-й день Олимпиады россияне выиграли золото в греко-римской борьбе. Однако в предпоследний день Олимпиады российские спортсмены установили рекорд ХХХ Олимпийских игр, завоевав за один день 15 медалей, из которых 6 были высшей пробы.
Благодаря дисквалификации китайских и корейских бадминтонисток в женском парном разряде, впервые в истории российского бадминтона пара Нина Вислова — Валерия Сорокина выиграла бронзовую олимпийскую медаль.
Волейболисты впервые с 1980 года (сборная СССР) выиграли золотую медаль, которая стала второй в истории России золотой наградой в командном виде спорта после успеха гандболистов в 2000 году, а баскетболисты впервые в истории поднялись на пьедестал почёта, завоевав бронзу.

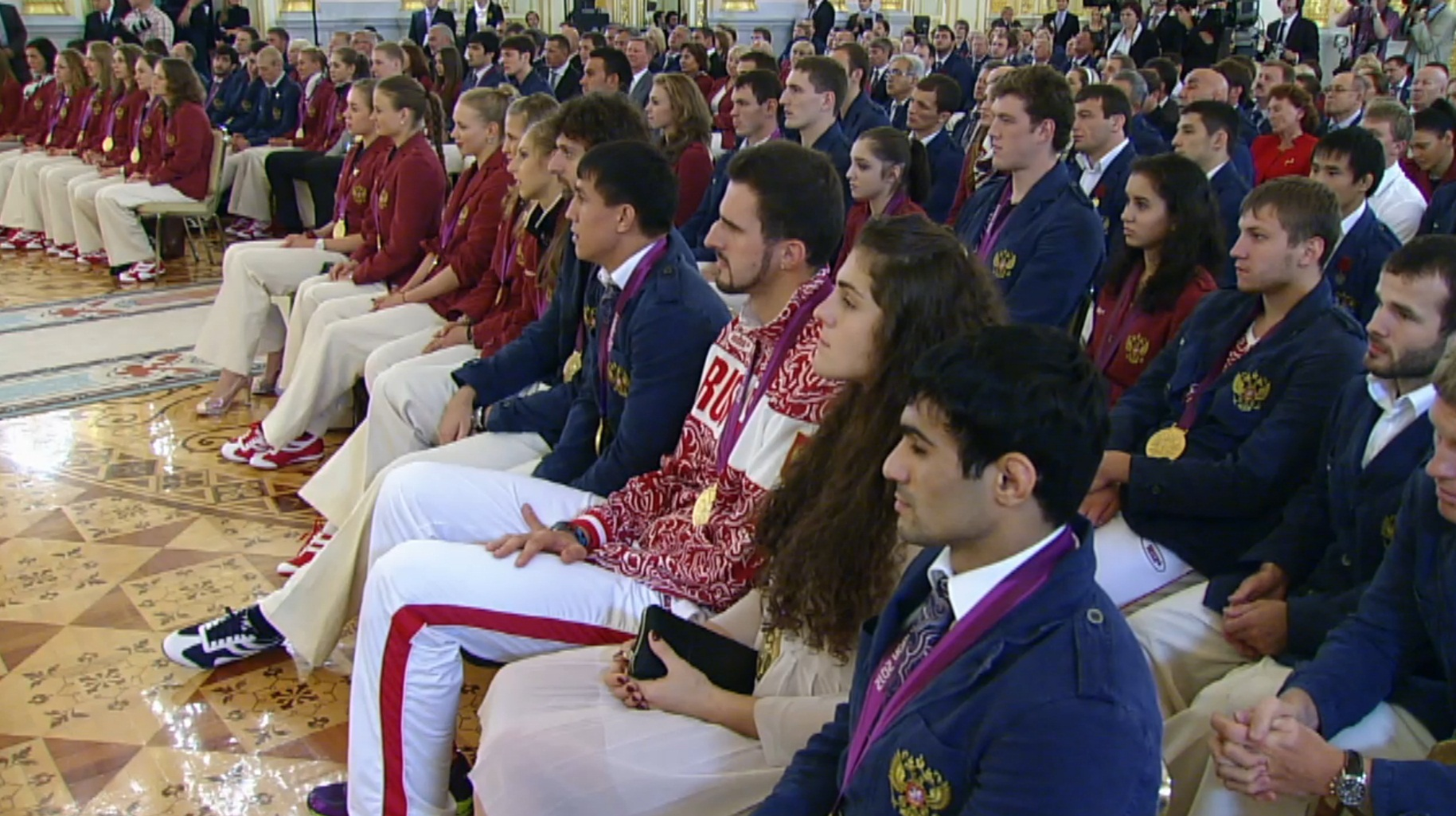
Российские призёры Олимпиады на вручении госнаград в Кремле

В спортивной гимнастике Алия Мустафина, победив на брусьях, принесла России первое с 2000 года золото в этом виде спорта. Впервые с 2000 года Россия завоевала золото в прыжках в воду — медаль высшей пробы сборной принёс Илья Захаров в прыжках с 3-метрового трамплина.
На четвёртой Олимпиаде подряд россияне остались без золотых наград в плавании в бассейне, впервые в своей истории российские спортсмены не выиграли ни одного золота в фехтовании, а в академической гребле россияне были представлены всего в 2 дисциплинах из 14 и остались без наград, ни разу не попав в финал.
На второй Олимпиаде подряд россияне остались без золотых наград в тяжёлой атлетике (всего же за 4 Олимпиады 2000—2012 годов сборная России выиграла лишь одно золото в тяжёлой атлетике). На второй подряд Олимпиаде россияне остались без золотых наград в стрелковом спорте, из 15 разыгранных комплектов завоевав лишь 1 бронзу.
На момент завершения Олимпийских игр на счету сборной России было 82 медали — 24 золотые, 25 серебряных и 33 бронзовые. Игры в Лондоне стали первыми летними Играми, начиная с 1952 года, на которых сборная СССР/России не смогла в неофициальном общекомандном зачёте войти в первую тройку, оказавшись по числу золотых медалей лишь на 4-м месте, уступив сборным США, Китая и Великобритании. По общему количеству наград россияне стали третьими после США и Китая. Затем в результате масштабной перепроверки допинг-проб, начиная с 2016 года сборная России была лишена целого ряда наград в лёгкой атлетике и тяжёлой атлетике. Всего общая сумма наград, завоёванных российскими спортсменами, сократилась на 18. Золотых медалей были лишены 7 легкоатлетов: Сергей Кирдяпкин (ходьба на 50 км), Юлия Зарипова (3000 метров с/п), Татьяна Лысенко (метание молота), Мария Савинова (800 метров), Иван Ухов (прыжки в высоту), Елена Лашманова (ходьба на 20 км), Наталья Антюх (400 метров с/б). При этом после дисквалификации чемпиона и серебряного призёра в мужской вольной борьбе в категории до 120 кг золото получили россиянин Билял Махов и иранец Комейл Гасеми, изначально занявшие третье место в этой категории.
По состоянию на сентябрь 2024 года общая сумма наград сборной России на Играх в Лондоне составляет 64: 18 золотых, 20 серебряных и 26 бронзовых. Таким образом, по общему количеству наград россияне также опустились на 4-е место, пропустив вперёд команду Великобритании (65). По золотым наградам Россия отстаёт от сборной США на 30 медалей, от сборной Китая — на 21 и от Великобритании — на 11.
По итогам Олимпиады 15 августа 2012 года в Кремле прошло награждение чемпионов и призёров Игр. Анастасия Давыдова, Мария Громова, Эльвира Хасянова, Наталья Ищенко, Светлана Ромашина (все — синхронное плавание) и Евгения Канаева (художественная гимнастика) были награждены орденами «За заслуги перед Отечеством» IV степени; Наталья Антюх (лёгкая атлетика) и Сергей Тетюхин (волейбол) стали кавалерами ордена Почёта, 41 спортсмен был награждён орденом Дружбы, серебряные и бронзовые призёры Игр были удостоены медалей ордена «За заслуги перед Отечеством» I и II степени. Никто из дисквалифицированных за допинг не был позднее лишён государственных наград, указы президента в их отношении изменены или отменены не были.

## Медали

### Медалисты
| Медаль           | Спортсмен | Вид спорта                  | Дисциплина                           | Дата       |
| ---------------- | --- | --------------------------- | ------------------------------------ | ---------- |
| Золото           | Арсен Галстян | Дзюдо                       | Мужчины, до 60 кг                    | 28 июля    |
| Золото           | Мансур Исаев | Дзюдо                       | Мужчины, до 73 кг                    | 30 июля    |
| Золото           | Тагир Хайбулаев | Дзюдо                       | Мужчины, до 100 кг                   | 02 августа |
| Золото           | Роман Власов | Греко-римская борьба        | Мужчины, до 74 кг                    | 05 августа |
| Золото           | Алия Мустафина | Спортивная гимнастика       | Женщины, разновысокие брусья         | 06 августа |
| Золото           | Алан Хугаев | Греко-римская борьба        | Мужчины, до 84 кг                    | 06 августа |
| Золото · DSQ     | Юлия Зарипова | Лёгкая атлетика             | Женщины, 3000 м с препятствиями      | 06 августа |
| Золото           | Наталья Ищенко Светлана Ромашина | Синхронное плавание         | Женщины, дуэт                        | 07 августа |
| Золото           | Илья Захаров | Прыжки в воду               | Мужчины, трамплин, 3 метра           | 07 августа |
| Золото · DSQ     | Иван Ухов | Лёгкая атлетика             | Мужчины, прыжки в высоту             | 07 августа |
| Золото · DSQ     | Наталья Антюх | Лёгкая атлетика             | Женщины, 400 м с барьерами           | 08 августа |
| Золото           | Наталья Воробьёва | Вольная борьба              | Женщины, борьба, до 72 кг            | 09 августа |
| Золото           | Мария Громова Анастасия Давыдова Наталья Ищенко Дарья Коробова Александра Пацкевич Светлана Ромашина Анжелика Тиманина Эльвира Хасянова Алла Шишкина                                          | Синхронное плавание         | Женщины, группы                      | 10 августа |
| Золото           | Джамал Отарсултанов | Вольная борьба              | Мужчины, до 55 кг                    | 10 августа |
| Золото · DSQ     | Татьяна Лысенко | Лёгкая атлетика             | Женщины, метание молота              | 10 августа |
| Золото           | Александр Дьяченко Юрий Постригай | Гребля на байдарках и каноэ | Мужчины, байдарки-двойки, 200 метров | 11 августа |
| Золото · DSQ     | Сергей Кирдяпкин | Лёгкая атлетика             | Мужчины, ходьба, 50 км               | 11 августа |
| Золото           | Евгения Канаева | Художественная гимнастика   | Женщины, индивидуальное многоборье   | 11 августа |
| Золото · DSQ     | Елена Лашманова | Лёгкая атлетика             | Женщины, ходьба, 20 км               | 11 августа |
| Золото · DSQ     | Мария Савинова | Лёгкая атлетика             | Женщины, бег 800 м                   | 11 августа |
| Золото           | Анна Чичерова | Лёгкая атлетика             | Женщины, прыжки в высоту             | 11 августа |
| Золото           | Анастасия Близнюк Ульяна Донскова Ксения Дудкина Алина Макаренко Анастасия Назаренко Каролина Севастьянова                                                                                    | Художественная гимнастика   | Женщины, групповое многоборье        | 11 августа |
| Золото           | Билял Махов | Вольная борьба              | Мужчины, до 120 кг                   | 11 августа |
| Золото           | Егор Мехонцев | Бокс                        | Мужчины, до 81 кг                    | 12 августа |
| Золото           | Николай Апаликов Дмитрий Мусэрский Александр Волков Сергей Гранкин Александр Бутько Максим Михайлов Тарас Хтей Сергей Тетюхин Юрий Бережко Дмитрий Ильиных Александр Соколов Алексей Обмочаев | Волейбол                    | Мужчины                              | 12 августа |
| Серебро          | Ксения Афанасьева Анастасия Гришина Виктория Комова Алия Мустафина Мария Пасека | Спортивная гимнастика       | Женщины, командное первенство        | 31 июля    |
| Серебро · DSQ    | Светлана Царукаева | Тяжёлая атлетика            | Женщины, до 63 кг                    | 31 июля    |
| Серебро          | Илья Захаров Евгений Кузнецов | Прыжки в воду               | Мужчины, синхронные прыжки           | 01 августа |
| Серебро          | Софья Великая | Фехтование                  | Женщины, сабля                       | 01 августа |
| Серебро          | Виктория Комова | Спортивная гимнастика       | Женщины, многоборье                  | 02 августа |
| Серебро          | Камилла Гафурзянова Инна Дериглазова Лариса Коробейникова Аида Шанаева | Фехтование                  | Женщины, рапира среди команд         | 02 августа |
| Серебро          | Александр Михайлин | Дзюдо                       | Мужчины, свыше 100 кг                | 03 августа |
| Серебро          | Анастасия Зуева | Плавание                    | Женщины, 200 метров на спине         | 03 августа |
| Серебро          | Евгений Коротышкин | Плавание                    | Мужчины, 100 метров баттерфляй       | 03 августа |
| Серебро · DSQ    | Наталья Заболотная | Тяжёлая атлетика            | Женщины, до 75 кг                    | 03 августа |
| Серебро          | Дмитрий Ушаков | Прыжки на батуте            | Мужчины                              | 03 августа |
| Серебро · DSQ    | Апти Аухадов | Тяжёлая атлетика            | Мужчины, до 85 кг.                   | 03 августа |
| Серебро          | Мария Шарапова | Теннис                      | Женщины, одиночный разряд            | 04 августа |
| Серебро · DSQ    | Александр Иванов | Тяжёлая атлетика            | Мужчины, до 94 кг                    | 04 августа |
| Серебро · DSQ[b] | Дарья Пищальникова | Лёгкая атлетика             | Женщины, метание диска               | 04 августа |
| Серебро          | Татьяна Каширина | Тяжёлая атлетика            | Женщины, свыше 75 кг                 | 05 августа |
| Серебро          | Денис Аблязин | Спортивная гимнастика       | Мужчины, опорный прыжок              | 06 августа |
| Серебро · DSQ    | Евгения Колодко | Лёгкая атлетика             | Женщины, толкание ядра               | 06 августа |
| Серебро          | Рустам Тотров | Греко-римская борьба        | Мужчины, до 96 кг                    | 07 августа |
| Серебро          | Елена Соколова | Лёгкая атлетика             | Женщины, прыжки в длину              | 08 августа |
| Серебро          | Софья Очигава | Бокс                        | Женщины, до 60 кг                    | 09 августа |
| Серебро          | Надежда Торлопова | Бокс                        | Женщины, до 75 кг                    | 09 августа |
| Серебро · DSQ    | Татьяна Томашова | Лёгкая атлетика             | Женщины, 1500 метров                 | 10 августа |
| Серебро          | Дарья Дмитриева | Художественная гимнастика   | Женщины, индивидуальное многоборье   | 11 августа |
| Серебро · DSQ    | Ольга Каниськина | Лёгкая атлетика             | Женщины, ходьба, 20 км               | 11 августа |
| Серебро          | Бесик Кудухов | Вольная борьба              | Мужчины, до 60 кг                    | 11 августа |
| Серебро · DSQ    | Юлия Гущина Антонина Кривошапка Татьяна Фирова Наталья Антюх Анастасия Капачинская Наталья Назарова                                                                                           | Лёгкая атлетика             | Женщины, эстафета 4×400 м            | 11 августа |
| Серебро          | Екатерина Поистогова | Лёгкая атлетика             | Женщины, бег 800 м                   | 11 августа |
| Серебро          | Иван Штыль | Гребля на байдарках и каноэ | Мужчины, каноэ-одиночка, 200 метров  | 11 августа |
| Бронза           | Ольга Забелинская | Велоспорт                   | Женщины, шоссейно-групповая гонка    | 29 июля    |
| Бронза           | Николай Ковалёв | Фехтование                  | Мужчины, индивидуальная сабля        | 29 июля    |
| Бронза           | Андрей Гречин Данила Изотов Евгений Лагунов Никита Лобинцев Владимир Морозов Сергей Фесиков                                                                                                   | Плавание                    | Мужчины, 4×100 м вольным стилем      | 29 июля    |
| Бронза           | Иван Нифонтов | Дзюдо                       | Мужчины, до 81 кг                    | 31 июля    |
| Бронза           | Ольга Забелинская | Велоспорт                   | Женщины, раздельная шоссейная гонка  | 01 августа |
| Бронза           | Василий Мосин | Стрелковый спорт            | Мужчины, дубль-трап                  | 02 августа |
| Бронза           | Алия Мустафина | Спортивная гимнастика       | Женщины, многоборье                  | 02 августа |
| Бронза           | Юлия Ефимова | Плавание                    | Женщины, 200 метров брассом          | 02 августа |
| Бронза           | Нина Вислова Валерия Сорокина | Бадминтон                   | Женщины, парный разряд               | 04 августа |
| Бронза · DSQ     | Татьяна Чернова | Лёгкая атлетика             | Женщины, семиборье                   | 04 августа |
| Бронза           | Татьяна Петрова-Архипова | Лёгкая атлетика             | Женщины, марафон                     | 05 августа |
| Бронза           | Мария Пасека | Спортивная гимнастика       | Женщины, опорный прыжок              | 05 августа |
| Бронза           | Денис Аблязин | Спортивная гимнастика       | Мужчины, вольные упражнения          | 05 августа |
| Бронза           | Мария Кириленко Надежда Петрова | Теннис                      | Женщины, парный разряд               | 05 августа |
| Бронза           | Мингиян Семёнов | Греко-римская борьба        | Мужчины, до 54 кг                    | 05 августа |
| Бронза           | Заур Курамагомедов | Греко-римская борьба        | Мужчины, до 60 кг                    | 06 августа |
| Бронза           | Елена Исинбаева | Лёгкая атлетика             | Женщины, прыжки с шестом             | 06 августа |
| Бронза           | Алия Мустафина | Спортивная гимнастика       | Женщины, вольные упражнения          | 07 августа |
| Бронза · DSQ     | Руслан Албегов | Тяжёлая атлетика            | Мужчины, свыше 105 кг                | 07 августа |
| Бронза           | Любовь Волосова | Вольная борьба              | Женщины, до 63 кг                    | 08 августа |
| Бронза           | Алексей Денисенко | Тхэквондо                   | Мужчины, до 58 кг                    | 08 августа |
| Бронза           | Алексей Коровашков Илья Первухин | Гребля на байдарках и каноэ | Мужчины, каноэ-двойки, 1000 метров   | 09 августа |
| Бронза           | Давид Айрапетян | Бокс                        | Мужчины, до 49 кг                    | 10 августа |
| Бронза           | Денис Царгуш | Вольная борьба              | Мужчины, до 74 кг                    | 10 августа |
| Бронза           | Миша Алоян | Бокс                        | Мужчины, до 52 кг                    | 10 августа |
| Бронза           | Андрей Замковой | Бокс                        | Мужчины, до 69 кг                    | 10 августа |
| Бронза · DSQ     | Светлана Школина | Лёгкая атлетика             | Женщины, прыжки в высоту             | 11 августа |
| Бронза           | Анастасия Барышникова | Тхэквондо                   | Женщины, свыше 67 кг                 | 11 августа |
| Бронза           | Алексей Швед Тимофей Мозгов Сергей Карасёв Виталий Фридзон Александр Каун Евгений Воронов Виктор Хряпа Семён Антонов Сергей Моня Дмитрий Хвостов Антон Понкрашов Андрей Кириленко             | Баскетбол                   | Мужчины                              | 12 августа |

a 30 января 2015 года Российское антидопинговое агентство сообщило, что легкоатлетка Юлия Зарипова будет лишена золотой медали в беге на 3000 метров с препятствиями за применение допинга. МОК пока не принял решение по данному вопросу.

b В 2015 году МОК лишил российскую легкоатлетку Дарью Пищальникову серебряной медали в метании диска за применение допинга.

### Медали по дням
| Медали по дням | Медали по дням | Медали по дням | Медали по дням | Медали по дням | Медали по дням | Медали по дням |
| -------------- | -------------- | -------------- | -------------- | -------------- | -------------- | -------------- |
| День           | Дата           | 1              | 2              | 3              | Итого          |                |
| День 0         | 27 июля        | —              | —              | —              | —              |                |
| День 1         | 28 июля        | 1              | 0              | 0              | 1              |                |
| День 2         | 29 июля        | 0              | 0              | 3              | 3              |                |
| День 3         | 30 июля        | 1              | 0              | 0              | 1              |                |
| День 4         | 31 июля        | 0              | 2              | 1              | 3              |                |
| День 5         | 1 августа      | 0              | 2              | 1              | 3              |                |
| День 6         | 2 августа      | 1              | 2              | 3              | 6              |                |
| День 7         | 3 августа      | 0              | 6              | 0              | 6              |                |
| День 8         | 4 августа      | 0              | 2              | 2              | 4              |                |
| День 9         | 5 августа      | 0              | 1              | 5              | 6              |                |
| День 10        | 6 августа      | 3              | 2              | 2              | 7              |                |
| День 11        | 7 августа      | 3              | 1              | 2              | 6              |                |
| День 12        | 8 августа      | 1              | 1              | 2              | 4              |                |
| День 13        | 9 августа      | 1              | 2              | 1              | 4              |                |
| День 14        | 10 августа     | 3              | 0              | 4              | 7              |                |
| День 15        | 11 августа     | 5              | 3              | 5              | 13             |                |
| День 16        | 12 августа     | 3              | 0              | 1              | 4              |                |
| Всего          | Всего          | 22             | 24             | 32             | 78             |                |

### Медали по видам спорта
| Спорт                       | Золото | Серебро | Бронза | Всего |
| --------------------------- | ------ | ------- | ------ | ----- |
| Легкая атлетика             | 6      | 4       | 5      | 15    |
| Борьба                      | 4      | 2       | 5      | 11    |
| Дзюдо                       | 3      | 1       | 1      | 5     |
| Художественная гимнастика   | 2      | 1       | 0      | 3     |
| Синхронное плавание         | 2      | 0       | 0      | 2     |
| Спортивная гимнастика       | 1      | 3       | 4      | 8     |
| Бокс                        | 1      | 2       | 3      | 6     |
| Прыжки в воду               | 1      | 1       | 0      | 2     |
| Гребля на байдарках и каноэ | 1      | 0       | 2      | 3     |
| Волейбол                    | 1      | 0       | 0      | 1     |
| Тяжёлая атлетика            | 0      | 5       | 1      | 6     |
| Плавание                    | 0      | 2       | 2      | 4     |
| Фехтование                  | 0      | 2       | 1      | 3     |
| Теннис                      | 0      | 1       | 1      | 2     |
| Прыжки на батуте            | 0      | 1       | 0      | 1     |
| Велоспорт                   | 0      | 0       | 2      | 2     |
| Ткэхвондо                   | 0      | 0       | 2      | 2     |
| Бадминтон                   | 0      | 0       | 1      | 1     |
| Баскетбол                   | 0      | 0       | 1      | 1     |
| Стрельба                    | 0      | 0       | 1      | 1     |

### Медали по полу
| Пол     | 1  | 2  | 3  | Всего |
| Мужчины | 11 | 9  | 17 | 37    |
| Женщины | 11 | 15 | 15 | 41    |
| Всего   | 22 | 24 | 32 | 78    |

## Результаты соревнований

### Академическая гребля
В следующий раунд из каждого заезда проходят несколько лучших экипажей (в зависимости от дисциплины). В утешительный заезд попадают спортсмены, выбывшие в предварительном раунде. В финал A выходят 6 сильнейших экипажей, остальные разыгрывают места в утешительных финалах B-F.
На Играх в Лондоне сборная России по академической гребле была представлена всего лишь двумя экипажами. Обе олимпийские лицензии оказались завоёваны по итогам чемпионата мира 2011 года. У мужчин лицензию принёс экипаж четвёрки парной, а у женщин единственную олимпийскую лицензию смогла получить бронзовый призёр Игр 2000 года Юлия Левина. Последней возможностью увеличить число олимпийских лицензий являлась «Люцернская регата», но по её итогам ни один российский экипаж не смог отобраться на Игры в Лондон.
За месяц до начала Игр исполнительный вице-президент Федерации гребного спорта России Александр Душанин заявил, что сборная России по академической гребле рассчитывает выиграть в Лондоне одну медаль любого достоинства.
Мужчины
В составе мужской четвёрки парной на Играх в Лондоне выступили сразу два олимпийских чемпиона 2004 года — Сергей Федоровцев и Алексей Свирин. По итогам предварительного раунда мужская четвёрка парная уверенно пробилась в следующий раунд, минуя утешительный заезд, но уже в полуфинале россияне выступили очень слабо, заняв в своём заплыве лишь 5-е место, тем самым лишившись возможности бороться за медали. В финале B российские гребцы показали 2-й результат и заняли итоговое 8-е место.
| Соревнование    | Спортсмены                                                        | Отборочная гонка | Отборочная гонка | Отборочная гонка | Утешительный заезд | Утешительный заезд | Утешительный заезд | Четвертьфинал | Четвертьфинал | Четвертьфинал | Полуфинал | Полуфинал | Полуфинал | Финал   | Финал   | Итоговое место |
| Соревнование    | Спортсмены                                                        | Заплыв           | Время            | Место            | Заплыв             | Время              | Место              | Заплыв        | Время         | Место         | Заплыв    | Время     | Место     | Время   | Место   | Итоговое место |
| --------------- | ----------------------------------------------------------------- | ---------------- | ---------------- | ---------------- | ------------------ | ------------------ | ------------------ | ------------- | ------------- | ------------- | --------- | --------- | --------- | ------- | ------- | -------------- |
| четвёрки парные | Никита Моргачёв Владислав Рябцев Алексей Свирин Сергей Федоровцев | 1                | 5:42,26          | 1 (Q)            | Не участвовали     | Не участвовали     | Не участвовали     | Не проводится | Не проводится | Не проводится | 1         | 6:13,61   | 5         | Финал B | Финал B | 8              |
| четвёрки парные | Никита Моргачёв Владислав Рябцев Алексей Свирин Сергей Федоровцев | 1                | 5:42,26          | 1 (Q)            | Не участвовали     | Не участвовали     | Не участвовали     | Не проводится | Не проводится | Не проводится | 1         | 6:13,61   | 5         | 5:59,17 | 2       | 8              |

Женщины
В женской академической гребле Россию представляла участница трёх Олимпийских игр 39-летняя Юлия Левина. Российская спортсменка смогла добраться до полуфинала, где стала 4-й, получив возможность продолжить соревнования только в финале B. В квалификационном заплыве Левина пришла к финишу 3-й и по итогам соревнований заняла общее 9-е место.
| Соревнование | Спортсмены  | Отборочная гонка | Отборочная гонка | Отборочная гонка | Утешительный заезд | Утешительный заезд | Утешительный заезд | Четвертьфинал | Четвертьфинал | Четвертьфинал | Полуфинал     | Полуфинал     | Полуфинал     | Финал   | Финал   | Итоговое место |
| Соревнование | Спортсмены  | Заплыв           | Время            | Место            | Заплыв             | Время              | Место              | Заплыв        | Время         | Место         | Заплыв        | Время         | Место         | Время   | Место   | Итоговое место |
| ------------ | ----------- | ---------------- | ---------------- | ---------------- | ------------------ | ------------------ | ------------------ | ------------- | ------------- | ------------- | ------------- | ------------- | ------------- | ------- | ------- | -------------- |
| одиночки     | Юлия Левина | 5                | 7:32,06          | 2 (Q)            | Не участвовала     | Не участвовала     | Не участвовала     | 5             | 7:32,06       | 2 (Q)         | Полуфинал A/B | Полуфинал A/B | Полуфинал A/B | Финал B | Финал B | 9              |
| одиночки     | Юлия Левина | 5                | 7:32,06          | 2 (Q)            | Не участвовала     | Не участвовала     | Не участвовала     | 5             | 7:32,06       | 2 (Q)         | 1             | 7:48,95       | 4             | 7:49,22 | 3       | 9              |

После окончания Игр главный тренер сборной России Самвел Аракелян заявил, что при подготовке к главным стартам были допущены существенные ошибки в сроках акклиматизации после сборов, в результате чего мужская четвёрка парная во время Олимпийских игр находилась на спаде. В сентябре 2012 года было объявлено, что в связи с неудовлетворительным выступлением российских гребцов на Играх в Лондоне президиум федерации гребного спорта отстранил Самвела Аракеляна от должности главного тренера сборной России по академической гребле.

### Бадминтон
Квалификация на летние Олимпийские игры 2012 года в бадминтоне проходила на основании рейтинга BWF в период со 2 мая 2011 года по 3 мая 2012 года. По его итогам российские бадминтонисты смогли получить 5 олимпийских квот из 12-ти возможных, при этом в каждом разряде было завоёвано по одной лицензии. Россияне впервые с 1996 года смогли получить лицензии во всех пяти видах программы. Кроме российских спортсменов из европейских стран такого же результата смогла добиться только сборная Дании.
После жеребьёвки олимпийского турнира главный тренер сборной России Клавдия Майорова заявила, что наибольшие шансы на выход из группы имеет смешанная пара Александра Николаенко и Валерии Сорокиной.
Одиночный разряд
На предварительном раунде в одиночном разряде бадминтонисты образовывали 16 групп по 2 или 3 спортсмена в каждой. При этом в плей-офф выходил только бадминтонист, занявший в группе первое место. У мужчин Россию представлял 45-й номер мирового рейтинга Владимир Иванов, который на Играх в Лондоне был заявлен ещё и в парном разряде. В женском одиночном разряде выступала Анастасия Прокопенко, занимавшая в мировом рейтинге 39-ю позицию. На групповом этапе и Владимир, и Анастасия смогли одержать по одной победе, при одном поражении. Этот результат позволил им занять только второе место в своих группах, что означало завершение борьбы за медали.
| Соревнование | Спортсмены           | Групповой этап                   | Групповой этап                      | Групповой этап | 1/8 финала            | 1/4 финала            | 1/2 финала            | Финал                 | Итоговое место |
| Соревнование | Спортсмены           | 1 матч                           | 2 матч                              | Место          | 1/8 финала            | 1/4 финала            | 1/2 финала            | Финал                 | Итоговое место |
| ------------ | -------------------- | -------------------------------- | ----------------------------------- | -------------- | --------------------- | --------------------- | --------------------- | --------------------- | -------------- |
| мужчины      | Владимир Иванов      | Группа H                         | Группа H                            | Группа H       | Завершил выступление  | Завершил выступление  | Завершил выступление  | Завершил выступление  | 17             |
| мужчины      | Владимир Иванов      | Сон Ван Хо (KOR) П 15:21, 18:21  | Сюй Жэньхао (TPE) В 21:15, 21:13    | 2              | Завершил выступление  | Завершил выступление  | Завершил выступление  | Завершил выступление  | 17             |
| женщины      | Анастасия Прокопенко | Группа G                         | Группа G                            | Группа G       | Завершила выступление | Завершила выступление | Завершила выступление | Завершила выступление | 17             |
| женщины      | Анастасия Прокопенко | К. Аугустин (POL) В 21:16, 21:17 | Т. Баун (DEN) П 21:19, 15:21, 16:21 | 2              | Завершила выступление | Завершила выступление | Завершила выступление | Завершила выступление | 17             |

Парный разряд
В каждой дисциплине парного разряда принимало участие по 16 команд, разделённых на 4 группы. Из каждой четвёрки в плей-офф выходили по 2 сильнейшие сборные. В мужском парном турнире российским бадминтонистам тяжело было претендовать на выход в следующий раунд, поскольку в результате жеребьёвки в одной группе с ними оказались спортсмены Китая и Дании, входящие в пятёрку лучших пар мира. В поединках с этими парами Иванов и Созонов смогли выиграть лишь одну партию из пяти. В ничего уже не решающем заключительном матче группы россияне одолели пару из ЮАР и заняли третье место в своей группе. С таким же результатом закончили свои соревнования и смешанная пара Александр Николаенко/Валерия Сорокина. Для выхода в четвертьфинал им необходимо было побеждать в заключительной встрече немецкий дуэт Фукс/Михельс, который в мировом рейтинге находился на несколько позиций ниже, чем российская пара. После двух партий счёт был 1:1, а в заключительном сете в упорной борьбе победа досталась немецким бадминтонистам, которые и прошли в следующий раунд.
Главная сенсация олимпийского бадминтонного турнира состоялась в женском парном разряде. Изначально по итогам группового этапа российская пара Сорокина/Вислова заняла третье место и завершила выступление на Олимпийских играх. 1 августа было объявлено, что из-за неспортивного характера игры дисквалифицированы сразу четыре пары, в результате этого россиянки переместились на первое место в группе и вышли в следующий раунд. В четвертьфинале Сорокиной и Висловой досталась пара из ЮАР, которая также пробилась в плей-офф благодаря дисквалификации соперниц. Африканки, имевшие перед началом Игр самую низкую позицию в мировом рейтинге среди участников олимпийского турнира, не смогли оказать никакого сопротивления российским бадминтонисткам. В полуфинале Сорокина и Вислова проиграли китаянкам Тянь Цин /
Чжао Юньлэй, которые затем стали олимпийскими чемпионками. В матче за третьем место россиянки встретились с канадками Брюс/Ли, которых уже обыгрывали ранее на групповом этапе. Одержав уверенную победу в двух партиях Сорокина и Вислова принесли первую в истории России олимпийскую медаль Вислова в бадминтоне.
| Соревнование | Спортсмены                            | Групповой этап                                   | Групповой этап                              | Групповой этап                                   | Групповой этап | 1/4 финала                               | 1/2 финала                                 | Финал                               | Итоговое место |
| Соревнование | Спортсмены                            | 1 матч                                           | 2 матч                                      | 3 матч                                           | Место          | 1/4 финала                               | 1/2 финала                                 | Финал                               | Итоговое место |
| ------------ | ------------------------------------- | ------------------------------------------------ | ------------------------------------------- | ------------------------------------------------ | -------------- | ---------------------------------------- | ------------------------------------------ | ----------------------------------- | -------------- |
| мужчины      | Владимир Иванов Иван Созонов          | Группа C                                         | Группа C                                    | Группа C                                         | Группа C       | Завершили выступление                    | Завершили выступление                      | Завершили выступление               | 9              |
| мужчины      | Владимир Иванов Иван Созонов          | М. Боэ / К. Могенсен (DEN) П 21:16, 19:21, 14:21 | Чай Бяо / Го Чжэньдун (CHN) П 21:23, 15:21  | Д. Джеймс / В. Фильюн (RSA) В 21:13, 21:15       | 3              | Завершили выступление                    | Завершили выступление                      | Завершили выступление               | 9              |
| женщины      | Валерия Сорокина Нина Вислова         | Группа A                                         | Группа A                                    | Группа A                                         | Группа A       | М. Аннари / А. Фильюн (RSA) В 21:9, 21:7 | Тянь Цин / Чжао Юньлэй (CHN) П 19:21, 6:21 | А. Брюс / М. Ли (CAN) В 21:9, 21:10 | 3              |
| женщины      | Валерия Сорокина Нина Вислова         | Ван Сяоли / Юй Ян (CHN) В DSQ                    | Чон Гён Ын / Ким Ха На (KOR) В DSQ          | А. Брюс / М. Ли (CAN) В 21:8, 21:10              | 1              | М. Аннари / А. Фильюн (RSA) В 21:9, 21:7 | Тянь Цин / Чжао Юньлэй (CHN) П 19:21, 6:21 | А. Брюс / М. Ли (CAN) В 21:9, 21:10 | 3              |
| микст        | Александр Николаенко Валерия Сорокина | Группа A                                         | Группа A                                    | Группа A                                         | Группа A       | Завершили выступление                    | Завершили выступление                      | Завершили выступление               | 9              |
| микст        | Александр Николаенко Валерия Сорокина | К. Эдкок / И. Банкир (GBR) В 14:21, 21:9, 21:18  | Чжан Нань / Чжао Юньлэй (CHN) П 9:21, 18:21 | М. Фукс / Б. Михельс (GER) П 18:21, 21:12, 19:21 | 3              | Завершили выступление                    | Завершили выступление                      | Завершили выступление               | 9              |

Подводя итоги выступлений на турнире главный тренер сборной Клавдия Майорова сказала, что российские бадминтонисты показали в Лондоне всё на что были способны. После окончания Игр было объявлено, что Национальная федерация бадминтона России дополнительно премирует Сорокину и Вислову по 800 тыс. рублей каждую. В октябре 2012 года пара Сорокиной и Висловой распалась, поскольку Валерия приняла решение завершить спортивную карьеру. В феврале 2013 года пара воссоединилась для участия в чемпионате Европы в Москве, после чего Сорокина окончательно завершила свои выступления за сборную России.

### Баскетбол

#### Мужчины
Мужская сборная России по баскетболу квалифицировалась на Игры 2012 года, пробившись в финал заключительного олимпийского отборочного турнира.
Состав команды
15 июля сборная России начала подготовку к Олимпийским играм в Лондоне. На сбор были вызваны 12 баскетболистов, которые принимали участие в отборочном квалификационном турнире, а также Егор Вяльцев, Максим Григорьев и Артём Яковенко, которые в составе сборной готовились к турниру в Венесуэле, но не попали в окончательную заявку. Из-за травм тренерский штаб сборной не смог рассчитывать на Андрея Воронцевича, проходившего реабилитацию после проблем с позвоночником и Сергея Быкова, повредившего крестообразные связки колена. Перед самым началом сбора было объявлено, что вместо Егора Вяльцева, который по словам Дэвида Блатта принял решение «провести время со своей семьей», на сбор прибудет Никита Баринов. 23 июля был объявлен окончательный список, состоящий из 12-ти баскетболистов, которые будут включены в заявку для участия в Играх в Лондоне. По итогам сборов в итоговый список не попали Григорьев, Яковенко и Баринов.
| Номер     | Позиция   | Имя              | Дата рождения   | Рост, см  | Клуб                  | Игры      | Очки      | Подборы   | Передачи  |
| Защитники | Защитники | Защитники        | Защитники       | Защитники | Защитники             | Защитники | Защитники | Защитники | Защитники |
| --------- | --------- | ---------------- | --------------- | --------- | --------------------- | --------- | --------- | --------- | --------- |
| 4         | З         | Алексей Швед     | 16 декабря 1989 | 198       | Миннесота Тимбервулвз | 8         | 91        | 47        | 47        |
| 6         | АЗ        | Сергей Карасёв   | 26 октября 1993 | 200       | Триумф                | 2         | 0         | 2         | 1         |
| 7         | З         | Виталий Фридзон  | 14 октября 1985 | 196       | Химки                 | 8         | 92        | 15        | 15        |
| 9         | АЗ        | Евгений Воронов  | 7 мая 1986      | 196       | ЦСКА (Москва)         | 5         | 0         | 2         | 2         |
| 13        | РЗ        | Дмитрий Хвостов  | 21 августа 1989 | 190       | Химки                 | 4         | 3         | 1         | 2         |
| 14        | АЗ        | Антон Понкрашов  | 23 апреля 1986  | 202       | ЦСКА (Москва)         | 8         | 46        | 13        | 31        |
| Форварды  |           |                  |                 |           |                       |           |           |           |           |
| 10        | Ф         | Виктор Хряпа     | 3 августа 1982  | 203       | ЦСКА (Москва)         | 8         | 57        | 50        | 34        |
| 11        | ТФ        | Семён Антонов    | 18 июля 1989    | 202       | Нижний Новгород       | 6         | 13        | 2         | 2         |
| 12        | ТФ        | Сергей Моня      | 15 апреля 1983  | 203       | Химки                 | 8         | 39        | 30        | 8         |
| 15        | ТФ        | Андрей Кириленко | 18 февраля 1981 | 209       | Миннесота Тимбервулвз | 8         | 140       | 60        | 11        |
| Центровые |           |                  |                 |           |                       |           |           |           |           |
| 5         | Ц         | Тимофей Мозгов   | 16 июля 1986    | 215       | Денвер Наггетс        | 8         | 80        | 28        | 1         |
| 8         | Ц         | Александр Каун   | 8 мая 1985      | 211       | ЦСКА (Москва)         | 8         | 62        | 29        | 4         |

| Имя         | Гражданство   | Дата рождения |
| ----------- | ------------- | ------------- |
| Дэвид Блатт | США / Израиль | 22 мая 1959   |

Результаты

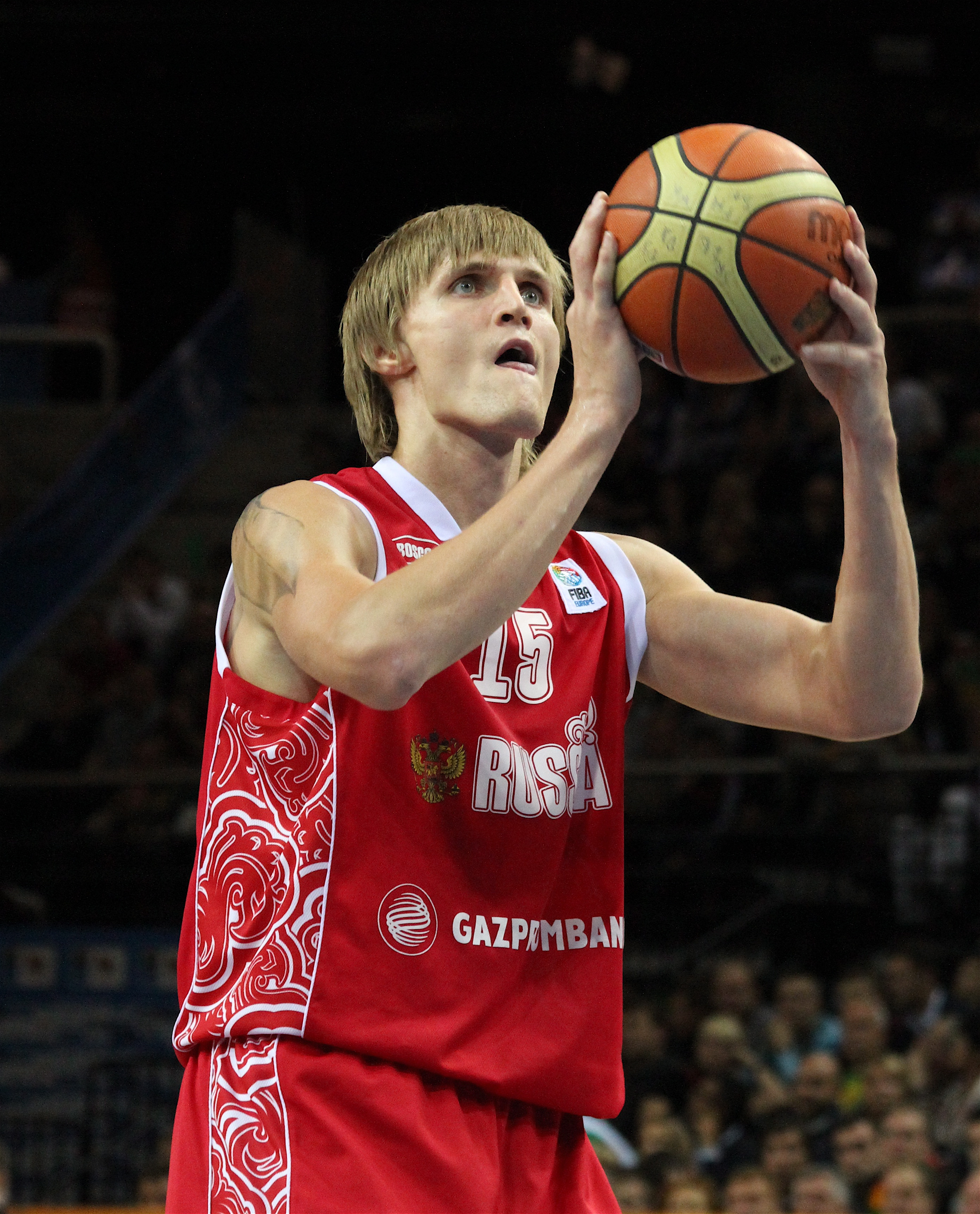
Для Андрея Кириленко Олимпийские игры в Лондоне стали уже третьими в карьере

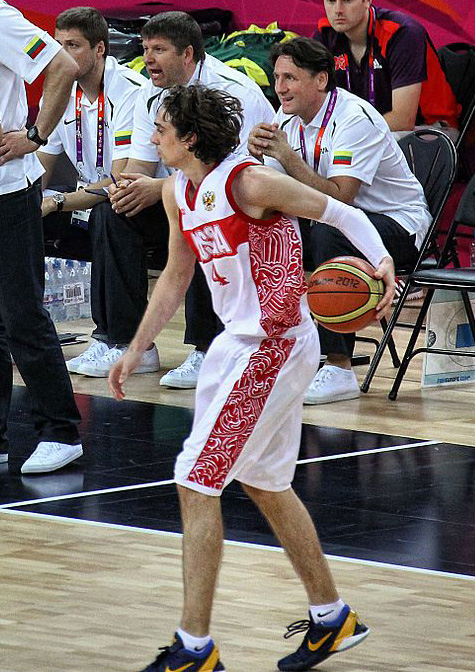
Алексей Швед стал лидером сборной России по количеству передач

На летних Олимпийских играх в Лондоне россияне провели 8 матчей, одержав победы в шести из них. Команда сумела выйти из группы с первого места, потерпев одно поражение — в не имевшем для неё турнирного значения заключительном матче группового этапа против сборной Австралии (80:82). В четвертьфинале подопечные Дэвида Блатта переиграли команду Литвы (83:74), однако в полуфинале российская команда уступила испанцам (59:67). В матче за 3-е место сборная России, победив сборную Аргентины со счётом 81:77, завоевала бронзовые медали летних Олимпийских игр.
Групповой этап (Группа B)
| Место | Сборная        | В | П | МЗ  | МП  | МР   | Очки |
| ----- | -------------- | - | - | --- | --- | ---- | ---- |
| 1     | Россия         | 4 | 1 | 400 | 359 | +41  | 9    |
| 2     | Бразилия       | 4 | 1 | 402 | 349 | +53  | 9    |
| 3     | Испания        | 3 | 2 | 414 | 394 | +20  | 8    |
| 4     | Австралия      | 3 | 2 | 410 | 373 | +37  | 8    |
| 5     | Великобритания | 1 | 4 | 370 | 405 | −35  | 6    |
| 6     | Китай          | 0 | 5 | 313 | 439 | −126 | 5    |

| 29 июля 2012 20:00 (UTC+1) | Отчёт | Россия                     | 95:75    | Великобритания | Баскетбольная арена, Лондон Судьи: Пабло Эстевес Хорхе Васкес, Стефен Сейбл |
| 29 июля 2012 20:00 (UTC+1) | Отчёт | 24:19, 25:15, 22:24, 24:17 |          |                | Баскетбольная арена, Лондон Судьи: Пабло Эстевес Хорхе Васкес, Стефен Сейбл |
| 29 июля 2012 20:00 (UTC+1) | Отчёт | Кириленко 35               | Очки     | 26 Денг        | Баскетбольная арена, Лондон Судьи: Пабло Эстевес Хорхе Васкес, Стефен Сейбл |
| 29 июля 2012 20:00 (UTC+1) | Отчёт | Швед 6                     | Подборы  | 10 Фрилэнд     | Баскетбольная арена, Лондон Судьи: Пабло Эстевес Хорхе Васкес, Стефен Сейбл |
| 29 июля 2012 20:00 (UTC+1) | Отчёт | Швед 13                    | Передачи | 3 Денг         | Баскетбольная арена, Лондон Судьи: Пабло Эстевес Хорхе Васкес, Стефен Сейбл |

| 31 июля 2012 09:00 (UTC+1) | Отчёт | Китай                      | 54:73    | Россия        | Баскетбольная арена, Лондон Судьи: Саша Пукль Роберт Лоттермозер, Уильям Кеннеди |
| 31 июля 2012 09:00 (UTC+1) | Отчёт | 12:20, 13:20, 14:21, 15:12 |          |               | Баскетбольная арена, Лондон Судьи: Саша Пукль Роберт Лоттермозер, Уильям Кеннеди |
| 31 июля 2012 09:00 (UTC+1) | Отчёт | И Цзяньлянь 16             | Очки     | 16 Кириленко  | Баскетбольная арена, Лондон Судьи: Саша Пукль Роберт Лоттермозер, Уильям Кеннеди |
| 31 июля 2012 09:00 (UTC+1) | Отчёт | И Цзяньлянь 7              | Подборы  | 12 Хряпа      | Баскетбольная арена, Лондон Судьи: Саша Пукль Роберт Лоттермозер, Уильям Кеннеди |
| 31 июля 2012 09:00 (UTC+1) | Отчёт | Чэнь Цзянхуа 4             | Передачи | 6 Швед, Хряпа | Баскетбольная арена, Лондон Судьи: Саша Пукль Роберт Лоттермозер, Уильям Кеннеди |

| 2 августа 2012 16:45 (UTC+1) | Отчёт | Бразилия                   | 74:75    | Россия         | Баскетбольная арена, Лондон Судьи: Хосе Анибаль Каррион Луиджи Ламоника, Рабах Нуджаим |
| 2 августа 2012 16:45 (UTC+1) | Отчёт | 20:15, 12:25, 21:19, 21:16 |          |                | Баскетбольная арена, Лондон Судьи: Хосе Анибаль Каррион Луиджи Ламоника, Рабах Нуджаим |
| 2 августа 2012 16:45 (UTC+1) | Отчёт | Барбоза 16                 | Очки     | 19 Кириленко   | Баскетбольная арена, Лондон Судьи: Хосе Анибаль Каррион Луиджи Ламоника, Рабах Нуджаим |
| 2 августа 2012 16:45 (UTC+1) | Отчёт | Нене 10                    | Подборы  | 7 Моня, Мозгов | Баскетбольная арена, Лондон Судьи: Хосе Анибаль Каррион Луиджи Ламоника, Рабах Нуджаим |
| 2 августа 2012 16:45 (UTC+1) | Отчёт | Виейра 4                   | Передачи | 6 Швед         | Баскетбольная арена, Лондон Судьи: Хосе Анибаль Каррион Луиджи Ламоника, Рабах Нуджаим |

| 4 августа 2012 11:15 (UTC+1) | Отчёт | Россия                     | 77:74    | Испания                     | Баскетбольная арена Судьи: Христос Христодулу Хорхе Васкес, Фернандо Сампьетро |
| 4 августа 2012 11:15 (UTC+1) | Отчёт | 11:28, 21:12, 24:13, 21:21 |          |                             | Баскетбольная арена Судьи: Христос Христодулу Хорхе Васкес, Фернандо Сампьетро |
| 4 августа 2012 11:15 (UTC+1) | Отчёт | Фридзон 24                 | Очки     | 20 П. Газоль                | Баскетбольная арена Судьи: Христос Христодулу Хорхе Васкес, Фернандо Сампьетро |
| 4 августа 2012 11:15 (UTC+1) | Отчёт | Мозгов 9                   | Подборы  | 9 М. Газоль                 | Баскетбольная арена Судьи: Христос Христодулу Хорхе Васкес, Фернандо Сампьетро |
| 4 августа 2012 11:15 (UTC+1) | Отчёт | Понкрашов 11               | Передачи | 3 Кальдерон, Родригес Гомес | Баскетбольная арена Судьи: Христос Христодулу Хорхе Васкес, Фернандо Сампьетро |

| 6 августа 2012 09:00 (UTC+1) | Отчёт | Австралия                  | 82:80    | Россия                  | Баскетбольная арена Судьи: Карл Юнгебранд Луиджи Ламоника, Роберт Лоттермозер |
| 6 августа 2012 09:00 (UTC+1) | Отчёт | 29:20, 17:25, 23:19, 13:16 |          |                         | Баскетбольная арена Судьи: Карл Юнгебранд Луиджи Ламоника, Роберт Лоттермозер |
| 6 августа 2012 09:00 (UTC+1) | Отчёт | Инглс 20                   | Очки     | 18 Каун                 | Баскетбольная арена Судьи: Карл Юнгебранд Луиджи Ламоника, Роберт Лоттермозер |
| 6 августа 2012 09:00 (UTC+1) | Отчёт | Деллаведова 6              | Подборы  | 6 Каун, Кириленко, Швед | Баскетбольная арена Судьи: Карл Юнгебранд Луиджи Ламоника, Роберт Лоттермозер |
| 6 августа 2012 09:00 (UTC+1) | Отчёт | Деллаведова 7              | Передачи | 8 Хряпа                 | Баскетбольная арена Судьи: Карл Юнгебранд Луиджи Ламоника, Роберт Лоттермозер |

Четвертьфинал
| 8 августа 2012 14:00 (UTC+1) | Отчёт | Россия                     | 83:74    | Литва        | Северная арена Гринвича, Лондон Судьи: Карл Юнгебранд Пабло Альберто Эстевес, Майкл Айлен |
| 8 августа 2012 14:00 (UTC+1) | Отчёт | 17:10, 15:17, 22:23, 29:24 |          |              | Северная арена Гринвича, Лондон Судьи: Карл Юнгебранд Пабло Альберто Эстевес, Майкл Айлен |
| 8 августа 2012 14:00 (UTC+1) | Отчёт | Кириленко 19               | Очки     | 19 Каукенас  | Северная арена Гринвича, Лондон Судьи: Карл Юнгебранд Пабло Альберто Эстевес, Майкл Айлен |
| 8 августа 2012 14:00 (UTC+1) | Отчёт | Кириленко 13               | Подборы  | 9 Валанчюнас | Северная арена Гринвича, Лондон Судьи: Карл Юнгебранд Пабло Альберто Эстевес, Майкл Айлен |
| 8 августа 2012 14:00 (UTC+1) | Отчёт | Хряпа 8                    | Передачи | 3 Каукенас   | Северная арена Гринвича, Лондон Судьи: Карл Юнгебранд Пабло Альберто Эстевес, Майкл Айлен |

Полуфинал
| 10 августа 2012 17:00 (UTC+1) | Отчёт | Испания                         | 67:59    | Россия      | Северная арена Гринвича, Лондон Судьи: Луиджи Ламоника Илия Белошевич, Маркос Бенито |
| 10 августа 2012 17:00 (UTC+1) | Отчёт | 9:12, 11:19, 26:15, 21:13       |          |             | Северная арена Гринвича, Лондон Судьи: Луиджи Ламоника Илия Белошевич, Маркос Бенито |
| 10 августа 2012 17:00 (UTC+1) | Отчёт | П. Газоль 16                    | Очки     | 14 Каун     | Северная арена Гринвича, Лондон Судьи: Луиджи Ламоника Илия Белошевич, Маркос Бенито |
| 10 августа 2012 17:00 (UTC+1) | Отчёт | П. Газоль 12                    | Подборы  | 8 Кириленко | Северная арена Гринвича, Лондон Судьи: Луиджи Ламоника Илия Белошевич, Маркос Бенито |
| 10 августа 2012 17:00 (UTC+1) | Отчёт | Наварро, Кальдерон, М. Газоль 3 | Передачи | 7 Швед      | Северная арена Гринвича, Лондон Судьи: Луиджи Ламоника Илия Белошевич, Маркос Бенито |

Матч за 3-е место
| 12 августа 2012 11:00 (UTC+1) | Отчёт | Аргентина                  | 77:81    | Россия      | Северная арена Гринвича, Лондон Судьи: Хуан Артеага Хосе Каррион, Уилльям Кеннеди |
| 12 августа 2012 11:00 (UTC+1) | Отчёт | 20:19, 18:21, 19:21, 20:20 |          |             | Северная арена Гринвича, Лондон Судьи: Хуан Артеага Хосе Каррион, Уилльям Кеннеди |
| 12 августа 2012 11:00 (UTC+1) | Отчёт | Джинобили 21               | Очки     | 25 Швед     | Северная арена Гринвича, Лондон Судьи: Хуан Артеага Хосе Каррион, Уилльям Кеннеди |
| 12 августа 2012 11:00 (UTC+1) | Отчёт | Носиони 7                  | Подборы  | 8 Кириленко | Северная арена Гринвича, Лондон Судьи: Хуан Артеага Хосе Каррион, Уилльям Кеннеди |
| 12 августа 2012 11:00 (UTC+1) | Отчёт | Приджиони 7                | Передачи | 7 Швед      | Северная арена Гринвича, Лондон Судьи: Хуан Артеага Хосе Каррион, Уилльям Кеннеди |

Итог: -е место
По итогам турнира сборная России оказалась лидером по количеству результативных передач за матч (19,8) и стала лучшей по количеству пропущенных очков (72,1). Набранные очки и игровое время практически равномерно распределились между 8 основными игроками сборной. Андрей Кириленко, лидер команды по набранным очкам и подборам, вошёл в первую символическую сборную Олимпиады по версии телевизионного канала ESPN. Он занял третье место на турнире по блок-шотам и перехватам, шестое — по результативности и стал восьмым по подборам среди всех игроков.

#### Женщины
Женская сборная России по баскетболу квалифицировалась на Игры 2012 года, завоевав золотые медали чемпионата Европы 2011 года. На предыдущих двух Олимпиадах россиянки занимали третье место, пропуская вперёд сборные США и Австралии. За два месяца до начала Игр главный тренер сборной Борис Соколовский заявил, что россиянки на Олимпиаде будут бороться за золотые медали.
Состав сборной
5 мая 2012 года был объявлен список из 20-ти баскетболисток, которые были вызваны на финальный этап подготовки к Олимпийским играм. 12 июля тренерский штаб обнародовал окончательный состав сборной. Из-за травмы участия в Играх не смогла принять одна из лидеров сборной Мария Степанова. Капитаном сборной России на Играх в Лондоне была выбрана Ирина Осипова.
| Номер     | Позиция   | Имя                 | Дата рождения   | Рост, см  | Клуб                              | Игры      | Очки      | Подборы   | Передачи  |
| Защитники | Защитники | Защитники           | Защитники       | Защитники | Защитники                         | Защитники | Защитники | Защитники | Защитники |
| --------- | --------- | ------------------- | --------------- | --------- | --------------------------------- | --------- | --------- | --------- | --------- |
| 4         | АЗ        | Елена Данилочкина   | 27 января 1986  | 183       | Надежда                           | 8         | 49        | 13        | 21        |
| 9         | РЗ        | Бекки Хэммон        | 30 мая 1980     | 182       | Спарта&К Сан-Антонио Силвер Старз | 8         | 97        | 23        | 32        |
| 10        | АЗ        | Илона Корстин       | 14 октября 1985 | 196       | Авенида                           | 8         | 16        | 13        | 1         |
| Форварды  |           |                     |                 |           |                                   |           |           |           |           |
| 4         | ТФ        | Ольга Артешина      | 27 ноября 1982  | 188       | УГМК                              | 7         | 26        | 23        | 6         |
| 5         | ЛФ        | Евгения Белякова    | 27 июня 1986    | 182       | Спарта&К                          | 8         | 69        | 40        | 10        |
| 6         | ТФ        | Наталья Водопьянова | 4 июня 1981     | 190       | Динамо (Курск)                    | 8         | 20        | 22        | 8         |
| 13        | ТФ        | Анна Петракова      | 4 декабря 1984  | 189       | Динамо (Курск)                    | 7         | 43        | 23        | 6         |
| 14        | ЛФ        | Наталья Жедик       | 11 июля 1988    | 182       | Надежда                           | 6         | 19        | 8         | 4         |
| Центровые |           |                     |                 |           |                                   |           |           |           |           |
| 7         | Ц         | Марина Кузина       | 19 июля 1985    | 195       | Спарта&К                          | 8         | 45        | 14        | 3         |
| 11        | Ц         | Наталья Виеру       | 25 июля 1989    | 198       | Спарта&К                          | 8         | 43        | 32        | 3         |
| 12        | Ц         | Ирина Осипова       | 25 июня 1981    | 196       | Спарта&К                          | 8         | 49        | 54        | 20        |
| 15        | Ц         | Надежда Гришаева    | 2 июля 1989     | 195       | Динамо (Москва)                   | 8         | 42        | 28        | 2         |

| Имя               | Гражданство | Дата рождения  |
| ----------------- | ----------- | -------------- |
| Борис Соколовский | Россия      | 9 декабря 1953 |

Результаты

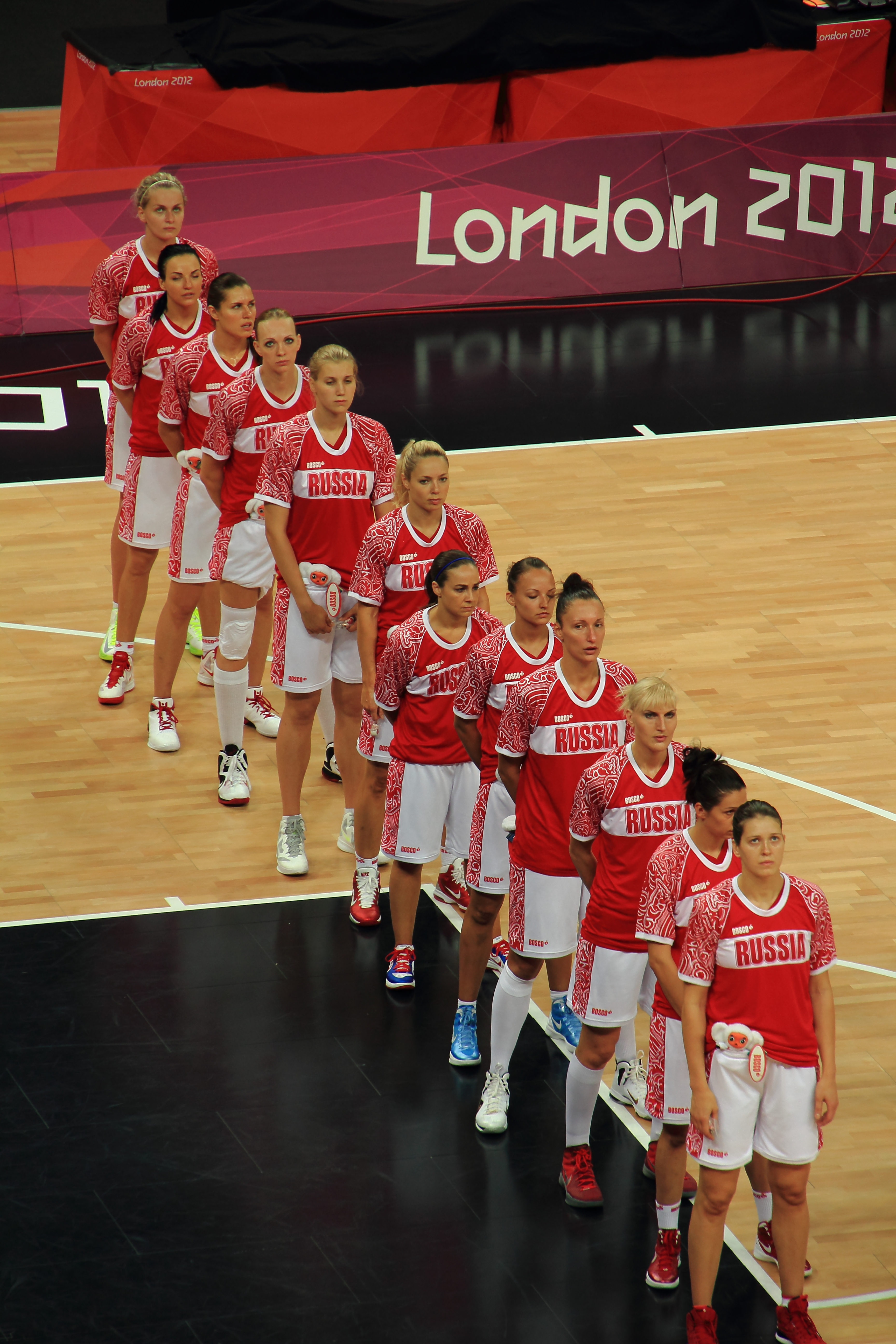
Женская сборная России по баскетболу на матче со сборной Австралии

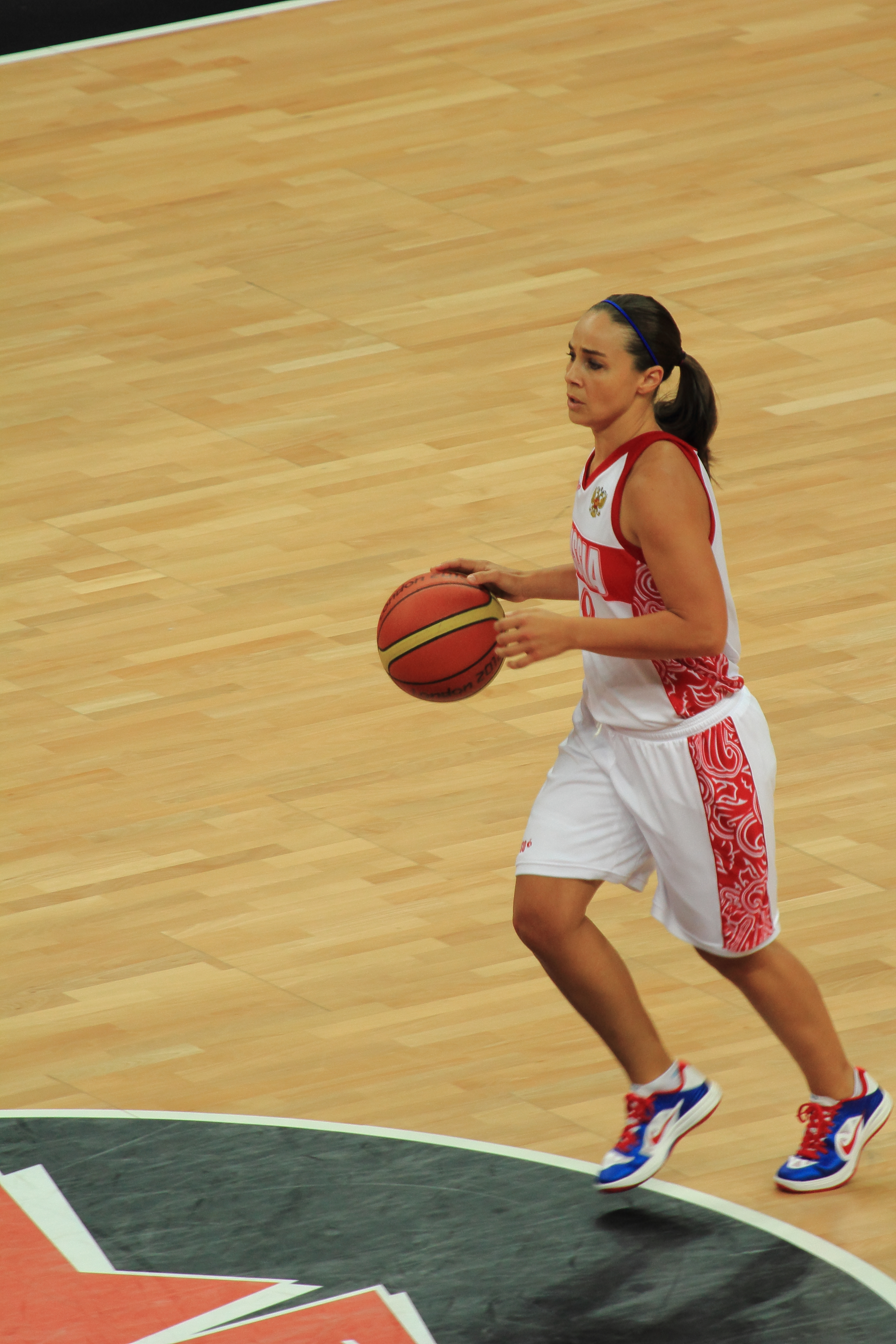
Бекки Хэммон стала лидером сборной России по количеству очков и передач

На летних Олимпийских играх в Лондоне россиянки провели 8 матчей, одержав победы в четырёх из них. Команда сумела выйти из группы с третьего места, потерпев два поражения от сборной Австралии (66:70) и сборной Франции (54:65). В четвертьфинале подопечные Бориса Соколовского переиграли команду Турции (66:63), однако в полуфинале российская команда вновь уступила француженкам (64:81). В матче за 3-е место Россия во второй раз на турнире проиграла сборной Австралии со счётом 74:83 и заняла 4-е место, впервые с 2000 года оставшись без олимпийских наград.
Групповой этап (Группа B)
| Место | Сборная        | В | П | МЗ  | МП  | МР  | Очки |
| ----- | -------------- | - | - | --- | --- | --- | ---- |
| 1     | Франция        | 5 | 0 | 356 | 319 | +37 | 10   |
| 2     | Австралия      | 4 | 1 | 353 | 322 | +31 | 9    |
| 3     | Россия         | 3 | 2 | 314 | 308 | +6  | 8    |
| 4     | Канада         | 2 | 3 | 328 | 332 | -4  | 7    |
| 5     | Бразилия       | 1 | 4 | 329 | 354 | -25 | 6    |
| 6     | Великобритания | 0 | 5 | 327 | 372 | -45 | 5    |

| 28 июля 2012 11:15 (UTC+1) | Отчёт | Канада                    | 53:58    | Россия        | Баскетбольная арена, Лондон Судьи: Реджеп Анкарали Лин Пэн, Самир Абаакиль |
| 28 июля 2012 11:15 (UTC+1) | Отчёт | 17:15, 13:9, 13:13, 10:21 |          |               | Баскетбольная арена, Лондон Судьи: Реджеп Анкарали Лин Пэн, Самир Абаакиль |
| 28 июля 2012 11:15 (UTC+1) | Отчёт | Смит 20                   | Очки     | 14 Хэммон     | Баскетбольная арена, Лондон Судьи: Реджеп Анкарали Лин Пэн, Самир Абаакиль |
| 28 июля 2012 11:15 (UTC+1) | Отчёт | Т. Тейтем 5               | Подборы  | 12 Осипова    | Баскетбольная арена, Лондон Судьи: Реджеп Анкарали Лин Пэн, Самир Абаакиль |
| 28 июля 2012 11:15 (UTC+1) | Отчёт | Торбёрн 6                 | Передачи | 6 Данилочкина | Баскетбольная арена, Лондон Судьи: Реджеп Анкарали Лин Пэн, Самир Абаакиль |

| 30 июля 2012 16:45 (UTC+1) | Отчёт | Россия                         | 69:59    | Бразилия    | Баскетбольная арена, Лондон Судьи: Геррино Черебук Илия Белошевич, Шехал Бендке |
| 30 июля 2012 16:45 (UTC+1) | Отчёт | 19:18, 12:8, 18:17, 20:16      |          |             | Баскетбольная арена, Лондон Судьи: Геррино Черебук Илия Белошевич, Шехал Бендке |
| 30 июля 2012 16:45 (UTC+1) | Отчёт | Белякова 14                    | Очки     | 15 Де Соуза | Баскетбольная арена, Лондон Судьи: Геррино Черебук Илия Белошевич, Шехал Бендке |
| 30 июля 2012 16:45 (UTC+1) | Отчёт | Гришаева 8                     | Подборы  | 18 Де Соуза | Баскетбольная арена, Лондон Судьи: Геррино Черебук Илия Белошевич, Шехал Бендке |
| 30 июля 2012 16:45 (UTC+1) | Отчёт | Данилочкина, Хэммон, Осипова 3 | Передачи | 4 Коста     | Баскетбольная арена, Лондон Судьи: Геррино Черебук Илия Белошевич, Шехал Бендке |

| 1 августа 2012 16:45 (UTC+1) | Отчёт | Великобритания             | 61:67    | Россия      | Баскетбольная арена, Лондон Судьи: Фелиция Гринтер Рабах Нуджаим, Хорхе Васкес |
| 1 августа 2012 16:45 (UTC+1) | Отчёт | 14:16, 13:23, 18:13, 16:15 |          |             | Баскетбольная арена, Лондон Судьи: Фелиция Гринтер Рабах Нуджаим, Хорхе Васкес |
| 1 августа 2012 16:45 (UTC+1) | Отчёт | Стаффорд 18                | Очки     | 12 Белякова | Баскетбольная арена, Лондон Судьи: Фелиция Гринтер Рабах Нуджаим, Хорхе Васкес |
| 1 августа 2012 16:45 (UTC+1) | Отчёт | Пейдж 7                    | Подборы  | 9 Осипова   | Баскетбольная арена, Лондон Судьи: Фелиция Гринтер Рабах Нуджаим, Хорхе Васкес |
| 1 августа 2012 16:45 (UTC+1) | Отчёт | Лидем, Коллинз 3           | Передачи | 6 Хэммон    | Баскетбольная арена, Лондон Судьи: Фелиция Гринтер Рабах Нуджаим, Хорхе Васкес |

| 3 августа 2012 11:15 (UTC+1) | Отчёт | Россия                     | 66:70    | Австралия        | Баскетбольная арена, Лондон Судьи: Кристиано Хесус Мараньо Фернандо Сампьетро, Роберт Лоттермозер |
| 3 августа 2012 11:15 (UTC+1) | Отчёт | 15:21, 15:11, 18:22, 18:16 |          |                  | Баскетбольная арена, Лондон Судьи: Кристиано Хесус Мараньо Фернандо Сампьетро, Роберт Лоттермозер |
| 3 августа 2012 11:15 (UTC+1) | Отчёт | Осипова 15                 | Очки     | 17 Кэмбидж       | Баскетбольная арена, Лондон Судьи: Кристиано Хесус Мараньо Фернандо Сампьетро, Роберт Лоттермозер |
| 3 августа 2012 11:15 (UTC+1) | Отчёт | Осипова 9                  | Подборы  | 10 Кэмбидж       | Баскетбольная арена, Лондон Судьи: Кристиано Хесус Мараньо Фернандо Сампьетро, Роберт Лоттермозер |
| 3 августа 2012 11:15 (UTC+1) | Отчёт | Данилочкина 4              | Передачи | 5 О’Хи, Харроуэр | Баскетбольная арена, Лондон Судьи: Кристиано Хесус Мараньо Фернандо Сампьетро, Роберт Лоттермозер |

| 5 августа 2012 09:00 (UTC+1) | Отчёт | Франция                   | 65:54    | Россия                | Баскетбольная арена, Лондон Судьи: Пабло Альберто Эстевес Саша Пукл, Соко Сугуро |
| 5 августа 2012 09:00 (UTC+1) | Отчёт | 10:15, 15:6, 30:13, 10:20 |          |                       | Баскетбольная арена, Лондон Судьи: Пабло Альберто Эстевес Саша Пукл, Соко Сугуро |
| 5 августа 2012 09:00 (UTC+1) | Отчёт | Дюмерк 12                 | Очки     | 14 Белякова           | Баскетбольная арена, Лондон Судьи: Пабло Альберто Эстевес Саша Пукл, Соко Сугуро |
| 5 августа 2012 09:00 (UTC+1) | Отчёт | Изабель Якубу, Бек 7      | Подборы  | 5 Хэммон, Осипова     | Баскетбольная арена, Лондон Судьи: Пабло Альберто Эстевес Саша Пукл, Соко Сугуро |
| 5 августа 2012 09:00 (UTC+1) | Отчёт | Дюмерк 3                  | Передачи | 3 Хэммон, Данилочкина | Баскетбольная арена, Лондон Судьи: Пабло Альберто Эстевес Саша Пукл, Соко Сугуро |

Четвертьфинал
| 7 августа 2012 20:00 (UTC+1) | Отчёт | Турция                     | 63:66    | Россия      | Баскетбольная арена Судьи: Хосе Аннибаль Каррион Уильям Кеннеди, Лин Пэн |
| 7 августа 2012 20:00 (UTC+1) | Отчёт | 16:23, 12:11, 23:17, 12:15 |          |             | Баскетбольная арена Судьи: Хосе Аннибаль Каррион Уильям Кеннеди, Лин Пэн |
| 7 августа 2012 20:00 (UTC+1) | Отчёт | Йылмаз 22                  | Очки     | 19 Хэммон   | Баскетбольная арена Судьи: Хосе Аннибаль Каррион Уильям Кеннеди, Лин Пэн |
| 7 августа 2012 20:00 (UTC+1) | Отчёт | Албен 6                    | Подборы  | 7 Петракова | Баскетбольная арена Судьи: Хосе Аннибаль Каррион Уильям Кеннеди, Лин Пэн |
| 7 августа 2012 20:00 (UTC+1) | Отчёт | Вардарлы 6                 | Передачи | 5 Хэммон    | Баскетбольная арена Судьи: Хосе Аннибаль Каррион Уильям Кеннеди, Лин Пэн |

Полуфинал
| 9 августа 2012 21:00 (UTC+1) | Отчёт | Россия                     | 64:81    | Франция        | Северная арена Гринвича , Лондон Судьи: Геррино Черебук Хорхе Васкес, Стефен Сейбл |
| 9 августа 2012 21:00 (UTC+1) | Отчёт | 15:24, 16:14, 20:21, 13:22 |          |                | Северная арена Гринвича , Лондон Судьи: Геррино Черебук Хорхе Васкес, Стефен Сейбл |
| 9 августа 2012 21:00 (UTC+1) | Отчёт | Данилочкина, Хэммон 13     | Очки     | 18 Лоусон-Уэйд | Северная арена Гринвича , Лондон Судьи: Геррино Черебук Хорхе Васкес, Стефен Сейбл |
| 9 августа 2012 21:00 (UTC+1) | Отчёт | Виеру 8                    | Подборы  | 8 Груда        | Северная арена Гринвича , Лондон Судьи: Геррино Черебук Хорхе Васкес, Стефен Сейбл |
| 9 августа 2012 21:00 (UTC+1) | Отчёт | Хэммон 5                   | Передачи | 5 Лоусон-Уэйд  | Северная арена Гринвича , Лондон Судьи: Геррино Черебук Хорхе Васкес, Стефен Сейбл |

Матч за 3-е место
| 11 августа 2012 17:00 (UTC+1) | Отчёт | Австралия                  | 83:74    | Россия        | Северная арена Гринвича, Лондон Судьи: Хорхе Васкес Фелиция Гринтер, Соко Сугуро |
| 11 августа 2012 17:00 (UTC+1) | Отчёт | 17:16, 21:14, 19:13, 26:31 |          |               | Северная арена Гринвича, Лондон Судьи: Хорхе Васкес Фелиция Гринтер, Соко Сугуро |
| 11 августа 2012 17:00 (UTC+1) | Отчёт | Джексон 25                 | Очки     | 19 Хэммон     | Северная арена Гринвича, Лондон Судьи: Хорхе Васкес Фелиция Гринтер, Соко Сугуро |
| 11 августа 2012 17:00 (UTC+1) | Отчёт | Джексон 11                 | Подборы  | 8 Водопьянова | Северная арена Гринвича, Лондон Судьи: Хорхе Васкес Фелиция Гринтер, Соко Сугуро |
| 11 августа 2012 17:00 (UTC+1) | Отчёт | О’Хи 5                     | Передачи | 4 Хэммон      | Северная арена Гринвича, Лондон Судьи: Хорхе Васкес Фелиция Гринтер, Соко Сугуро |

Итог: 4-е место
По итогам турнира сборная России вошла в тройку лучших по пропущенным очкам (66,9), количеству подборов (40,4) и блок-шотов (4,9). Подводя итоги турнира главный тренер сборной Борис Соколовский сказал, что итоговое 4-е место оказалось справедливым результатом. Президент РФБ Александр Красненков заявил, что на Играх в Лондоне сборной России не хватило лидера, а также сказалось отсутствие Степановой. После окончания Игр контракт Соколовского закончился и руководством РФБ было принято решение его не продлевать. Новым тренером женской сборной России был назначен Альфредас Вайнаускас.

### Бокс
Соревнования по боксу проходят по системе плей-офф. По 4-6 сильнейших спортсменов в каждой категории оказываются посеянными, благодаря чему, перед началом жеребьёвки, распределяются в разные части турнирной сетки, чтобы исключить их встречу на ранних стадиях. Для победы в олимпийском турнире боксёру необходимо одержать либо четыре, либо пять побед в зависимости от жеребьёвки соревнований. Оба спортсмена, проигравшие в полуфинальных поединках, становятся обладателями бронзовых наград. Впервые в истории в олимпийском боксёрском турнире получили право принять участие женщины. Они соревновались в трёх весовых категориях.
По итогам различных квалификационных турниров российские боксёры смогли завоевать 10 из 13 возможных олимпийских лицензий. Впервые с 1996 года сборная России будет представлена не во всех весовых категориях. Также, как и на Играх в Атланте, россияне не смогли получить лицензии в трёх категориях. Перед стартом Олимпийских игр директор Федерации бокса России Евгений Судаков заявил, что целью сборной России станет завоевание как минимум одной золотой, одной серебряной и двух бронзовых медалей. 27 июля состоялась жеребьёвка олимпийского турнира, где сразу пять российских боксёров оказались среди сеяных.
Мужчины
По итогам двух раундов российские боксёры потерпели лишь одно поражение. Оно оказалось на счету участника Игр 2008 года Сергея Водопьянова, который неожиданно проиграл бразильцу Робенилсону ди Жезусу. В четвертьфинале поражение потерпели ещё два боксёра, причём оба раза они проиграли первым сеяным в своей весовой категории. Пробившись в полуфинал все четыре оставшихся россиянина стали обладателями олимпийских медалей, но лишь Егору Мехонцеву удалось выиграть свой бой и выйти в финал. В решающем поединке Мехонцев лишь по решению судей смог одолеть казахстанца Адильбека Ниязымбетова и завоевать для сборной России единственную золотую медаль в боксёрском турнире.
| Категория   | Спортсмены          | Первый раунд           | Второй раунд              | 1/4 финала                    | 1/2 финала                  | Финал                             | Итоговое место |
| Категория   | Спортсмены          | Соперник Результат     | Соперник Результат        | Соперник Результат            | Соперник Результат          | Соперник Результат                | Итоговое место |
| ----------- | ------------------- | ---------------------- | ------------------------- | ----------------------------- | --------------------------- | --------------------------------- | -------------- |
| до 49 кг    | Давид Айрапетян (3) | Не участвовал          | Х. Ортис (PUR) В 15:13    | Ф. Пехливан (TUR) В 19:11     | К. Понгпраюн (THA) П 12:13  | Завершил выступление              | 3              |
| до 52 кг    | Миша Алоян (1)      | Не участвовал          | С. Брахими (ALG) В 14:9   | Х. Синтрон (PUR) В 23:13      | Н. Тогсцогт (MGL) П 11:15   | Завершил выступление              | 3              |
| до 56 кг    | Сергей Водопьянов   | А. Мелиан (ARG) В 12:5 | Р. ди Жезус (BRA) П 11:13 | Завершил выступление          | Завершил выступление        | Завершил выступление              | 9              |
| до 69 кг    | Андрей Замковой     | М. Цюн (CHN) В 16:11   | А. Нолан (IRL) В 18:9     | Э. Спенс (USA) В 16:11        | С. Сапиев (KAZ) (2) П 12:18 | Завершил выступление              | 3              |
| до 81 кг    | Егор Мехонцев (4)   | Не участвовал          | Д. Хупер (AUS) В 19:11    | Э. Расулов (UZB) (5) В 19:15  | Я. Фалкан (BRA) В 23:11     | А. Ниязымбетов (KAZ) (3) В 15+:15 | 1              |
| до 91 кг    | Артур Бетербиев     | Не проводится          | М. Хантер (USA) В 10+:10  | А. Усик (UKR) (1) П 13:17     | Завершил выступление        | Завершил выступление              | 5              |
| свыше 91 кг | Магомед Омаров      | Не проводится          | Д. Бризил (USA) В 19:8    | М. Меджидов (AZE) (1) П 14:17 | Завершил выступление        | Завершил выступление              | 5              |

Женщины
На Играх в Лондоне россиянки были представлены во всех трёх весовых категориях. Софья Очигава и Надежда Торлопова свои выступления начинали сразу со второго раунда, получив тем самым возможность попасть в число призёров, одержав всего одну победу. Очигава и Торлопова, ставшая самой возрастной спортсменкой среди всех участников боксёрского турнира, уверенно одержали по две победы и пробились в финал, где проиграли соответственно ирландке Кэти Тейлор и американке Кларесса Шилдс. Ещё одна россиянка Елена Савельева выбыла из борьбы на четвертьфинальной стадии.
| Категория | Спортсмены            | Первый раунд            | 1/4 финала                     | 1/2 финала                | Финал                      | Итоговое место |
| Категория | Спортсмены            | Соперник Результат      | Соперник Результат             | Соперник Результат        | Соперник Результат         | Итоговое место |
| --------- | --------------------- | ----------------------- | ------------------------------ | ------------------------- | -------------------------- | -------------- |
| до 51 кг  | Елена Савельева       | Ким Хе Сон (PRK) В 12:9 | Жэнь Цаньцань (CHN) (1) П 7:12 | Завершила выступление     | Завершила выступление      | 5              |
| до 60 кг  | Софья Очигава (2)     | Не участвовала          | А. Притчард (NZL) В 22:4       | А. Араужо (BRA) В 17:11   | К. Тейлор (IRL) (1) П 8:10 | 2              |
| до 75 кг  | Надежда Торлопова (2) | Не участвовала          | Э. Огоке (NGR) В 18:8          | Ли Цзиньцзы (CHN) В 12:10 | К. Шилдс (USA) П 12:19     | 2              |

В рамках олимпийского турнира боксёров российские спортсмены смогли завоевать шесть медалей, став по этому показателю лучшими среди всех сборных. При этом на счету россиян лишь одна золотую медаль. Последний раз такого результата сборная России добивалась на Играх 1996 года, когда единственным чемпионом стал Олег Саитов. Подводя итоги соревнований главный тренер мужской сборной Николай Хромов заявил, что результаты оказались неудовлетворительными. 11 октября 2012 года Федерации бокса России подвела итоги выступления российских боксёров на Играх в Лондоне, поставив общую оценку «хорошо». В конце 2012 года было объявлено, что главным тренером мужской сборной вновь станет Александр Лебзяк, а Хромов войдёт в тренерский штаб.

### Борьба
Спортсменов — 16

#### Вольная борьба

##### Мужчины
| Категория | Спортсмены          | Первый раунд                  | 1/8 финала                   | Четвертьфинал                 | Полуфинал                         | Финал                            | Место |
| Категория | Спортсмены          | Соперник Результат            | Соперник Результат           | Соперник Результат            | Соперник Результат                | Соперник Результат               | Место |
| --------- | ------------------- | ----------------------------- | ---------------------------- | ----------------------------- | --------------------------------- | -------------------------------- | ----- |
| до 55 кг  | Джамал Отарсултанов | не участвовал                 | С. Шилимела (NAM) В 3:0 (PO) | Ян Гён Иль (PRK) В 3:1 (PP)   | Д. Ниязбеков (KAZ) В 3:0 (PO)     | В. Хинчегашвили (GEO) В 3:1 (PP) | 1     |
| до 60 кг  | Бесик Кудухов       | Ф. Гомес (PUR) В 3:1 (PP)     | Й. Дутт (IND) В 3:0 (PO)     | М. Эсмаилпур (IRI) В 3:1 (PP) | Ли Джун Мён (PRK) В 3:0 (PO)      | Т. Аскеров (AZE) П 1:3 (PP)      | 2     |
| до 66 кг  | Алан Гогаев         | З. Юсупов (TJK) П 1:3 (PO)    | Завершил выступление         | Завершил выступление          | Завершил выступление              | Завершил выступление             | 16    |
| до 74 кг  | Денис Царгуш        | не участвовал                 | А. Алиев (AZE) В 3:1 (PP)    | Д. Хуцишвили (GEO) В 3:0 (PO) | Д. Барроуз (USA) П 1:3 (PO)       | Матч за 3-е место                | 3     |
| до 74 кг  | Денис Царгуш        | не участвовал                 | А. Алиев (AZE) В 3:1 (PP)    | Д. Хуцишвили (GEO) В 3:0 (PO) | Д. Барроуз (USA) П 1:3 (PO)       | М. Джентри (CAN) В 3:0 (PO)      | 3     |
| до 84 кг  | Анзор Уришев        | не участвовал                 | И. Алдатов (UKR) В 3:1 (PP)  | Э. Лашгари (IRI) П 1:3 (PO)   | Завершил выступление              | Завершил выступление             | 8     |
| до 96 кг  | Абдусалам Гадисов   | Т. Тигиев (KAZ) В 3:1 (PP)    | Р. Яздани (IRI) П 1:3 (PO)   | Завершил выступление          | Завершил выступление              | Завершил выступление             | 9     |
| до 120 кг | Билял Махов         | Д. Магомедов (AZE) В 3:0 (PO) | Т. Акгюль (TUR) В 3:0 (PO)   | Ж. Чулуунбат (MGL) В 3:1 (PP) | Д. Модзманашвили (GEO) П 1:3 (PO) | Матч за 3-е место                | 3     |
| до 120 кг | Билял Махов         | Д. Магомедов (AZE) В 3:0 (PO) | Т. Акгюль (TUR) В 3:0 (PO)   | Ж. Чулуунбат (MGL) В 3:1 (PP) | Д. Модзманашвили (GEO) П 1:3 (PO) | Д. Шабанбай (KAZ) В 3:1 (PP)     | 3     |

##### Женщины
| Категория | Спортсмен         | 1/16 финала                  | 1/8 финала                 | Четвертьфинал           | Полуфинал            | Финал                   | Место |
| Категория | Спортсмен         | Соперник Результат           | Соперник Результат         | Соперник Результат      | Соперник Результат   | Соперник Результат      | Место |
| --------- | ----------------- | ---------------------------- | -------------------------- | ----------------------- | -------------------- | ----------------------- | ----- |
| до 55 кг  | Валерия Жолобова  | Андрадес Мендоса (VEN) В 3-0 | Соуза да Силва (BRA) В 3-1 | С. Маттссон (SWE) В 3-1 | С. Ёсида (JPN) П 0-3 | Матч за 3-е место       | 5     |
| до 55 кг  | Валерия Жолобова  | Андрадес Мендоса (VEN) В 3-0 | Соуза да Силва (BRA) В 3-1 | С. Маттссон (SWE) В 3-1 | С. Ёсида (JPN) П 0-3 | Ю. Раткевич (AZE) П 1-3 | 5     |
| до 63 кг  | Любовь Волосова   | М. Данн (GUM) В 5-0          | К. Видо (CUB) В 3-1        | Ю. Остапчук (UKR) В 3-1 | Ж. Цзин (CHN) П 1-3  | Матч за 3-е место       | 3     |
| до 63 кг  | Любовь Волосова   | М. Данн (GUM) В 5-0          | К. Видо (CUB) В 3-1        | Ю. Остапчук (UKR) В 3-1 | Ж. Цзин (CHN) П 1-3  | М. Михалик (POL) В 3-1  | 3     |
| до 72 кг  | Наталья Воробьёва | не участвовала               | Е.Бурмистрова (UKR) В 3-0  | Г. Манюрова (KAZ) В 5-0 | Цзяо Ван (CHN) В 5-0 | С. Златева (BUL) В 5-0  | 1     |

#### Греко-римская борьба
| Категория | Спортсмен          | Квалификация             | 1/8 финала               | Четвертьфинал          | Полуфинал                  | Финал                      | Место                |
| Категория | Спортсмен          | Соперник Результат       | Соперник Результат       | Соперник Результат     | Соперник Результат         | Соперник Результат         | Место                |
| --------- | ------------------ | ------------------------ | ------------------------ | ---------------------- | -------------------------- | -------------------------- | -------------------- |
| до 55 кг  | Мингиян Семёнов    | Р. Байрамов (AZE) П 0:3  | не участвовал            | Матчи за 3-е место     | Матчи за 3-е место         | Матчи за 3-е место         | 3                    |
| до 55 кг  | Мингиян Семёнов    | Р. Байрамов (AZE) П 0:3  | не участвовал            | С. Манго (USA) В 3:0   | Ли Шуцзинь (CHN) В 3:0     | Чхве Гю Джин (KOR) В 3:1   | 3                    |
| до 60 кг  | Заур Курамагомедов | не участвовал            | Т. Бенаисса (ALG) В 3-0  | Р. Лашхи (GEO) П 0-3   | Матчи за 3-е место         | Матчи за 3-е место         | 3                    |
| до 60 кг  | Заур Курамагомедов | не участвовал            | Т. Бенаисса (ALG) В 3-0  | Р. Лашхи (GEO) П 0-3   | С. Абдельмонем (EGY) В 3-1 | Г. Алиев (AZE) В 3-0       | 3                    |
| до 74 кг  | Роман Власов       | не участвовал            | М. Мадсен (DEN) В 3:1    | К. Гено (FRA) В 3:1    | А. Казакевич (LTU) В 3:0   | А. Джулфалакян (ARM) В 3:0 | 1                    |
| до 84 кг  | Алан Хугаев        | не участвовал            | А. Селимов (BLR) В 3-0   | Д. Гаджиев (KAZ) В 3-0 | В. Гегешидзе (GEO) В 3-1   | Габер Ибрагим (EGY) В 3:0  | 1                    |
| до 96 кг  | Рустам Тотров      | не участвовал            | Ш. Гадабадзе (AZE) В 3-1 | Лидберг (SWE) В 3-0    | Т. Дейниченко (BLR) В 3-0  | Г. Резаи (IRI) П 0-3       | 2                    |
| до 120 кг | Хасан Бароев       | Ю. Патрикеев (ARM) П 1-3 | Завершил выступление     | Завершил выступление   | Завершил выступление       | Завершил выступление       | Завершил выступление |

### Велоспорт
Спортсменов —

#### Шоссейный велоспорт
Мужчины
| Соревнование     | Спортсмены         | Время    | Место |
| ---------------- | ------------------ | -------- | ----- |
| Групповая гонка  | Денис Меньшов      | 5:51:40  | 102   |
| Групповая гонка  | Владимир Исайчев   | 5:46:37  | 38    |
| Групповая гонка  | Александр Колобнев | 5:46:05  | 24    |
| Раздельная гонка | Денис Меньшов      | 54:59,26 | 20    |

Женщины
| Соревнование     | Спортсмены        | Время    | Место |
| ---------------- | ----------------- | -------- | ----- |
| Групповая гонка  | Татьяна Антошина  | 3:35:56  | 25    |
| Групповая гонка  | Ольга Забелинская | 3:35:31  |       |
| Групповая гонка  | Лариса Панкова    | 3:37:22  | 38    |
| Раздельная гонка | Татьяна Антошина  | 40:12,49 | 12    |
| Раздельная гонка | Ольга Забелинская | 37:57,35 |       |

#### Трековый велоспорт
Мужчины
| Соревнование                  | Спортсмены                                                  | Квалификация | Квалификация | Первый раунд                                                                          | Первый раунд                            | Второй раунд                                   | Второй раунд                                   | 1\2 финала            | 1\2 финала            | Финал                                                                        | Финал                 |
| Соревнование                  | Спортсмены                                                  | Время        | Место        | Соперник Время                                                                        | Место                                   | Соперник Время                                 | Место                                          | Соперник Время        | Место                 | Соперник Время                                                               | Место                 |
| ----------------------------- | ----------------------------------------------------------- | ------------ | ------------ | ------------------------------------------------------------------------------------- | --------------------------------------- | ---------------------------------------------- | ---------------------------------------------- | --------------------- | --------------------- | ---------------------------------------------------------------------------- | --------------------- |
| Командная гонка преследования | Евгений Ковалёв Иван Ковалёв Алексей Марков Александр Серов | 3:59.264     | 5            | HEIMANS Levi HUIZENGA Jenning STROETINGA Wim VELDT Tim (NED) Поб. 4:04.029 : 3:57.237 |                                         |                                                |                                                |                       |                       | BEWLEY Sam RYAN Marc SERGENT Jesse GATE Aaron (NZL) Пор. 3:55.952 : 3:57.237 | 4                     |
| Спринт                        | Денис Дмитриев                                              | 10.088       | 5            | 1/16 Дамиан Зелинский (POL) Поб. 10.690                                               | 1/8 Азизулхасни Аванг (MAS) Поб. 10.278 | 1/4 Нджисане Николас Филлипс (TRI) Пор. 10.340 | 1/4 Нджисане Николас Филлипс (TRI) Пор. 10.340 | Завершил выступление  | Завершил выступление  | Завершил выступление                                                         | 5                     |
| Командный спринт              | Сергей Борисов Денис Дмитриев Сергей Кучеров                | 43.681       | 4            | 43.909                                                                                | 7                                       | Завершили выступление                          | Завершили выступление                          | Завершили выступление | Завершили выступление | Завершили выступление                                                        | Завершили выступление |

Женщины
| Соревнование | Спортсмены         | Квалификация | Квалификация | Первый раунд                      | Первый раунд          | Второй раунд          | Второй раунд          | 1\2 финала            | 1\2 финала            | Финал                 | Финал                 |
| Соревнование | Спортсмены         | Время        | Место        | Соперник Время                    | Место                 | Соперник Время        | Место                 | Соперник Время        | Место                 | Соперник Время        | Место                 |
| ------------ | ------------------ | ------------ | ------------ | --------------------------------- | --------------------- | --------------------- | --------------------- | --------------------- | --------------------- | --------------------- | --------------------- |
| Спринт       | Екатерина Гниденко | 11,649       | 18           | 1/16 Виктория Пендлтон (GBR) Пор. | Завершила выступление | Завершила выступление | Завершила выступление | Завершила выступление | Завершила выступление | Завершила выступление | Завершила выступление |

Омниум
Женщины
| Соревнование | Спортсмен        | Круг с ходу | Круг с ходу | Гонка по очкам | Гонка по очкам | Гонка на выбывание | Индивидуальное преследование | Индивидуальное преследование | Скрэтч      | Гит       | Гит         | Всего     | Всего |
| Соревнование | Спортсмен        | Результат   | Место/ Очки | Результат      | Место/ Очки    | Место/ Очки        | Результат                    | Место/ Очки                  | Место/ Очки | Результат | Место/ Очки | Результат | Место |
| ------------ | ---------------- | ----------- | ----------- | -------------- | -------------- | ------------------ | ---------------------------- | ---------------------------- | ----------- | --------- | ----------- | --------- | ----- |
| Омниум       | Евгения Романюта | 14,909      | 15          | 24             | 6              | 4                  | 3:42,301                     | 10                           | 10          | 37,308    | 16          | 61        | 10    |

Кейрин
Мужчины
| Соревнование | Спортсмен      | Первый раунд | Перезаезд | Полуфинал            | Финал                |
| Соревнование | Спортсмен      | Место        | Место     | Место                | Место                |
| ------------ | -------------- | ------------ | --------- | -------------------- | -------------------- |
| кейрин       | Сергей Борисов | 5            | 5         | Завершил выступление | Завершил выступление |

Женщины
| Соревнование | Спортсмен          | Первый раунд | Перезаезд | Полуфинал | Финал       | Итоговое место |
| Соревнование | Спортсмен          | Место        | Место     | Место     | Место       | Итоговое место |
| ------------ | ------------------ | ------------ | --------- | --------- | ----------- | -------------- |
| кейрин       | Екатерина Гниденко | 2            |           | 4         | 2 (финал B) | 8              |

#### Маунтинбайк
Мужчины
| Соревнование | Спортсмены      | Результат | Отставание | Место |
| ------------ | --------------- | --------- | ---------- | ----- |
| Кросс-кантри | Евгений Печенин | 1:41:40   | +12:33     | 37    |

Женщины
| Соревнование | Спортсмены       | Результат | Отставание | Место |
| ------------ | ---------------- | --------- | ---------- | ----- |
| Кросс-кантри | Ирина Калентьева | 1:32:33   | +1:41      | 4     |

### Водные виды спорта

#### Водное поло
Спортсменов — 13

##### Женщины
Состав команды
| Женская сборная России по водному поло | Женская сборная России по водному поло | Женская сборная России по водному поло | Женская сборная России по водному поло | Женская сборная России по водному поло | Женская сборная России по водному поло | Женская сборная России по водному поло | Женская сборная России по водному поло | Женская сборная России по водному поло |
| №                                      | Имя                                    | Возраст и дата рождения                | Рост                                   | Клуб                                   | Игры                                   | Очки                                   |                                        |                                        |
| -------------------------------------- | -------------------------------------- | -------------------------------------- | -------------------------------------- | -------------------------------------- | -------------------------------------- | -------------------------------------- | -------------------------------------- | -------------------------------------- |
| 1                                      | Ковтуновская, Мария Игоревна           |                                        |                                        |                                        |                                        |                                        |                                        |                                        |
| 2                                      | Антонова, Диана Ивановна               |                                        |                                        |                                        |                                        |                                        |                                        |                                        |
| 3                                      | Антонова, Александра Ивановна          |                                        |                                        |                                        |                                        |                                        |                                        |                                        |
| 4                                      | Белова, Ольга Константиновна           |                                        |                                        |                                        |                                        |                                        |                                        |                                        |
| 5                                      | Иванова, Евгения Андреевна             |                                        |                                        |                                        |                                        |                                        |                                        |                                        |
| 6                                      | Танкеева, Екатерина Ивановна           |                                        |                                        |                                        |                                        |                                        |                                        |                                        |
| 7                                      | Лисунова, Екатерина Андреевна          |                                        |                                        |                                        |                                        |                                        |                                        |                                        |
| 8                                      | Федотова, Надежда Сергеевна            |                                        |                                        |                                        |                                        |                                        |                                        |                                        |
| 9                                      | Прокофьева, Екатерина Валерьевна       |                                        |                                        |                                        |                                        |                                        |                                        |                                        |
| 10                                     | Беляева, Ольга Евгеньевна              |                                        |                                        |                                        |                                        |                                        |                                        |                                        |
| 11                                     | Хохрякова, Евгения Викторовна          |                                        |                                        |                                        |                                        |                                        |                                        |                                        |
| 12                                     | Конух, Софья Евгеньевна                | 9 марта 1980                           | 1,82 м                                 | КИНЕФ-Сургутнефтегаз                   |                                        |                                        |                                        |                                        |
| 13                                     | Карнаух, Анна Олеговна                 |                                        |                                        |                                        |                                        |                                        |                                        |                                        |
| Главный тренер: Александр Кабанов      |                                        |                                        |                                        |                                        |                                        |                                        |                                        |                                        |

Результаты
Группа B
| Место | Команда        | И | В | Н | П | ГЗ | ГП | +/- | Очки |
| ----- | -------------- | - | - | - | - | -- | -- | --- | ---- |
| 1     | Австралия      | 3 | 3 | 0 | 0 | 13 | 19 | +18 | 6    |
| 2     | Россия         | 3 | 2 | 0 | 1 | 22 | 21 | +1  | 4    |
| 3     | Италия         | 3 | 1 | 0 | 2 | 22 | 22 | 0   | 2    |
| 4     | Великобритания | 3 | 0 | 0 | 3 | 14 | 33 | −19 | 0    |

Отборочный турнир
| 30 июля 2012 14:10 (UTC+1) | Великобритания                        | 6:7 | Россия | Водный центр Лондона, Лондон |
| 30 июля 2012 14:10 (UTC+1) | Счёт по четвертям: 2–3, 3–2, 0–1, 1–1 |     |        | Водный центр Лондона, Лондон |

| 1 августа 2012 19:40 (UTC+1) | Италия                                | 4:7 | Россия | Водный центр Лондона, Лондон |
| 1 августа 2012 19:40 (UTC+1) | Счёт по четвертям: 0–1, 1–1, 1–4, 2–1 |     |        | Водный центр Лондона, Лондон |

| 3 августа 2012 18:20 (UTC+1) | Россия                                | 8:11 | Австралия | Водный центр Лондона, Лондон |
| 3 августа 2012 18:20 (UTC+1) | Счёт по четвертям: 4:6, 1:2, 1:0, 2:3 |      |           | Водный центр Лондона, Лондон |

Четвертьфинал
| 5 августа 2012 14:50 (UTC+1) | Венгрия                               | 11:10 | Россия | Водный центр Лондона, Лондон |
| 5 августа 2012 14:50 (UTC+1) | Счёт по четвертям: 3:3, 4:2, 1:3, 3:2 |       |        | Водный центр Лондона, Лондон |

Полуфинал 5-8
| 7 августа 2012 18:20 (UTC+1) | Россия                                | 11:9 | Великобритания | Водный центр Лондона, Лондон |
| 7 августа 2012 18:20 (UTC+1) | Счёт по четвертям: 3:3, 1:2, 3:2, 4:2 |      |                | Водный центр Лондона, Лондон |

Финал 5-6
| 9 августа 2012 15:50 (UTC+1) | Китай                                                            | 16:15 | Россия | Водный центр Лондона, Лондон |
| 9 августа 2012 15:50 (UTC+1) | Счёт по четвертям: 3:3, 5:6, 3:2, 3:3. Дополнительное время: 2:1 |       |        | Водный центр Лондона, Лондон |

Результат: 6 место

#### Плавание
Спортсменов — 32 в бассейне + 3 на открытой воде
В следующий раунд на каждой дистанции проходят лучшие спортсмены по времени, независимо от места, занятого в своём заплыве.
Мужчины
| Соревнование                 | Спортсмен                                                          | Предварительные заплывы | Предварительные заплывы | Полуфиналы                                                   | Полуфиналы                                                   | Финал                          | Финал                          |
| Соревнование                 | Спортсмен                                                          | Результат               | Место                   | Результат                                                    | Место                                                        | Результат                      | Место                          |
| ---------------------------- | ------------------------------------------------------------------ | ----------------------- | ----------------------- | ------------------------------------------------------------ | ------------------------------------------------------------ | ------------------------------ | ------------------------------ |
| 50 м вольный стиль           | Андрей Гречин                                                      | 22,09                   | 7                       | 21,98                                                        | 10                                                           | Завершил выступление           | Завершил выступление           |
| 50 м вольный стиль           | Сергей Фесиков                                                     | 22,42                   | 21                      | Завершил выступление                                         | Завершил выступление                                         | Завершил выступление           | Завершил выступление           |
| 100 м вольный стиль          | Данила Изотов                                                      | Не стартовал            | Не стартовал            | Не стартовал                                                 | Не стартовал                                                 | Не стартовал                   | Не стартовал                   |
| 100 м вольный стиль          | Никита Лобинцев                                                    | 48,60                   | 8                       | 48,38                                                        | 8                                                            | 48,44                          | 8                              |
| 200 м вольный стиль          | Данила Изотов                                                      | 1:46,61                 | 4                       | 1:46,65                                                      | 6                                                            | 1:47,75                        | 8                              |
| 200 м вольный стиль          | Артём Лобузов                                                      | 1:47,91                 | 15                      | 1:48,26                                                      | 16                                                           | Завершил выступление           | Завершил выступление           |
| 400 м вольный стиль          | Егор Дегтярёв                                                      | 3:52,33                 | 20                      |                                                              |                                                              | Завершил выступление           | Завершил выступление           |
| 100 м баттерфляй             | Евгений Коротышкин                                                 | 51,84                   | 3                       | 51,85                                                        | 8                                                            | 51,44                          | 2                              |
| 100 м баттерфляй             | Николай Скворцов                                                   | 52,12                   | 11                      | 52,03                                                        | 10                                                           | Завершил выступление           | Завершил выступление           |
| 200 м баттерфляй             | Николай Скворцов                                                   | 1:56,76                 | 15                      | 1:56,53                                                      | 14                                                           | Завершил выступление           | Завершил выступление           |
| 100 м на спине               | Аркадий Вятчанин                                                   | 54,01                   | 10                      | 53,79                                                        | 9                                                            | Завершил выступление           | Завершил выступление           |
| 100 м на спине               | Владимир Морозов                                                   | 54,01                   | 10                      | Не вышел на старт в полуфинале                               | Не вышел на старт в полуфинале                               | Не вышел на старт в полуфинале | Не вышел на старт в полуфинале |
| 200 м на спине               | Аркадий Вятчанин                                                   | 1:58,69                 | 17                      | Завершил выступление                                         | Завершил выступление                                         | Завершил выступление           | Завершил выступление           |
| 200 м на спине               | Антон Анчин                                                        | 1:59,49                 | 23                      | Завершил выступление                                         | Завершил выступление                                         | Завершил выступление           | Завершил выступление           |
| 100 м брасс                  | Роман Слуднов                                                      | 1:01,47                 | 27                      | Завершил выступление                                         | Завершил выступление                                         | Завершил выступление           | Завершил выступление           |
| 200 м брасс                  | Вячеслав Синькевич                                                 | 2:10,48                 | 9                       | 2:09,90                                                      | 10                                                           | Завершил выступление           | Завершил выступление           |
| 200 м комплекс               | Александр Тихонов                                                  | 2:01,00                 | 24                      | Завершил выступление                                         | Завершил выступление                                         | Завершил выступление           | Завершил выступление           |
| 400 м комплекс               | Александр Тихонов                                                  | 4:18,12                 | 21                      |                                                              |                                                              | Завершил выступление           | Завершил выступление           |
| Эстафета                     | Предварительный заплыв                                             | Предварительный заплыв  | Предварительный заплыв  | Финал                                                        | Финал                                                        | Финал                          | Финал                          |
| Эстафета                     | Состав                                                             | Результат               | Место                   | Состав                                                       | Состав                                                       | Результат                      | Место                          |
| 4×100 м вольный стиль        | Андрей Гречин Евгений Лагунов Сергей Фесиков Никита Лобинцев       | 3:12,77                 | 3                       | Никита Лобинцев Андрей Гречин Владимир Морозов Данила Изотов | Никита Лобинцев Андрей Гречин Владимир Морозов Данила Изотов | 3:11,41                        | 3                              |
| 4×200 м вольный стиль        | Артём Лобузов Евгений Лагунов Михаил Полищук Александр Сухоруков   | 7:11,86                 | 10                      | Завершили выступление                                        | Завершили выступление                                        | Завершили выступление          | Завершили выступление          |
| 4×100 метров комбинированная | Владимир Морозов Вячеслав Синькевич Николай Скворцов Андрей Гречин | 3:34,94                 | 12                      | Завершили выступление                                        | Завершили выступление                                        | Завершили выступление          | Завершили выступление          |

Открытая вода
| Соревнование  | Спортсмены       | Результат | Место |
| ------------- | ---------------- | --------- | ----- |
| 10 километров | Сергей Большаков | 1:50:40,1 | 6     |
| 10 километров | Владимир Дятчин  | 1:50:42,8 | 7     |

Женщины
| Соревнование                 | Спортсмен                                                             | Предварительный раунд  | Предварительный раунд  | Полуфинал                                                    | Полуфинал                                                    | Финал                 | Финал                 |
| Соревнование                 | Спортсмен                                                             | Результат              | Место                  | Результат                                                    | Место                                                        | Результат             | Место                 |
| ---------------------------- | --------------------------------------------------------------------- | ---------------------- | ---------------------- | ------------------------------------------------------------ | ------------------------------------------------------------ | --------------------- | --------------------- |
| 100 м вольный стиль          | Вероника Попова                                                       | 56,66                  | 17                     | Завершила выступление                                        | Завершила выступление                                        | Завершила выступление | Завершила выступление |
| 200 м вольный стиль          | Вероника Попова                                                       | 1:57,79                | 4                      | 1:56,84                                                      | 5                                                            | 1:57,25               | 6                     |
| 400 м вольный стиль          | Елена Соколова                                                        | 4:12,19                | 25                     | Завершила выступление                                        | Завершила выступление                                        | Завершила выступление | Завершила выступление |
| 800 м вольный стиль          | Елена Соколова                                                        | 8:42,73                | 26                     | Завершила выступление                                        | Завершила выступление                                        | Завершила выступление | Завершила выступление |
| 100 м баттерфляй             | Ирина Беспалова                                                       | 58,79                  | 19                     | Завершила выступление                                        | Завершила выступление                                        | Завершила выступление | Завершила выступление |
| 100 м на спине               | Анастасия Зуева                                                       | 59,88                  | 5                      | 59,68                                                        | 5                                                            | 59,00                 | 4                     |
| 200 м на спине               | Анастасия Зуева                                                       | 2:09,36                | 8                      | 2:07,88                                                      | 4                                                            | 2:05,92               | 2                     |
| 100 м брасс                  | Дарья Деева                                                           | 1:08,44                | 23                     | Завершила выступление                                        | Завершила выступление                                        | Завершила выступление | Завершила выступление |
| 100 м брасс                  | Юлия Ефимова                                                          | 1:06,51                | 3                      | 1:06,57                                                      | 3                                                            | 1:06,98               | 7                     |
| 200 м брасс                  | Юлия Ефимова                                                          | 2:26,86                | 14                     | 2:23,02                                                      | 4                                                            | 2:20,22               | 3                     |
| 200 м брасс                  | Анастасия Чаун                                                        | 2:25,39                | 5                      | 2:26,08                                                      | 12                                                           | Завершила выступление | Завершила выступление |
| 200 м комплекс               | Екатерина Андреева                                                    | 2:17,84                | 34                     | Завершила выступление                                        | Завершила выступление                                        | Завершила выступление | Завершила выступление |
| 400 м комплекс               | Яна Мартынова                                                         | 4:45,94                | 18                     | Завершила выступление                                        | Завершила выступление                                        | Завершила выступление | Завершила выступление |
| Эстафета                     | Предварительный заплыв                                                | Предварительный заплыв | Предварительный заплыв | Финал                                                        | Финал                                                        | Финал                 | Финал                 |
| Эстафета                     | Состав                                                                | Результат              | Место                  | Состав                                                       | Состав                                                       | Результат             | Место                 |
| 4×100 м вольный стиль        | Вероника Попова Наталья Ловцова Виктория Андреева Маргарита Нестерова | 3:39,59                | 10                     | Завершили выступление                                        | Завершили выступление                                        | Завершили выступление | Завершили выступление |
| 4×200 м вольный стиль        | Мария Баклакова Елена Соколова Вероника Попова Дарья Белякина         | 7:56,50                | 12                     | Завершили выступление                                        | Завершили выступление                                        | Завершили выступление | Завершили выступление |
| 4×100 метров комбинированная | Мария Громова Юлия Ефимова Ирина Беспалова Вероника Попова            | 3:59,57                | 8                      | Анастасия Зуева Юлия Ефимова Ирина Беспалова Вероника Попова | Анастасия Зуева Юлия Ефимова Ирина Беспалова Вероника Попова | 3:56,03               | 4                     |

Открытая вода
| Соревнование  | Спортсмены  | Результат | Место |
| ------------- | ----------- | --------- | ----- |
| 10 километров | Анна Гусева | 1:58:53,0 | 10    |

#### Прыжки в воду
Спортсменов — 7
Мужчины
| Соревнование                 | Спортсмены                    | Предварительный раунд | Предварительный раунд | Полуфинал | Полуфинал | Финал                | Финал                |
| Соревнование                 | Спортсмены                    | Результат             | Место                 | Результат | Место     | Результат            | Место                |
| ---------------------------- | ----------------------------- | --------------------- | --------------------- | --------- | --------- | -------------------- | -------------------- |
| Трамплин, 3 метра            | Илья Захаров                  | 507,65                | 1                     | 505,60    | 2         | 555,90               |                      |
| Трамплин, 3 метра            | Евгений Кузнецов              | 440,95                | 16                    | 437,70    | 14        | Завершил выступление | Завершил выступление |
| Вышка, 10 метров             | Глеб Гальперин                | 445,60                | 16                    | 453,80    | 16        | Завершил выступление | Завершил выступление |
| Вышка, 10 метров             | Виктор Минибаев               | 449,05                | 14                    | 514,15    | 6         | 527,80               | 4                    |
| Синхронный трамплин, 3 метра | Евгений Кузнецов Илья Захаров |                       |                       |           |           | 459,63               |                      |
| Синхронная вышка, 10 метров  | Виктор Минибаев Илья Захаров  |                       |                       |           |           | 449,88               | 6                    |

Женщины
| Соревнование      | Спортсмены           | Предварительный раунд | Предварительный раунд | Полуфинал             | Полуфинал             | Финал                 | Финал                 |
| Соревнование      | Спортсмены           | Результат             | Место                 | Результат             | Место                 | Результат             | Место                 |
| ----------------- | -------------------- | --------------------- | --------------------- | --------------------- | --------------------- | --------------------- | --------------------- |
| Трамплин, 3 метра | Надежда Бажина       | 325,0                 | 8                     | 310,7                 | 17                    | Завершила выступление | Завершила выступление |
| Трамплин, 3 метра | Анастасия Позднякова | 286,5                 | 19                    | Завершила выступление | Завершила выступление | Завершила выступление | Завершила выступление |
| Вышка, 10 метров  | Юлия Колтунова       | 334,80                | 7                     | 351,90                | 6                     | 357,90                | 5                     |

#### Синхронное плавание
Спортсменов — 9
Женщины
| Соревнование | Спортсменки | Техническая программа | Техническая программа | Произвольная программа (предварительная) | Произвольная программа (предварительная) | Произвольная программа (предварительная) | Произвольная программа (предварительная) | Произвольная программа (Финал) | Произвольная программа (Финал) | Произвольная программа (Финал) | Произвольная программа (Финал) |
| Соревнование | Спортсменки | Очков                 | Место                 | Очков                                    | Место                                    | Всего очков                              | Место                                    | Очков                          | Место                          | Всего очков                    | Место                          |
| ------------ | --- | --------------------- | --------------------- | ---------------------------------------- | ---------------------------------------- | ---------------------------------------- | ---------------------------------------- | ------------------------------ | ------------------------------ | ------------------------------ | ------------------------------ |
| Дуэты        | Наталья Ищенко Светлана Ромашина | 98.200                | 1                     | 98.600                                   | 1                                        | 196.800                                  | 1                                        | 98.900                         | 1                              | 197.100                        |                                |
| Группы       | Мария Громова Анастасия Давыдова Наталья Ищенко Дарья Коробова Александра Пацкевич Светлана Ромашина Анжелика Тиманина Эльвира Хасянова Алла Шишкина | 98.100                | 1                     |                                          |                                          |                                          |                                          | 98.930                         | 1                              | 197.030                        |                                |

### Волейбол
Спортсменов — 30

#### Волейбол

##### Мужчины
Состав команды
| №                       | Имя                     | Дата рождения           | Рост                    | Вес                     | Высота атаки            | Высота блока            | Клуб                    |
| Центральные блокирующие | Центральные блокирующие | Центральные блокирующие | Центральные блокирующие | Центральные блокирующие | Центральные блокирующие | Центральные блокирующие | Центральные блокирующие |
| ----------------------- | ----------------------- | ----------------------- | ----------------------- | ----------------------- | ----------------------- | ----------------------- | ----------------------- |
| 3                       | Николай Апаликов        | 26.08.1982              | 203                     | 106                     | 353                     | 344                     | «Зенит» Казань          |
| 13                      | Дмитрий Мусэрский       | 29.10.1988              | 218                     | 115                     | 375                     | 347                     | «Белогорье» Белгород    |
| 18                      | Александр Волков        | 14.02.1985              | 210                     | 95                      | 360                     | 335                     | «Зенит» Казань          |
| Связующие               |                         |                         |                         |                         |                         |                         |                         |
| 5                       | Сергей Гранкин          | 21.01.1985              | 195                     | 98                      | 351                     | 320                     | «Динамо» Москва         |
| 12                      | Александр Бутько        | 18.03.1986              | 198                     | 97                      | 339                     | 327                     | «Локомотив» Новосибирск |
| Диагональный            |                         |                         |                         |                         |                         |                         |                         |
| 17                      | Максим Михайлов         | 19.03.1988              | 202                     | 106                     | 345                     | 330                     | «Зенит» Казань          |
| Доигровщики             |                         |                         |                         |                         |                         |                         |                         |
| 4                       | Тарас Хтей (К)          | 22.05.1982              | 205                     | 109                     | 351                     | 339                     | «Белогорье» Белгород    |
| 8                       | Сергей Тетюхин          | 23.10.1975              | 197                     | 96                      | 345                     | 338                     | «Белогорье» Белгород    |
| 10                      | Юрий Бережко            | 27.01.1984              | 198                     | 93                      | 346                     | 338                     | «Зенит» Казань          |
| 15                      | Дмитрий Ильиных         | 31.01.1987              | 202                     | 94                      | 338                     | 330                     | «Белогорье» Белгород    |
| Либеро                  |                         |                         |                         |                         |                         |                         |                         |
| 9                       | Александр Соколов       | 01.03.1982              | 198                     | 87                      | 315                     | 310                     | «Факел» Новый Уренгой   |
| 20                      | Алексей Обмочаев        | 22.05.1989              | 188                     | 90                      | 325                     | 310                     | «Зенит» Казань          |

Результаты
Группа B
|             | Очки | Матчи   | Матчи   | Матчи | Мячи | Мячи | Мячи  | Сеты | Сеты | Сеты  |
| И           | Очки | В (3:2) | П (2:3) | В     | П    | В:П  | В     | П    | В:П  |       |
| ----------- | ---- | ------- | ------- | ----- | ---- | ---- | ----- | ---- | ---- | ----- |
| 1. США      | 13   | 5       | 4 (0)   | 1 (1) | 427  | 370  | 1.154 | 14   | 4    | 3.500 |
| 2. Бразилия | 11   | 5       | 4 (1)   | 1 (0) | 418  | 379  | 1.103 | 13   | 5    | 2.600 |
| 3. Россия   | 11   | 5       | 4 (1)   | 1 (0) | 408  | 352  | 1.159 | 12   | 5    | 2.400 |
| 4. Германия | 5    | 5       | 2 (1)   | 3 (0) | 379  | 388  | 0.977 | 6    | 11   | 0.545 |
| 5. Сербия   | 5    | 5       | 1 (0)   | 4 (2) | 413  | 455  | 0.908 | 7    | 13   | 0.538 |
| 6. Тунис    | 0    | 5       | 0 (0)   | 5 (0) | 294  | 395  | 0.744 | 1    | 15   | 0.067 |

| Дата          | Время (UTC+1) |          | Счёт |          | Сеты  | Сеты  | Сеты  | Сеты  | Сеты | Отчёт |
| Дата          | Время (UTC+1) | 1        | Счёт | 2        | 3     | 4     | 5     |       |      | Отчёт |
| ------------- | ------------- | -------- | ---- | -------- | ----- | ----- | ----- | ----- | ---- | ----- |
| 29.07         | 11:30         | Россия   | 3:0  | Германия | 31:29 | 25:18 | 25:17 |       |      |       |
| 31.07         | 22:00         | Бразилия | 3:0  | Россия   | 25:21 | 25:23 | 25:21 |       |      |       |
| 2.08          | 14:45         | Россия   | 3:0  | Тунис    | 25:21 | 25:15 | 25:23 |       |      |       |
| 4.08          | 16:45         | Россия   | 3:2  | США      | 27:29 | 19:25 | 26:24 | 25:16 | 15:8 |       |
| 6.08          | 11:30         | Россия   | 3:0  | Сербия   | 25:15 | 25:20 | 25:17 |       |      |       |
| Четвертьфинал |               |          |      |          |       |       |       |       |      |       |
| 8.08          | 19:30         | Польша   | 0:3  | Россия   | 17:25 | 23:25 | 21:25 |       |      |       |
| Полуфинал     |               |          |      |          |       |       |       |       |      |       |
| 10.08         | 15:00         | Болгария | 1:3  | Россия   | 21:25 | 15:25 | 25:23 | 23:25 |      |       |
| Финал         |               |          |      |          |       |       |       |       |      |       |
| 12.08         | 13:00         | Россия   | 3:2  | Бразилия | 19:25 | 20:25 | 29:27 | 25:22 | 15:9 |       |

##### Женщины
Состав команды
Заявка сборной России на Олимпийские игры в Лондоне
| №                       | Имя                     | Дата рождения           | Рост                    | Вес                     | Высота атаки            | Высота блока            | Клуб                    |
| Центральные блокирующие | Центральные блокирующие | Центральные блокирующие | Центральные блокирующие | Центральные блокирующие | Центральные блокирующие | Центральные блокирующие | Центральные блокирующие |
| ----------------------- | ----------------------- | ----------------------- | ----------------------- | ----------------------- | ----------------------- | ----------------------- | ----------------------- |
| 1                       | Мария Борисенко (К)     | 08.03.1986              | 190                     | 80                      | 301                     | 297                     | «Динамо-Казань»         |
| 3                       | Мария Перепёлкина       | 09.03.1984              | 187                     | 72                      | 304                     | 300                     | «Динамо» Москва         |
| 16                      | Юлия Меркулова          | 17.02.1984              | 202                     | 75                      | 317                     | 308                     | «Динамо» Москва         |
| Связующие               |                         |                         |                         |                         |                         |                         |                         |
| 6                       | Анна Матиенко           | 12.07.1981              | 182                     | 68                      | 298                     | 292                     | «Динамо» Москва         |
| 13                      | Евгения Старцева        | 06.02.1989              | 185                     | 68                      | 294                     | 290                     | «Динамо» Краснодар      |
| Нападающие              |                         |                         |                         |                         |                         |                         |                         |
| 4                       | Евгения Эстес           | 17.07.1975              | 191                     | 75                      | 315                     | 306                     | «Уралочка»-НТМК         |
| 5                       | Любовь Соколова         | 04.12.1977              | 190                     | 74                      | 310                     | 304                     | «Фенербахче»            |
| 8                       | Наталья Обмочаева       | 01.06.1989              | 194                     | 75                      | 315                     | 306                     | «Динамо» Москва         |
| 11                      | Екатерина Гамова        | 17.10.1980              | 202                     | 80                      | 321                     | 310                     | «Динамо-Казань»         |
| 15                      | Татьяна Кошелева        | 23.12.1988              | 191                     | 67                      | 315                     | 305                     | «Динамо» Краснодар      |
| Либеро                  |                         |                         |                         |                         |                         |                         |                         |
| 7                       | Светлана Крючкова       | 21.02.1985              | 170                     | 63                      |                         |                         | «Динамо» Москва         |
| 14                      | Екатерина Уланова       | 05.08.1986              | 172                     | 61                      |                         |                         | «Динамо-Казань»         |

Главный тренер — Сергей Овчинников, старший тренер — Игорь Курносов.
Результаты
Группа A
|                             | Очки | Матчи   | Матчи   | Матчи | Мячи | Мячи | Мячи  | Сеты | Сеты | Сеты  |
| И                           | Очки | В (3:2) | П (2:3) | В     | П    | В:П  | В     | П    | В:П  |       |
| --------------------------- | ---- | ------- | ------- | ----- | ---- | ---- | ----- | ---- | ---- | ----- |
| 1. Россия                   | 14   | 5       | 5 (1)   | 0 (0) | 459  | 352  | 1.304 | 15   | 4    | 3.750 |
| 2. Италия                   | 13   | 5       | 4 (0)   | 1 (1) | 444  | 368  | 1.207 | 14   | 5    | 2.800 |
| 3. Япония                   | 9    | 5       | 3 (0)   | 2 (0) | 401  | 335  | 1.197 | 11   | 6    | 1.833 |
| 4. Доминиканская Республика | 6    | 5       | 3 (0)   | 2 (0) | 374  | 362  | 1.033 | 8    | 9    | 0.889 |
| 5. Великобритания           | 2    | 5       | 1 (1)   | 4 (0) | 295  | 398  | 0.741 | 3    | 14   | 0.214 |
| 6. Алжир                    | 1    | 5       | 0 (0)   | 5 (1) | 252  | 410  | 0.615 | 2    | 15   | 0.133 |

| Дата                  | Время |                          | Счёт |          | Сеты  | Сеты  | Сеты  | Сеты  | Сеты  | Отчёт |
| Дата                  | Время | 1                        | Счёт | 2        | 3     | 4     | 5     |       |       | Отчёт |
| --------------------- | ----- | ------------------------ | ---- | -------- | ----- | ----- | ----- | ----- | ----- | ----- |
| 28.07                 | 14:45 | Великобритания           | 0:3  | Россия   | 19:25 | 10:25 | 16:25 |       |       |       |
| 30.07                 | 14:45 | Доминиканская Республика | 1:3  | Россия   | 23:25 | 15:25 | 26:24 | 22:25 |       |       |
| 1.08                  | 11:30 | Алжир                    | 0:3  | Россия   | 7:25  | 14:25 | 15:25 |       |       |       |
| 3.08                  | 11:30 | Япония                   | 1:3  | Россия   | 25:27 | 17:25 | 25:20 | 19:25 |       |       |
| 5.08                  | 16:45 | Италия                   | 2:3  | Россия   | 28:26 | 19:25 | 25:22 | 16:25 | 11:15 |       |
| Четвертьфинал         |       |                          |      |          |       |       |       |       |       |       |
| 7.08                  | 18:50 | Россия                   | 2:3  | Бразилия | 26:24 | 22:25 | 25:19 | 22:25 | 19:21 |       |
| Завершили выступление |       |                          |      |          |       |       |       |       |       |       |

#### Пляжный волейбол

##### Мужчины
| Соревнование | Спортсмены                          | Групповой этап                               | Групповой этап                                     | Групповой этап                                     | Место | 1/8 финала                                      | Четвертьфиналы        | Полуфиналы            | Финал                 | Финал                 |
| Соревнование | Спортсмены                          | Соперники Счёт                               | Соперники Счёт                                     | Соперники Счёт                                     | Место | Соперники Счёт                                  | Соперники Счёт        | Соперники Счёт        | Соперники Счёт        | Место                 |
| ------------ | ----------------------------------- | -------------------------------------------- | -------------------------------------------------- | -------------------------------------------------- | ----- | ----------------------------------------------- | --------------------- | --------------------- | --------------------- | --------------------- |
| Мужчины      | Константин Семёнов Сергей Прокопьев | Бринк Ю. Рекерман Й. Пор. 0-2 (21:19, 21:17) | Чеванье С. Хайер С. Пор. 1-2 (28:26, 18:21, 15:13) | Ху Линьян Ву Пенжин Поб. 2-1 (29:27, 17:21, 15:12) | 3     | Якоб Гибб Сен Розенталь Пор. 0-2 (14:21, 20:22) | Завершили выступление | Завершили выступление | Завершили выступление | Завершили выступление |

##### Женщины
| Соревнование | Спортсмены                         | Групповой этап                                               | Групповой этап                                                   | Групповой этап                                        | Место | 1/8 финала                                                  | Четвертьфиналы        | Полуфиналы            | Финал                 | Финал                 |
| Соревнование | Спортсмены                         | Соперники Счёт                                               | Соперники Счёт                                                   | Соперники Счёт                                        | Место | Соперники Счёт                                              | Соперники Счёт        | Соперники Счёт        | Соперники Счёт        | Место                 |
| ------------ | ---------------------------------- | ------------------------------------------------------------ | ---------------------------------------------------------------- | ----------------------------------------------------- | ----- | ----------------------------------------------------------- | --------------------- | --------------------- | --------------------- | --------------------- |
| Женщины      | Евгения Уколова Екатерина Хомякова | Грета Чиколари Марта Менегатти Пор. 1-2 (21:17, 18:21, 8:15) | Мари-Эндри Лессард Энни Мартин Поб. 2-1 (21:18, 28:30, 15:13)    | Зара Дампни Шауна Маллин Поб. 2-0 (25:23, 21:13)      | 2     | Чжан Си Сюэ Чэнь Пор. 0-2 (12:21, 11:21)                    | Завершили выступление | Завершили выступление | Завершили выступление | Завершили выступление |
| Женщины      | Анна Возакова Анастасия Васина     | Чжан Си Сюэ Чэнь Поб. 2-1 (18:21, 21:14, 16:14)              | Василики Арванити Мария Циарциани Пор. 1-2 (21:18, 13:21, 12:15) | Симона Кун Надин Цумкер Поб. 2-1 (21:17, 19:21, 15:9) | 1     | Дорис Швайгер Штефани Швайгер Пор. 1-2 (17:21, 21:16, 9:15) | Завершили выступление | Завершили выступление | Завершили выступление | Завершили выступление |

### Гандбол
Спортсменов — 14

#### Женщины
Состав команды
Результаты
Группа A
| Место | Команда        | В | Н | П | ГЗ  | ГП  | +/- | Очки |
| ----- | -------------- | - | - | - | --- | --- | --- | ---- |
| 1     | Бразилия       | 4 | 0 | 1 | 137 | 122 | 15  | 8    |
| 2     | Хорватия       | 4 | 0 | 1 | 145 | 115 | 30  | 8    |
| 3     | Россия         | 3 | 1 | 1 | 151 | 125 | 26  | 7    |
| 4     | Черногория     | 2 | 1 | 2 | 137 | 123 | 14  | 5    |
| 5     | Ангола         | 1 | 0 | 4 | 132 | 142 | -10 | 2    |
| 6     | Великобритания | 0 | 0 | 5 | 91  | 166 | -75 | 0    |

| 28 июля 2012 09:30 (UTC+1) | Россия | 30 : 27 | Ангола | Коппер Бокс, Лондон |

| 30 июля 2012 14:30 (UTC+1) | Великобритания | 16 : 37 | Россия | Коппер Бокс, Лондон |

| 1 августа 2012 21:15 (UTC+1) | Россия | 28 : 30 | Хорватия | Коппер Бокс, Лондон |

| 3 августа 2012 16:15 (UTC+1) | Россия | 31 : 27 | Бразилия | Коппер Бокс, Лондон |

| 5 августа 2012 14:30 (UTC+1) | Черногория | 25 : 25 | Россия | Коппер Бокс, Лондон |

Четвертьфинал
| 7 августа 2012 : (UTC+1) | Россия | 23 : 24 | Республика Корея | Коппер Бокс, Лондон |

### Гимнастика
Спортсменов — 21

#### Спортивная гимнастика
В квалификационном раунде проходил отбор, как в финал командного многоборья, так и в финалы личных дисциплин. В финал индивидуального многоборья отбиралось 24 спортсмена с наивысшими результатами, а в финалы отдельных упражнений по 8 спортсменов, причём в финале личных дисциплин страна не могла быть представлена более, чем 2 спортсменами. В командном многоборье в квалификации на каждом снаряде выступали по 4 спортсмена, а в зачёт шли три лучших результата. В финале командных соревнований на каждом снаряде выступало по три спортсмена и все три результата шли в зачёт.
Мужчины
| Соревнование              | Спортсмены                                                                    | Квалификация | Квалификация | Финал   | Финал |
| Соревнование              | Спортсмены                                                                    | Баллы        | Место        | Баллы   | Место |
| ------------------------- | ----------------------------------------------------------------------------- | ------------ | ------------ | ------- | ----- |
| Командное многоборье      | Денис Аблязин Александр Баландин Давид Белявский Эмин Гарибов Игорь Пахоменко | 272,595      | 2            | 269,603 | 6     |
| Индивидуальное многоборье | Давид Белявский                                                               | 90,832       | 2            | 90,297  | 5     |
| Индивидуальное многоборье | Эмин Гарибов                                                                  | 89,798       | 8            | 88,006  | 14    |
| Вольные упражнения        | Денис Аблязин                                                                 | 15,433       | 8            | 15,800  |       |
| Вольные упражнения        | Давид Белявский                                                               | 15,100       | 18           |         |       |
| Вольные упражнения        | Эмин Гарибов                                                                  | 14,533       | 34           |         |       |
| Вольные упражнения        | Игорь Пахоменко                                                               | 14,066       | 48           |         |       |
| Конь                      | Давид Белявский                                                               | 14,900       | 7            | 14,733  | 7     |
| Конь                      | Игорь Пахоменко                                                               | 14,333       | 19           |         |       |
| Конь                      | Эмин Гарибов                                                                  | 14,233       | 23           |         |       |
| Конь                      | Александр Баландин                                                            | 13,733       | 38           |         |       |
| Кольца                    | Александр Баландин                                                            | 15,666       | 3            | 15,666  | 4     |
| Кольца                    | Денис Аблязин                                                                 | 15,500       | 5            | 15,633  | 5     |
| Кольца                    | Эмин Гарибов                                                                  | 14,633       | 30           |         |       |
| Кольца                    | Давид Белявский                                                               | 14,366       | 43           |         |       |
| Опорный прыжок            | Денис Аблязин                                                                 | 16,366       | 1            | 16,399  |       |
| Брусья                    | Эмин Гарибов                                                                  | 15,600       | 4            | 15,300  | 6     |
| Брусья                    | Давид Белявский                                                               | 15,300       | 14           |         |       |
| Брусья                    | Александр Баландин                                                            | 14,766       | 26           |         |       |
| Перекладина               | Эмин Гарибов                                                                  | 15,566       | 6            | 15,333  | 7     |
| Перекладина               | Давид Белявский                                                               | 14,866       | 19           |         |       |
| Перекладина               | Игорь Пахоменко                                                               | 14,000       | 44           |         |       |
| Перекладина               | Денис Аблязин                                                                 | 13,733       | 49           |         |       |

Женщины
| Соревнование         | Спортсмен                                                                       | Квалификация | Квалификация | Финал   | Финал |
| Соревнование         | Спортсмен                                                                       | Баллы        | Место        | Баллы   | Место |
| -------------------- | ------------------------------------------------------------------------------- | ------------ | ------------ | ------- | ----- |
| Командное первенство | Ксения Афанасьева Анастасия Гришина Виктория Комова Алия Мустафина Мария Пасека | 180,429      | 2            | 178,530 |       |
| Многоборье           | Виктория Комова                                                                 | 60,632       | 1            | 61,973  |       |
| Многоборье           | Алия Мустафина                                                                  | 59,966       | 5            | 59,566  |       |
| Многоборье           | Анастасия Гришина                                                               | 57,332       | 12           |         |       |
| Опорный прыжок       | Мария Пасека                                                                    | 15,049       | 3            | 15,050  |       |
| Брусья               | Алия Мустафина                                                                  | 15.700       | 5            | 16.133  |       |
| Брусья               | Виктория Комова                                                                 | 15,833       | 3            | 15,566  | 5     |
| Брусья               | Анастасия Гришина                                                               | 14,033       | 28           |         |       |
| Бревно               | Ксения Афанасьева                                                               | 15,066       | 7            | 14,583  | 5     |
| Бревно               | Виктория Комова                                                                 | 15,266       | 2            | 13,166  | 8     |
| Бревно               | Анастасия Гришина                                                               | 14,900       | 9            |         |       |
| Бревно               | Алия Мустафина                                                                  | 14.700       | 12           |         |       |
| Вольные упражнения   | Алия Мустафина                                                                  | 14,433       | 8            | 14,900  |       |
| Вольные упражнения   | Ксения Афанасьева                                                               | 14,833       | 4            | 14,566  | 6     |
| Вольные упражнения   | Анастасия Гришина                                                               | 14,066       | 21           |         |       |
| Вольные упражнения   | Виктория Комова                                                                 | 13,900       | 28           |         |       |

#### Художественная гимнастика
Женщины
| Соревнование              | Спортсменки                                                                                                | Квалификация | Квалификация | Финал   | Финал |
| Соревнование              | Спортсменки                                                                                                | Баллы        | Место        | Баллы   | Место |
| ------------------------- | --- | ------------ | ------------ | ------- | ----- |
| индивидуальное многоборье | Евгения Канаева                                                                                            | 116,000      | 1            | 116,900 |       |
| индивидуальное многоборье | Дарья Дмитриева                                                                                            | 114,525      | 2            | 114,500 |       |
| групповое многоборье      | Ульяна Донскова Анастасия Близнюк Ксения Дудкина Алина Макаренко Анастасия Назаренко Каролина Севастьянова | 56,375       | 1            | 57,000  |       |

#### Прыжки на батуте
Мужчины
| Соревнование      | Спортсмены       | Квалификация | Квалификация | Финал  | Финал |
| Соревнование      | Спортсмены       | Баллы        | Место        | Баллы  | Место |
| ----------------- | ---------------- | ------------ | ------------ | ------ | ----- |
| личное первенство | Дмитрий Ушаков   | 112,605      | 2            | 61,789 |       |
| личное первенство | Никита Федоренко | 107,070      | 8            | 59,105 | 6     |

Женщины
| Соревнование      | Спортсмены        | Квалификация | Квалификация | Финал  | Финал |
| Соревнование      | Спортсмены        | Баллы        | Место        | Баллы  | Место |
| ----------------- | ----------------- | ------------ | ------------ | ------ | ----- |
| личное первенство | Виктория Воронина | 100,995      | 8            | 21,915 | 8     |

### Гребля на байдарках и каноэ
Спортсменов — 17

#### Гребля на гладкой воде
Мужчины
| Соревнование | Спортсмены                                            | Предварительный этап | Предварительный этап | Полуфиналы           | Полуфиналы           | Финал                | Финал                |
| Соревнование | Спортсмены                                            | Время                | Место                | Время                | Место                | Время                | Место                |
| ------------ | ----------------------------------------------------- | -------------------- | -------------------- | -------------------- | -------------------- | -------------------- | -------------------- |
| Б-1, 200 м   | Евгений Салахов                                       | 35.652               | 10                   | 36.312               | 8                    | 36.825               | 5                    |
| Б-2, 200 м   | Александр Дьяченко Юрий Постригай                     | 32.321               | 1                    | 32.051               | 1                    | 33.507               |                      |
| Б-1, 1000 м  | Павел Николаев                                        | 3:35.466             | 17                   | Завершил выступление | Завершил выступление | Завершил выступление | Завершил выступление |
| Б-2, 1000 м  | Илья Медведев Антон Ряхов                             | 3:21.086             | 11                   | 3:12.901             | 3                    | 3:21.086             | 6                    |
| Б-4, 1000 м  | Антон Васильев Олег Жестков Илья Медведев Антон Ряхов | 3:04.781             | 7                    | 2:54.303             | 4                    | 2:57.375             | 7                    |
| К-1, 200 м   | Иван Штыль                                            | 41.378               | 4                    | 40.346               | 1                    | 42.853               |                      |
| К-1, 1000 м  | Илья Штокалов                                         | 4:04.109             | 8                    | 3:53.305             | 6                    | 3:51.535             | 8                    |
| К-2, 1000 м  | Алексей Коровашкин Илья Первухин                      | 3:37.568             | 3                    | 3:36.456             | 1                    | 3:36.414             |                      |

Женщины
| Соревнование | Спортсмены                                                     | Предварительный этап | Предварительный этап | Полуфиналы | Полуфиналы | Финал                 | Финал                 |
| Соревнование | Спортсмены                                                     | Время                | Место                | Время      | Место      | Время                 | Место                 |
| ------------ | -------------------------------------------------------------- | -------------------- | -------------------- | ---------- | ---------- | --------------------- | --------------------- |
| Б-1, 200 м   | Наталия Лобова                                                 | 42.447               | 10                   | 41.413     | 3          | 45.961                | 6                     |
| Б-1, 500 м   | Юлиана Салахова                                                | 1:56.621             | 15                   | 1:57.761   | 19         | Завершила выступление | Завершила выступление |
| Б-2, 500 м   | Наталия Лобова Вера Собетова                                   | 1:45.710             | 6                    | 1:44.660   | 12         | 1:52.277              | 15                    |
| Б-4, 500 м   | Юлия Качалова Наталья Подольская Юлиана Салахова Вера Собетова | 1:33.680             | 7                    | 1:31.824   | 3          | 1:33.459              | 7                     |

#### Гребной слалом
Мужчины
| Соревнование | Спортсмены                       | Предварительный этап | Предварительный этап | Предварительный этап | Предварительный этап | Предварительный этап | Предварительный этап | Предварительный этап | Полуфинал             | Полуфинал             | Полуфинал             | Полуфинал             | Финал                 | Финал                 | Финал                 | Финал                 |
| Соревнование | Спортсмены                       | 1 попытка            | 1 попытка            | 1 попытка            | 2 попытка            | 2 попытка            | 2 попытка            | Место                | Полуфинал             | Полуфинал             | Полуфинал             | Полуфинал             | Финал                 | Финал                 | Финал                 | Финал                 |
| Соревнование | Спортсмены                       | Время                | Штраф                | Итог                 | Время                | Штраф                | Итог                 | Место                | Время                 | Штраф                 | Итог                  | Место                 | Время                 | Штраф                 | Итог                  | Место                 |
| ------------ | -------------------------------- | -------------------- | -------------------- | -------------------- | -------------------- | -------------------- | -------------------- | -------------------- | --------------------- | --------------------- | --------------------- | --------------------- | --------------------- | --------------------- | --------------------- | --------------------- |
| К-1          | Александр Липатов                | 96,13                | 0                    | 96,13                | 93,51                | 2                    | 95,51                | 10                   | 105,49                | 2                     | 107,49                | 11                    | Завершил выступление  | Завершил выступление  | Завершил выступление  | Завершил выступление  |
| К-2          | Михаил Кузнецов Дмитрий Ларионов | 104,36               | 8                    | 112,36               | 105,59               | 50                   | 155,59               | 14                   | Завершили выступление | Завершили выступление | Завершили выступление | Завершили выступление | Завершили выступление | Завершили выступление | Завершили выступление | Завершили выступление |

Женщины
| Соревнование | Спортсмены       | Предварительный этап | Предварительный этап | Предварительный этап | Предварительный этап | Предварительный этап | Предварительный этап | Предварительный этап | Полуфинал | Полуфинал | Полуфинал | Полуфинал | Финал  | Финал | Финал  | Финал |
| Соревнование | Спортсмены       | 1 попытка            | 1 попытка            | 1 попытка            | 2 попытка            | 2 попытка            | 2 попытка            | Место                | Полуфинал | Полуфинал | Полуфинал | Полуфинал | Финал  | Финал | Финал  | Финал |
| Соревнование | Спортсмены       | Время                | Штраф                | Итог                 | Время                | Штраф                | Итог                 | Место                | Время     | Штраф     | Итог      | Место     | Время  | Штраф | Итог   | Место |
| ------------ | ---------------- | -------------------- | -------------------- | -------------------- | -------------------- | -------------------- | -------------------- | -------------------- | --------- | --------- | --------- | --------- | ------ | ----- | ------ | ----- |
| Б-1          | Марта Харитонова | 104,85               | 4                    | 108,85               | 107,77               | 2                    | 109,77               | 13                   | 109,44    | 2         | 111,44    | 6         | 114,91 | 6     | 120,91 | 9     |

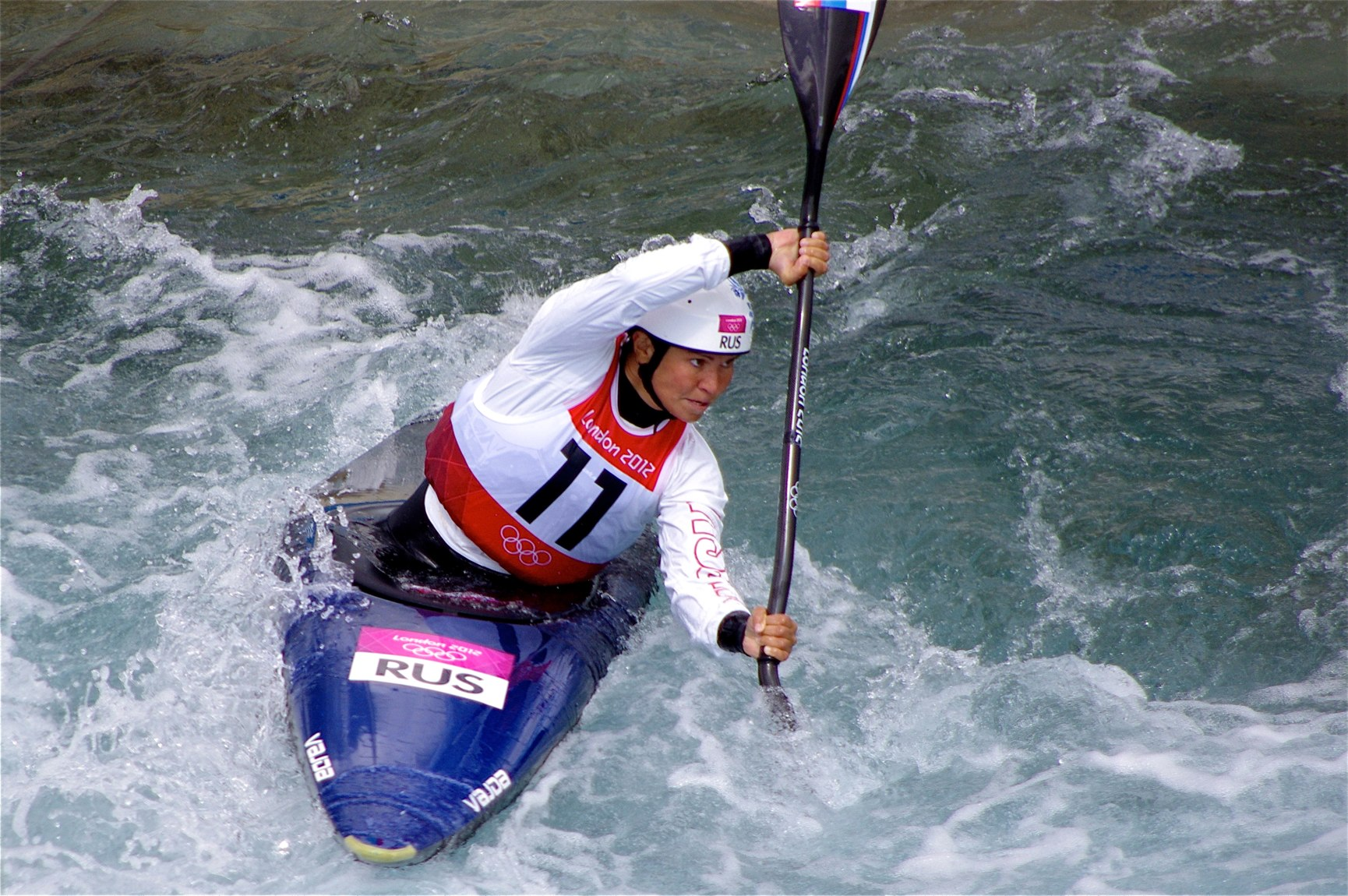
Марта Харитонова

### Дзюдо
Спортсменов — 12
Соревнования по дзюдо проводились по системе на выбывание. Утешительные встречи проводились между спортсменами, потерпевшими поражение в четвертьфинале турнира. Победители утешительных встреч встречались в схватке за 3-е место со спортсменами, проигравшими в полуфинале в противоположной половине турнирной сетки.
Мужчины
| Категория    | Спортсмен          | Турнир       | 1/32 финала        | 1/16 финала                             | 1/8 финала                                | Четвертьфинал                             | Полуфинал                            | Финал                                    | Место                |
| Категория    | Спортсмен          | Турнир       | Соперник Результат | Соперник Результат                      | Соперник Результат                        | Соперник Результат                        | Соперник Результат                   | Соперник Результат                       | Место                |
| ------------ | ------------------ | ------------ | ------------------ | --------------------------------------- | ----------------------------------------- | ----------------------------------------- | ------------------------------------ | ---------------------------------------- | -------------------- |
| до 60 кг     | Арсен Галстян      | За 1-е место | Не участвовал      | Закари Гуруза (NIG) Поб. 1010-0000      | Янн Сиккарди (MON) Поб. 1000-0000         | Чхве Гван Хён (KOR) Поб. 0001 — 0001      | Ришод Собиров (UZB) Поб. 0011-000    | Хироаки Хираока (JPN) Поб. 1000—0000     | 1                    |
| до 66 кг     | Муса Могушков      | За 1-е место |                    | Тарлан Каримов (AZE) Пор. 0011-0021     | Завершил выступление                      | Завершил выступление                      | Завершил выступление                 | Завершил выступление                     | Завершил выступление |
| до 73 кг     | Мансур Исаев       | За 1-е место |                    | Киёси Уэмацу (ESP) Поб. 0011-0002       | Рустам Оруджев (AZE) Поб. 1001-0000       | Саиньяргал Ниам-Очир (MGL) Поб. 0100-0001 | Ван Ги Чхун (KOR) Поб. 0011-0002     | Накая Рики (JPN) Поб. 0011-0001          |                      |
| до 81 кг     | Иван Нифонтов      | За 1-е место |                    | Реджиналд Де Виндт (IOA) Поб. 1000-0004 | Иоахим Боттьо (BEL) Поб. 0101-0001        | Антуан Валуа-Фортье (CAN) Поб. 000—010    | Ким Джэ Бом (KOR) Пор. 0001-002      |                                          |                      |
| до 81 кг     | Иван Нифонтов      | За 3-е место |                    |                                         |                                           |                                           |                                      | Такахиро Накая (JPN) Поб. 000-0201       |                      |
| до 90 кг     | Кирилл Денисов     | За 1-е место |                    | Иван Ремаренко (MDA) Поб. 100-0001      | Уинстон Гордон (GBR) Поб. 001—000         | Илиас Илиадис (GRE) Поб. 002—000          | Аслей Гонсалес (CUB) Пор. 0001-100   |                                          | 5                    |
| до 90 кг     | Кирилл Денисов     | За 3-е место |                    |                                         |                                           |                                           |                                      | Масаси Нисияма (JPN) Пор. 0001-000       | 5                    |
| до 100 кг    | Тагир Хайбулаев    | За 1-е место |                    | van der GEEST Elco (BEL) Поб. 100—000   | Евгений Бедулин (BLR) Поб. 0111-0003      | Лукаш Крпалек (CZE) Поб. 100-0011         | Димитри Петерс (GER) Поб. 000-0001   | Найдангийн Тувшинбаяр (MGL) Поб. 100—000 |                      |
| свыше 100 кг | Александр Михайлин | За 1-е место |                    | Седрик Мандембо (COD) Поб. 101—000      | Кристофер Шеррингтон (GBR) Поб. 0011-0001 | Рафаэль Силва (BRA) Поб. 0001-0001        | Андреас Тёльцер (GER) Поб. 0011-0002 | Тедди Ринер (FRA) Пор. 0003-0101         |                      |

Женщины
| Категория   | Спортсмен           | Турнир       | 1/32 финала                                  | 1/16 финала                       | 1/8 финала                        | Четвертьфинал                         | Полуфинал             | Финал                 | Место                 |
| Категория   | Спортсмен           | Турнир       | Соперник Результат                           | Соперник Результат                | Соперник Результат                | Соперник Результат                    | Соперник Результат    | Соперник Результат    | Место                 |
| ----------- | ------------------- | ------------ | -------------------------------------------- | --------------------------------- | --------------------------------- | ------------------------------------- | --------------------- | --------------------- | --------------------- |
| до 48 кг    | Наталья Кондратьева | За 1-е место | Местре Альварес Даярис (CUB) Пор. 0101 — 000 | Завершила выступление             | Завершила выступление             | Завершила выступление                 | Завершила выступление | Завершила выступление | Завершила выступление |
| до 52 кг    | Наталья Кузютина    | За 1-е место | Роми Тарангуль (GER) Пор. 000-0011           | Завершила выступление             | Завершила выступление             | Завершила выступление                 | Завершила выступление | Завершила выступление | Завершила выступление |
| до 57 кг    | Ирина Заблудина     | За 1-е место | Юрислейди Лупетей (CUB) Поб. 0001-100        | Марти Мэллой (USA) Пор. 0012-0011 | Завершила выступление             | Завершила выступление                 | Завершила выступление | Завершила выступление | Завершила выступление |
| до 78 кг    | Вера Москалюк       | За 1-е место | Кайла Харрисон (USA) Пор. 100—000            | Завершила выступление             | Завершила выступление             | Завершила выступление                 | Завершила выступление | Завершила выступление | Завершила выступление |
| свыше 78 кг | Елена Иващенко      | За 1-е место |                                              |                                   | Мелисса Мохика (PUR) Поб. 101—000 | Идалис Ортис (CUB) Пор. 0002-0011     | Завершила выступление | Завершила выступление | Завершила выступление |
| свыше 78 кг | Елена Иващенко      | За 3-е место |                                              |                                   |                                   | Ирина Киндзерская (UKR) Пор. 0002-001 | Завершила выступление | Завершила выступление | Завершила выступление |

### Конный спорт
Спортсменов — 3

#### Троеборье
| Соревнование              | Спортсмены      | Манежная езда | Манежная езда | Кросс     | Кросс  | Кросс | Конкур    | Конкур | Конкур | Финальный конкур     | Всего     | Всего |
| Соревнование              | Спортсмены      | Результат     | Место         | Результат | Сумма  | Место | Результат | Сумма  | Место  | Результат            | Результат | Место |
| ------------------------- | --------------- | ------------- | ------------- | --------- | ------ | ----- | --------- | ------ | ------ | -------------------- | --------- | ----- |
| индивидуальное первенство | Андрей Коршунов | 80,20         | 74            | 32,80     | 113,00 | 54    | 52,00     | 165,00 | 53     | Завершил выступление | 165,00    | 53    |
| индивидуальное первенство | Михаил Настенко | 59,80         | 62            | 52,00     | 111,80 | 53    | 2,00      | 113,80 | 47     | Завершил выступление | 113,80    | 47    |

#### Конкур
В каждом из раундов спортсменам необходимо было пройти дистанцию с разным количеством препятствий и разным лимитом времени. За каждое сбитое препятствие спортсмену начислялось 4 штрафных балла, за превышение лимита времени 1 штрафное очко (за каждые 5 секунд).
| Соревнование              | Спортсмены                  | Квалификация | Квалификация | Квалификация         | Квалификация         | Квалификация         | Квалификация         | Квалификация         | Квалификация         | Финал                | Финал                | Финал                | Финал                | Финал |
| Соревнование              | Спортсмены                  | 1 раунд      | 1 раунд      | 2 раунд              | Всего                | Всего                | 3 раунд              | Всего                | Всего                | Финал A              | Финал A              | Финал B              | Всего                | Всего |
| Соревнование              | Спортсмены                  | Штраф        | Место        | Штраф                | Штраф                | Место                | Штраф                | Штраф                | Место                | Штраф                | Место                | Штраф                | Штраф                | Место |
| ------------------------- | --------------------------- | ------------ | ------------ | -------------------- | -------------------- | -------------------- | -------------------- | -------------------- | -------------------- | -------------------- | -------------------- | -------------------- | -------------------- | ----- |
| Индивидуальное первенство | Владимир Туганов на Lancero | 10           | 65           | Завершил выступление | Завершил выступление | Завершил выступление | Завершил выступление | Завершил выступление | Завершил выступление | Завершил выступление | Завершил выступление | Завершил выступление | Завершил выступление | 65    |

### Лёгкая атлетика
Спортсменов — 94

#### Мужчины
| 100 м           | Александр Мартынюк                                           | фальстарт | Завершил выступление | Завершил выступление | Завершил выступление | Завершил выступление  | Завершил выступление  |                       |                       |                       |                       |
| 400 м           | Максим Дылдин                                                | 45:52     | 19                   | 45.39                | 17                   | Завершил выступление  | Завершил выступление  |                       |                       |                       |                       |
| 400 м           | Павел Тренихин                                               | 45:00     | 4                    | 45.35                | 16                   | Завершил выступление  | Завершил выступление  |                       |                       |                       |                       |
| 800 м           | Юрий Борзаковский                                            | 1:46.29   | 13                   | 1:45.09              | 10                   | Завершил выступление  | Завершил выступление  |                       |                       |                       |                       |
| 800 м           | Иван Тухтачёв                                                | 1:49.77   | 44                   | Завершил выступление | Завершил выступление | Завершил выступление  | Завершил выступление  |                       |                       |                       |                       |
| 1500 м          | Егор Николаев                                                | 3:38:92   | 11                   | 3:27:28              | 10                   | Завершил выступление  | Завершил выступление  |                       |                       |                       |                       |
| 110 м с/б       | Алексей Дрёмин                                               | 13.75     | 33                   | Завершил выступление | Завершил выступление | Завершил выступление  | Завершил выступление  |                       |                       |                       |                       |
| 110 м с/б       | Константин Шабанов                                           | 13.63     | 27                   | 13.65                | 21                   | Завершил выступление  | Завершил выступление  |                       |                       |                       |                       |
| 110 м с/б       | Сергей Шубенков                                              | 13.26     | 4                    | 13.41                | 12                   | Завершил выступление  | Завершил выступление  |                       |                       |                       |                       |
| 400 м с/б       | Вячеслав Сакаев                                              | 50.36     | 37                   | Завершил выступление | Завершил выступление | Завершил выступление  | Завершил выступление  |                       |                       |                       |                       |
| 3 000 м с/п     | Николай Чавкин                                               | 8:29:72   | 22                   |                      |                      | Завершил выступление  | Завершил выступление  | Завершил выступление  | Завершил выступление  | Завершил выступление  | Завершил выступление  |
| 4×400 м         | Максим Дылдин Денис Алексеев Владимир Краснов Павел Тренихин | 3:02.01   | 7                    |                      |                      | 3:00.09               | 5                     |                       |                       |                       |                       |
| марафон         | Григорий Андреев                                             |           |                      |                      |                      | 2:18:20               | 37                    |                       |                       |                       |                       |
| марафон         | Алексей Реунков                                              |           |                      |                      |                      | 2:13:49               | 14                    |                       |                       |                       |                       |
| марафон         | Дмитрий Сафронов                                             |           |                      |                      |                      | 2:16:04               | 23                    |                       |                       |                       |                       |
| ходьба на 20 км | Валерий Борчин                                               |           |                      |                      |                      | Не финишировал DSQ    | Не финишировал DSQ    | Не финишировал DSQ    | Не финишировал DSQ    | Не финишировал DSQ    | Не финишировал DSQ    |
| ходьба на 20 км | Владимир Канайкин                                            |           |                      |                      |                      | Дисквалифицирован DSQ | Дисквалифицирован DSQ | Дисквалифицирован DSQ | Дисквалифицирован DSQ | Дисквалифицирован DSQ | Дисквалифицирован DSQ |
| ходьба на 20 км | Андрей Кривов                                                |           |                      |                      |                      | 1:24:17               | 37 DSQ                |                       |                       |                       |                       |
| ходьба на 50 км | Сергей Бакулин                                               |           |                      |                      |                      | 3:38:55               | 6 DSQ                 |                       |                       |                       |                       |
| ходьба на 50 км | Игорь Ерохин                                                 |           |                      |                      |                      | 3:37:54               | 5 DSQ                 |                       |                       |                       |                       |
| ходьба на 50 км | Сергей Кирдяпкин                                             |           |                      |                      |                      | 3:35:59 OR            | 1 DSQ                 |                       |                       |                       |                       |
| прыжки в длину  | Александр Меньков                                            | 8.09      | 3                    |                      |                      | 7,78                  | 11                    |                       |                       |                       |                       |
| прыжки в длину  | Сергей Моргунов                                              | 7.87      | 16                   |                      |                      | Завершил выступление  | Завершил выступление  | Завершил выступление  | Завершил выступление  | Завершил выступление  | Завершил выступление  |
| прыжки в длину  | Александр Петров                                             | 7,89      | 15                   |                      |                      | Завершил выступление  | Завершил выступление  | Завершил выступление  | Завершил выступление  | Завершил выступление  | Завершил выступление  |
| тройной прыжок  | Люкман Адамс                                                 | 16.88     | 6                    |                      |                      | 16.78                 | 9                     |                       |                       |                       |                       |
| прыжки в высоту | Андрей Сильнов                                               | 2.26      | 8                    |                      |                      | 2.25                  | 12                    |                       |                       |                       |                       |
| прыжки в высоту | Иван Ухов                                                    | 2.29      | 2                    |                      |                      | 2.38                  |                       |                       |                       |                       |                       |
| прыжки в высоту | Александр Шустов                                             | 2.26      | 15                   |                      |                      | Завершил выступление  | Завершил выступление  |                       |                       |                       |                       |
| прыжки с шестом | Сергей Кучеряну                                              | 5.50      | 16                   |                      |                      | Завершил выступление  | Завершил выступление  |                       |                       |                       |                       |
| прыжки с шестом | Евгений Лукьяненко                                           | 5.60      | 4                    |                      |                      | 5.75                  | 5                     |                       |                       |                       |                       |
| прыжки с шестом | Дмитрий Стародубцев                                          | 5.60      | 7                    |                      |                      | 5.75                  | 4                     |                       |                       |                       |                       |
| толкание ядра   | Максим Сидоров                                               | 20.40     | 10                   |                      |                      | 20.41                 | 11                    |                       |                       |                       |                       |
| толкание ядра   | Сослан Цирихов                                               | 20.17     | 13                   |                      |                      | Завершил выступление  | Завершил выступление  |                       |                       |                       |                       |
| метание диска   | Богдан Пищальников                                           | 63,15     | 15                   |                      |                      | Завершил выступление  | Завершил выступление  |                       |                       |                       |                       |
| метание копья   | Илья Коротков                                                | 75.68     | 33                   |                      |                      | Завершил выступление  | Завершил выступление  |                       |                       |                       |                       |
| метание молота  | Алексей Загорный                                             | 72.52     | 23                   |                      |                      | Завершил выступление  | Завершил выступление  |                       |                       |                       |                       |
| метание молота  | Кирилл Иконников                                             | 76.85     | 6                    |                      |                      | 77.86                 | 5                     |                       |                       |                       |                       |
| десятиборье     | Сергей Свиридов                                              |           |                      |                      |                      | 8219                  | 8                     |                       |                       |                       |                       |
| десятиборье     | Илья Шкуренёв                                                |           |                      |                      |                      | 7948                  | 16                    |                       |                       |                       |                       |

#### Женщины
| 100 м                                                             | Ольга Белкина                                                         | 11.38                  | 30                                                           | Завершила выступление                                        | Завершила выступление | Завершила выступление | Завершила выступление |                       |                       |                       |                       |
| 200 м                                                             | Александра Федорива                                                   | 22.61                  | 4                                                            | 22.65                                                        | 12                    | Завершила выступление | Завершила выступление |                       |                       |                       |                       |
| 400 м                                                             | Юлия Гущина                                                           | 51:54                  | 11                                                           | 51.66                                                        | 15                    | Завершила выступление | Завершила выступление |                       |                       |                       |                       |
| 400 м                                                             | Антонина Кривошапка                                                   | 50:75                  | 2                                                            | 49.81                                                        | 1                     | 50.17                 | 6                     |                       |                       |                       |                       |
| 800 м                                                             | Елена Аржакова                                                        | 2:08.39                | DSQ                                                          | 1:58.13                                                      | DSQ                   | 1:59.21               | 6 DSQ                 |                       |                       |                       |                       |
| 800 м                                                             | Екатерина Поистогова                                                  | 2:01.08                | 6                                                            | 1:59.45                                                      | 10                    | 1:57.53               | 3                     |                       |                       |                       |                       |
| 800 м                                                             | Мария Савинова                                                        | 2:01.56                | 10                                                           | 1:58.57                                                      | 5                     | 1:56.19               | 1                     |                       |                       |                       |                       |
| 1500 м                                                            | Екатерина Костецкая                                                   | 4:06.94                | DSQ                                                          | 4:05.32                                                      | DSQ                   | 4:12.90               | 9 DSQ                 |                       |                       |                       |                       |
| 1500 м                                                            | Екатерина Мартынова                                                   | 4:13.86                | 33                                                           | Завершила выступление                                        | Завершила выступление | Завершила выступление | Завершила выступление |                       |                       |                       |                       |
| 1500 м                                                            | Татьяна Томашова                                                      | 4:05.10                | 2                                                            | 4:02.10                                                      | 3                     | 4:10.90               | 4                     |                       |                       |                       |                       |
| 5000 м                                                            | Ольга Головкина                                                       | 15:05.26               | 11                                                           |                                                              |                       | 15:17.88              | 9                     |                       |                       |                       |                       |
| 5000 м                                                            | Елена Наговицына                                                      | 15:02.80               | 9                                                            |                                                              |                       | 15:21.38              | 13                    |                       |                       |                       |                       |
| 10 000 м                                                          | Елизавета Гречишникова                                                |                        |                                                              |                                                              |                       | 32:11:32              | 19                    |                       |                       |                       |                       |
| 100 м с/б                                                         | Екатерина Галицкая                                                    | 12,89                  | 11                                                           | 12.90                                                        | 14                    | Завершила выступление | Завершила выступление |                       |                       |                       |                       |
| 100 м с/б                                                         | Татьяна Дектярёва                                                     | 12,87                  | 10                                                           | 12.75                                                        | 8                     | Завершила выступление | Завершила выступление |                       |                       |                       |                       |
| 100 м с/б                                                         | Юлия Кондакова                                                        | 13,10                  | 21                                                           | 13.13                                                        | 19                    | Завершила выступление | Завершила выступление |                       |                       |                       |                       |
| 400 м с/б                                                         | Наталья Антюх                                                         | 53.90                  | 1                                                            | 53.33                                                        | 1                     | 52.70                 |                       |                       |                       |                       |                       |
| 400 м с/б                                                         | Ирина Давыдова                                                        | 55.55                  | 17                                                           | 55.86                                                        | 16                    | Завершила выступление | Завершила выступление |                       |                       |                       |                       |
| 400 м с/б                                                         | Елена Чуракова                                                        | 55.26                  | 13                                                           | 55.70                                                        | 13                    | Завершила выступление | Завершила выступление |                       |                       |                       |                       |
| 3000 м с/п                                                        | Юлия Зарипова                                                         | 9:25.68                | 5DSQ                                                         |                                                              |                       | 9:06.72               | 1 DSQ                 |                       |                       |                       |                       |
| 3000 м с/п                                                        | Елена Орлова                                                          | 9:33.14                | 18                                                           |                                                              |                       | Завершила выступление | Завершила выступление |                       |                       |                       |                       |
| 3000 м с/п                                                        | Гульнара Самитова-Галкина                                             | 9:28.76                | 12                                                           |                                                              |                       | Не финишировала       | Не финишировала       |                       |                       |                       |                       |
| 4×100 м                                                           | Ольга Белкина Наталья Русакова Елизавета Савлинис Александра Федорива | 43.24                  | 12                                                           |                                                              |                       | Завершили выступление | Завершили выступление |                       |                       |                       |                       |
| 4×400 м                                                           |                                                                       |                        |                                                              |                                                              |                       |                       |                       |                       |                       |                       |                       |
| Предварительные забеги                                            | Предварительные забеги                                                | Предварительные забеги | Финал                                                        | Финал                                                        | Финал                 | Финал                 |                       |                       |                       |                       |                       |
| Состав                                                            | Результат                                                             | Место                  | Состав                                                       | Состав                                                       | Результат             | Место                 |                       |                       |                       |                       |                       |
| Юлия Гущина Татьяна Фирова Наталья Назарова Анастасия Капачинская | 3:23.11                                                               | 2                      | Юлия Гущина Антонина Кривошапка Татьяна Фирова Наталья Антюх | Юлия Гущина Антонина Кривошапка Татьяна Фирова Наталья Антюх | 3:20.23               | 2                     |                       |                       |                       |                       |                       |
| марафон                                                           | Татьяна Петрова-Архипова                                              |                        |                                                              |                                                              |                       | 2:23:29               | 3                     |                       |                       |                       |                       |
| марафон                                                           | Альбина Майорова                                                      |                        |                                                              |                                                              |                       | 2:25:38               | 9                     |                       |                       |                       |                       |
| марафон                                                           | Лилия Шобухова                                                        |                        |                                                              |                                                              |                       | Не финишировала       | Не финишировала       |                       |                       |                       |                       |
| ходьба на 20 км                                                   | Ольга Каниськина                                                      |                        |                                                              |                                                              |                       | 1:25:09               | 2 DSQ                 |                       |                       |                       |                       |
| ходьба на 20 км                                                   | Анися Кирдяпкина.                                                     |                        |                                                              |                                                              |                       | 1:26:26               | 5                     |                       |                       |                       |                       |
| ходьба на 20 км                                                   | Елена Лашманова                                                       |                        |                                                              |                                                              |                       | 1:25:02 WR            | 1                     |                       |                       |                       |                       |
| прыжки в длину                                                    | Людмила Колчанова                                                     | 6.57                   | 8                                                            |                                                              |                       | 6.76                  | 6                     |                       |                       |                       |                       |
| прыжки в длину                                                    | Анна Назарова                                                         | 6.62                   | 7                                                            |                                                              |                       | 6.77                  | 5                     |                       |                       |                       |                       |
| прыжки в длину                                                    | Елена Соколова                                                        | 6.71                   | 4                                                            |                                                              |                       | 7,07                  | 2                     |                       |                       |                       |                       |
| тройной прыжок                                                    | Виктория Валюкевич                                                    | 14.19                  | 11                                                           |                                                              |                       | 14.24                 | 8                     |                       |                       |                       |                       |
| тройной прыжок                                                    | Татьяна Лебедева                                                      | 14.30                  | 8                                                            |                                                              |                       | 14.11                 | 10                    |                       |                       |                       |                       |
| тройной прыжок                                                    | Вероника Мосина                                                       | 13.96                  | 17                                                           |                                                              |                       | Завершила выступление | Завершила выступление |                       |                       |                       |                       |
| прыжки в высоту                                                   | Ирина Гордеева                                                        | 1.93                   | 10                                                           |                                                              |                       | 1.93                  | 10                    |                       |                       |                       |                       |
| прыжки в высоту                                                   | Анна Чичерова                                                         | 1.93                   | 2                                                            |                                                              |                       | 2.05                  | 1                     |                       |                       |                       |                       |
| прыжки в высоту                                                   | Светлана Школина                                                      | 1.93                   | 2                                                            |                                                              |                       | 2.03                  | 3                     |                       |                       |                       |                       |
| прыжки с шестом                                                   | Елена Исинбаева                                                       | 4.55                   | 1                                                            |                                                              |                       | 4.70                  | 3                     |                       |                       |                       |                       |
| прыжки с шестом                                                   | Анастасия Савченко                                                    | 4.25                   | 26                                                           |                                                              |                       | Завершила выступление | Завершила выступление |                       |                       |                       |                       |
| прыжки с шестом                                                   | Светлана Феофанова                                                    | 0                      | 0                                                            |                                                              |                       | Завершила выступление | Завершила выступление |                       |                       |                       |                       |
| толкание ядра                                                     | Анна Авдеева                                                          | 17,47                  | 25                                                           |                                                              |                       | Завершила выступление | Завершила выступление |                       |                       |                       |                       |
| толкание ядра                                                     | Евгения Колодко                                                       | 19,31                  | 3                                                            |                                                              |                       | 20,48                 | 2                     |                       |                       |                       |                       |
| толкание ядра                                                     | Ирина Тарасова                                                        | 18,76                  | 7                                                            |                                                              |                       | 19,00                 | 8                     |                       |                       |                       |                       |
| метание диска                                                     | Вера Ганеева                                                          | 59,90                  | 23                                                           |                                                              |                       | Завершила выступление | Завершила выступление | Завершила выступление | Завершила выступление | Завершила выступление | Завершила выступление |
| метание диска                                                     | Дарья Пищальникова                                                    | 65,02                  | 4 DSQ                                                        |                                                              |                       | 67,56                 | 2 DSQ                 |                       |                       |                       |                       |
| метание диска                                                     | Светлана Сайкина                                                      | 60,67                  | 17                                                           |                                                              |                       | Завершила выступление | Завершила выступление |                       |                       |                       |                       |
| метание копья                                                     | Мария Абакумова                                                       | 63.25                  | 7                                                            |                                                              |                       | 59.34                 | 10                    |                       |                       |                       |                       |
| метание молота                                                    | Мария Беспалова                                                       | 73.56                  | 7                                                            |                                                              |                       | 71.13                 | 11                    |                       |                       |                       |                       |
| метание молота                                                    | Татьяна Лысенко                                                       | 74.43                  | 4                                                            |                                                              |                       | 78.18 OR              | 1                     |                       |                       |                       |                       |
| метание молота                                                    | Гульфия Ханафеева                                                     | 69.43                  | 16                                                           |                                                              |                       | Завершила выступление | Завершила выступление |                       |                       |                       |                       |
| семиборье                                                         | Ольга Курбан                                                          |                        |                                                              |                                                              |                       | 6084                  | 20                    |                       |                       |                       |                       |
| семиборье                                                         | Кристина Савицкая                                                     |                        |                                                              |                                                              |                       | 6452                  | 8                     |                       |                       |                       |                       |
| семиборье                                                         | Татьяна Чернова                                                       |                        |                                                              |                                                              |                       | 6628                  | 3                     |                       |                       |                       |                       |

### Настольный теннис
Спортсменов — 5
Соревнования по настольному теннису проходили по системе плей-офф. Каждый матч продолжался до тех пор, пока один из теннисистов не выигрывал 4 партии. Сильнейшие 16 спортсменов начинали соревнования с третьего раунда, следующие 16 по рейтингу стартовали со второго раунда.
Мужчины
| Соревнование     | Спортсмены                                      | Квалификация       | Первый раунд                                              | Второй раунд                | Третий раунд                | 1/8 финала            | Четвертьфинал         | Полуфинал             | Финал                 | Место |
| Соревнование     | Спортсмены                                      | Соперник Результат | Соперник Результат                                        | Соперник Результат          | Соперник Результат          | Соперник Результат    | Соперник Результат    | Соперник Результат    | Соперник Результат    | Место |
| ---------------- | ----------------------------------------------- | ------------------ | --------------------------------------------------------- | --------------------------- | --------------------------- | --------------------- | --------------------- | --------------------- | --------------------- | ----- |
| Одиночный разряд | Алексей Смирнов (24)                            | Не участвовал      | Не участвовал                                             | М. Бургисс (LAT) (45) В 4:0 | Цзян Тяньи (HKG) (11) П 1:4 | Завершил выступление  | Завершил выступление  | Завершил выступление  | Завершил выступление  | 17    |
| Одиночный разряд | Александр Шибаев (16)                           | Не участвовал      | Не участвовал                                             | Не участвовал               | А. Гачина (CRO) (27) П 3:4  | Завершил выступление  | Завершил выступление  | Завершил выступление  | Завершил выступление  | 17    |
| Командный разряд | Кирилл Скачков Алексей Смирнов Александр Шибаев |                    | Чжан Цзикэ, Ма Лун, Ван Хао Пор. 1-3 (0:3, 0:3, 3:2, 0:3) | Завершили выступление       | Завершили выступление       | Завершили выступление | Завершили выступление | Завершили выступление | Завершили выступление | 9     |

Женщины
| Соревнование     | Спортсмены      | Предварительный раунд | Первый раунд                                                      | Второй раунд                                                       | 1/16 финала                                   | 1/8 финала            | Четвертьфинал         | Полуфинал             | Финал                 |
| Соревнование     | Спортсмены      | Соперник Результат    | Соперник Результат                                                | Соперник Результат                                                 | Соперник Результат                            | Соперник Результат    | Соперник Результат    | Соперник Результат    | Соперник Результат    |
| ---------------- | --------------- | --------------------- | ----------------------------------------------------------------- | ------------------------------------------------------------------ | --------------------------------------------- | --------------------- | --------------------- | --------------------- | --------------------- |
| Одиночный разряд | Яна Носкова     |                       | Дина Мешреф Пор. 3-4 (10:12, 11:8, 11:4, 11:9, 12:14, 9:11, 9:11) | Завершила выступление                                              | Завершила выступление                         | Завершила выступление | Завершила выступление | Завершила выступление | Завершила выступление |
| Одиночный разряд | Анна Тихомирова |                       |                                                                   | Тань Вэньлин Поб. 4-3 (6:11, 11:6, 11:8, 12:14, 8:11, 11:6, 12:10) | Аи Фукухара Пор. 0-4 (7:11, 8:11, 9:11, 3:11) | Завершила выступление | Завершила выступление | Завершила выступление | Завершила выступление |

### Парусный спорт
Спортсменов — 10
Разыгрывалось 10 комплектов медалей в 10-и классах яхт. Россия была представлена в 9-и классах (не было лицензии в классе «Звёздный»).
В классах RS:X (мужчины и женщины), «Лазер», «Лазер-радиал» лодки и паруса были предоставлены спортсменам организаторами Олимпиады по жребию.
Соревнования по парусному спорту в каждом из классов состояли из 10 гонок, за исключением класса 49er, где проводилось 15 гонок. В каждой гонке спортсмены стартовали одновременно. Победителем каждой из гонок становился экипаж, первым пересекший финишную черту. Количество очков, идущих в общий зачёт, соответствовало занятому командой месту. 10 лучших экипажей по результатам 10 гонок попадали в медальную гонку, результаты которой также шли в общий зачёт. В случае если участник соревнований не смог завершить гонку ему начислялось количество очков, равное количеству участников плюс один. При итоговом подсчёте очков не учитывался худший результат, показанный экипажем в одной из гонок. Сборная, набравшая наименьшее количество очков, становится олимпийским чемпионом.
Мужчины
| Класс | Спортсмены                          | Гонка | Гонка | Гонка | Гонка | Гонка | Гонка | Гонка | Гонка | Гонка | Гонка | Гонка         | Очки | Место |
| Класс | Спортсмены                          | 1     | 2     | 3     | 4     | 5     | 6     | 7     | 8     | 9     | 10    | M             | Очки | Место |
| ----- | ----------------------------------- | ----- | ----- | ----- | ----- | ----- | ----- | ----- | ----- | ----- | ----- | ------------- | ---- | ----- |
| RS:X  | Дмитрий Полищук                     | 17    | 5     | 19    | 24    | 27    | 6     | 15    | 26    | DNF   | 28    | Не участвовал | 167  | 20    |
| 470   | Максим Шереметьев Михаил Шереметьев | 21    | 18    | 14    | 13    | 5     | 20    | 4     | 25    | 18    | 17    |               | 130  | 17    |
| Финн  | Эдуард Скорняков                    | 13    | 8     | 22    | 15    | 19    | 22    | 16    | 16    | 22    | 22    |               | 153  | 17    |
| Лазер | Игорь Лисовенко                     | 28    | 40    | 36    | 22    | 24    | 19    | 25    | 16    | 28    | 33    |               | 231  | 27    |

Женщины
| Класс        | Спортсмены      | Гонка | Гонка | Гонка | Гонка | Гонка | Гонка | Гонка | Гонка | Гонка | Гонка | Гонка | Очки | Место |
| Класс        | Спортсмены      | 1     | 2     | 3     | 4     | 5     | 6     | 7     | 8     | 9     | 10    | M     | Очки | Место |
| ------------ | --------------- | ----- | ----- | ----- | ----- | ----- | ----- | ----- | ----- | ----- | ----- | ----- | ---- | ----- |
| RS:X         | Базюк Татьяна   | RAF   | 25    | DNF   | 16    | 24    | 23    | 24    | 22    | 23    | 24    |       | 235  | 25    |
| Лазер Радиал | Шнитко Светлана | 37    | 31    | 35    | 35    | 37    | 18    | 31    | 30    | 25    | 38    |       | 317  | 34    |

Эллиот
В классе Эллиот соревнованлись 12 экипажей, которые на предварительном раунде в матчевых поединках встречались каждый с каждым. Восемь лучших экипажей выходили в плей-офф, где по олимпийской системе определяли тройку призёров соревнований.
| Класс     | Спортсмены                                                          | Предварительный раунд | Предварительный раунд | Предварительный раунд | Предварительный раунд | Предварительный раунд | Предварительный раунд | Предварительный раунд | Предварительный раунд | Предварительный раунд | Предварительный раунд | Предварительный раунд | Место | Четвертьфинал    | Полуфинал        | Матч за 3-е место | Место |
| --------- | ------------------------------------------------------------------- | --------------------- | --------------------- | --------------------- | --------------------- | --------------------- | --------------------- | --------------------- | --------------------- | --------------------- | --------------------- | --------------------- | ----- | ---------------- | ---------------- | ----------------- | ----- |
| Эллиот 6м | Елена Воробьёва (Облова) Екатерина Скудина Елена Филипенко (Сюзева) | (SWE) Поб.            | (NED) Поб.            | (DEN) Поб.            | (ESP) Поб.            | (POR) Поб.            | (AUS) Пор.            | (USA) Поб.            | (GBR) Поб.            | (FIN) Поб.            | (FRA) Пор.            | (NZL) Поб.            | 2     | (GBR) Поб. (3-2) | (ESP) Пор. (1-2) | (FIN) Пор. (1-3)  | 4     |

### Современное пятиборье
Спортсменов — 4
Современное пятиборье включает в себя: стрельбу, плавание, фехтование, верховую езду и бег. Впервые в истории соревнования по современному пятиборью проводились в новом формате. Бег и стрельба были объединены в один вид — комбайн. В комбайне спортсмены стартовали с гандикапом, набранным за предыдущие три дисциплины (4 очка = 1 секунда). Олимпийским чемпионом становится спортсмен, который пересекает финишную линию первым.
Мужчины
| Соревнование              | Спортсмены      | Фехтование | Фехтование | Фехтование | Плавание | Плавание | Плавание | Верховая езда | Верховая езда | Верховая езда | Комбайн  | Комбайн | Комбайн | Всего     | Всего |
| Соревнование              | Спортсмены      | Побед      | Очки       | Место      | Время    | Очки     | Место    | Штраф         | Очки          | Место         | Время    | Очки    | Место   | Результат | Место |
| ------------------------- | --------------- | ---------- | ---------- | ---------- | -------- | -------- | -------- | ------------- | ------------- | ------------- | -------- | ------- | ------- | --------- | ----- |
| Индивидуальное первенство | Александр Лесун | 25         | 1000       | 2          | 2:04,29  | 1312     | 14       | 88            | 1112          | 23            | 11:05,83 | 2340    | 25      | 5764      | 4     |
| Индивидуальное первенство | Андрей Моисеев  | 22         | 928        | 5          | 2:02,71  | 1328     | 10       | 60            | 1140          | 13            | 11:05,28 | 2340    | 24      | 5736      | 7     |

Женщины
| Соревнование              | Спортсмены           | Фехтование | Фехтование | Фехтование | Плавание  | Плавание | Плавание | Верховая езда | Верховая езда | Верховая езда | Комбайн   | Комбайн | Комбайн | Всего     | Всего |
| Соревнование              | Спортсмены           | Уколы      | Очки       | Место      | Результат | Очки     | Место    | Результат     | Очки          | Место         | Результат | Очки    | Место   | Результат | Место |
| ------------------------- | -------------------- | ---------- | ---------- | ---------- | --------- | -------- | -------- | ------------- | ------------- | ------------- | --------- | ------- | ------- | --------- | ----- |
| Индивидуальное первенство | Евдокия Гречишникова | 22         | 928        | 4          | 2:26,75   | 1040     | 31       | 1240(DNF)     | 0             | 36            | 12:59,87  | 1884    | 30      | 3852      | 35    |
| Индивидуальное первенство | Екатерина Хураськина | 18         | 832        | 16         | 2:29,07   | 1012     | 34       | 40            | 1160          | 7             | 11:59,04  | 2124    | 9       | 5128      | 17    |

### Стрельба
Спортсменов — 22
По итогам квалификации 6 или 8 лучших спортсменов (в зависимости от дисциплины), набравшие наибольшее количество очков, проходили в финал. Победителем соревнований становился стрелок, набравший наибольшую сумму очков по итогам квалификации и финала. В пулевой стрельбе в финале количество очков за попадание в каждой из попыток измерялось с точностью до десятой.
Мужчины
| Соревнование                          | Спортсмены        | Квалификация | Квалификация | Финал                | Всего                | Всего                |
| Соревнование                          | Спортсмены        | Результат    | Место        | Финал                | Результат            | Место                |
| ------------------------------------- | ----------------- | ------------ | ------------ | -------------------- | -------------------- | -------------------- |
| Пневматическая винтовка, 10 метров    | Алексей Каменский | 594          | 15           | Завершил выступление | Завершил выступление | Завершил выступление |
| Пневматическая винтовка, 10 метров    | Александр Соколов | 593          | 20           | Завершил выступление | Завершил выступление | Завершил выступление |
| Винтовка лёжа, 50 метров              | Сергей Коваленко  | 593          | 19           | Завершил выступление | Завершил выступление | Завершил выступление |
| Винтовка лёжа, 50 метров              | Артём Хаджибеков  | 595(49,6)    | 12           | Завершил выступление | Завершил выступление | Завершил выступление |
| Винтовка из трёх положений, 50 метров | Артём Хаджибеков  | 1165         | 16           | Завершил выступление | Завершил выступление | Завершил выступление |
| Винтовка из трёх положений, 50 метров | Денис Соколов     | 1164         | 18           | Завершил выступление | Завершил выступление | Завершил выступление |
| Пневматический пистолет, 10 метров    | Леонид Екимов     | 582          | 10           | Завершил выступление | Завершил выступление | Завершил выступление |
| Пневматический пистолет, 10 метров    | Денис Кулаков     | 575          | 26           | Завершил выступление | Завершил выступление | Завершил выступление |
| Скоростной пистолет, 25 метров        | Леонид Екимов     | 582          | 8            | Завершил выступление | Завершил выступление | Завершил выступление |
| Скоростной пистолет, 25 метров        | Алексей Климов    | 592(WR)      | 1            | 23                   | 23                   | 4                    |
| Пистолет, 50 метров                   | Леонид Екимов     | 560          | 7            | 92,0                 | 652,0                | 8                    |
| Пистолет, 50 метров                   | Владимир Исаков   | 559          | 10           | Завершил выступление | Завершил выступление | Завершил выступление |
| Трап                                  | Алексей Алипов    | 0,960        | 13           | Завершил выступление | Завершил выступление | Завершил выступление |
| Трап                                  | Максим Косарев    | 0,968        | 9            | Завершил выступление | Завершил выступление | Завершил выступление |
| Дубль-трап                            | Василий Мосин     | 140          | 2            | 45                   | 185                  | 3                    |
| Дубль-трап                            | Виталий Фокеев    | 139          | 4            | 45                   | 184                  | 5                    |
| Скит                                  | Валерий Шомин     | 121          | 3            | 23                   | 144                  | 4                    |

Женщины
| Спортсмен                          | Соревнование     | Квалификация | Квалификация | Квалификация          | Финал                 | Финал                 | Финал |
| Спортсмен                          | Соревнование     | Результат    | Место        | Результат             | Место                 |                       |       |
| ---------------------------------- | ---------------- | ------------ | ------------ | --------------------- | --------------------- | --------------------- | ----- |
| Пневматическая винтовка, 10 метров | Дарья Вдовина    | 398          | 3            | 498.5                 | 8                     |                       |       |
| Пневматическая винтовка, 10 метров | Любовь Галкина   | 396          | 10           | Завершила выступление | Завершила выступление | Завершила выступление |       |
| Винтовка с трёх позиций, 50 метров | Дарья Вдовина    | 585          | 3            | 680.8                 | 7                     |                       |       |
| Винтовка с трёх позиций, 50 метров | Любовь Галкина   | 577          | 28           | Завершила выступление | Завершила выступление | Завершила выступление |       |
| Пневматический пистолет, 10 метров | Наталья Падерина | 375          | 37           | Завершила выступление | Завершила выступление | Завершила выступление |       |
| Пневматический пистолет, 10 метров | Любовь Яскевич   | 385          | 8            | 486.0                 | 4                     |                       |       |
| Пистолет, 25 метров                | Анна Мастянина   | 578          | 24           | Завершила выступление | Завершила выступление | Завершила выступление |       |
| Пистолет, 25 метров                | Кира Мозгалова   | 585          | 4            | 786.9                 | 5                     |                       |       |
| Трап                               | Елена Ткач       | 70           | 8            | Завершила выступление | Завершила выступление | Завершила выступление |       |
| Скит                               | Марина Беликова  | 69           | 3            | 90 (3)                | 4                     |                       |       |

### Стрельба из лука
Спортсменов — 3
Женщины
| Соревнование         | Спортсмены                                      | Квалификация | Квалификация | 1/32 финала                       | 1/16 финала               | 1/8 финала                         | Четвертьфинал                         | Полуфинал             | Финал                                   |
| Соревнование         | Спортсмены                                      | Результат    | Место        | Соперник Результат                | Соперник Результат        | Соперник Результат                 | Соперник Результат                    | Соперник Результат    | Соперник Результат                      |
| -------------------- | ----------------------------------------------- | ------------ | ------------ | --------------------------------- | ------------------------- | ---------------------------------- | ------------------------------------- | --------------------- | --------------------------------------- |
| Личное первенство    | Ксения Перова                                   | 659          | 9            | Н. Камель (EGY) (56) Поб. 6-0     | Н. Валеева (ITA) Поб. 6-2 | И. Ю. Рохмавати (INA) Поб. 6-5     | Ки Бо Бэ (KOR) Пор. 4-6               | Завершила выступление | Завершила выступление                   |
| Личное первенство    | Инна Степанова                                  | 653          | 17           | Р. Э. Кабраль (PHI) (48) Поб. 7-1 | Р. Хаякава (JPN) Пор. 3-7 | Завершила выступление              | Завершила выступление                 | Завершила выступление | Завершила выступление                   |
| Личное первенство    | Кристина Тимофеева                              | 650          | 23           | Н. Фолкард (GBR) (42) Пор. 4-6    | Завершила выступление     | Завершила выступление              | Завершила выступление                 | Завершила выступление | Завершила выступление                   |
| Командное первенство | Инна Степанова Ксения Перова Кристина Тимофеева | 1976         | 3            |                                   |                           | Великобритания (11) · Поб. 215—208 | Тайвань · Поб. 216—216 · (доп. 26-28) | Китай · Поp. 207—208  | Матч за 3 место · Япония · Пор. 207—209 |

### Теннис
Спортсменов — 10
Мужчины
| Одиночный разряд | Александр Богомолов            | К. Берлок (ARG) В 7-5 7-6(7-5)    | Н. Альмагро (ESP) (11) П 2-6 2-6           | Завершил выступление                                  |                       |
| Одиночный разряд | Николай Давыденко              | Р. Штепанек (CZE) В 6-4 6-3       | К. Нисикори (JPN) (15) П 6-4 4-6 1-6       | Завершил выступление                                  |                       |
| Одиночный разряд | Дмитрий Турсунов               | Ф. Лопес (ESP) П 7-6(7-5) 2-6 7-9 | Завершил выступление                       |                                                       |                       |
| Одиночный разряд | Михаил Южный                   | Ж. Беннето (FRA) П 5-7 3-6        | Завершил выступление                       |                                                       |                       |
| Парный разряд    | Николай Давыденко Михаил Южный |                                   | Германия · К. Кас · Ф. Пецшнер · В 7-5 7-5 | США · Б. Брайан · М. Брайан (1) · П 6-7(6-8) 6-7(1-7) | Завершили выступление |

Женщины
| Соревнование     | Спортсмены                           | 1/32 финала                       | 1/16 финала                                                  | 1/8 финала                                          | Четвертьфинал                                    | Полуфинал                                 | Матч за 3-е место                               | Финал                          | Место |
| Соревнование     | Спортсмены                           | Соперник Счёт                     | Соперник Счёт                                                | Соперник Счёт                                       | Соперник Счёт                                    | Соперник Счёт                             | Соперник Счёт                                   | Соперник Счёт                  | Место |
| ---------------- | ------------------------------------ | --------------------------------- | ------------------------------------------------------------ | --------------------------------------------------- | ------------------------------------------------ | ----------------------------------------- | ----------------------------------------------- | ------------------------------ | ----- |
| Одиночный разряд | Вера Звонарёва (13)                  | С. Арвидссон (SWE) В 7-6(7-3) 6-4 | Ф. Скьявоне (ITA) В 6-3 6-3                                  | С. Уильямс (USA) (4) П 1-6 0-6                      | Завершила выступление                            |                                           |                                                 |                                |       |
| Одиночный разряд | Мария Кириленко (14)                 | М. Дуке Мариньо (COL) В 6-0 1-1r  | Х. Уотсон (GBR) В 6-3 6-2                                    | Ю. Гёргес (GER) В 7-6(7-5) 6-3                      | П. Квитова (CZE) (6) В 7-6(7-3) 6-3              | М. Шарапова (RUS) (3) П 2-6 3-6           | В. Азаренко (BLR) (1) П 3-6 4-6                 |                                | 4     |
| Одиночный разряд | Надежда Петрова (16)                 | Чжэн Цзе (CHN) В 6-4 7-6(9-7)     | А. Татишвили (GEO) В 6-3 6-7(5-7) 6-2                        | В. Азаренко (BLR) (1) П 6-7(6-8) 4-6                | Завершила выступление                            |                                           |                                                 |                                |       |
| Одиночный разряд | Мария Шарапова (3)                   | Ш. Пеер (ISR) В 6-2 6-0           | Л. Робсон (GBR) В 7-6(7-5) 6-3                               | С. Лисицки (GER) (15) В 6-7(8-10) 6-4 6-3           | К. Клейстерс (BEL) В 6-2 7-5                     | М. Кириленко (RUS) (14) В 6-2 6-3         |                                                 | С. Уильямс (USA) (4) П 0-6 1-6 |       |
| Парный разряд    | Мария Кириленко Надежда Петрова (3)  |                                   | Польша · К. Янс-Игначик · А. Росольская · В 6-7(5-7) 6-3 6-2 | Казахстан · Я. Шведова · Г. Воскобоева · В 6-3 6-2  | Китай · Пэн Шуай · Чжэн Цзе · В 7-5 6-7(4-7) 6-4 | США · С. Уильямс · В. Уильямс · П 5-7 4-6 | США · Л. Хубер · Л. Реймонд (1) · В 4-6 6-4 6-1 |                                |       |
| Парный разряд    | Елена Веснина Екатерина Макарова (6) |                                   | Австралия · Я. Гайдошова · А. Родионова · В 6-1 6-4          | Германия · Ю. Гёргес · А.-Л. Грёнефельд · В 6-2 6-1 | США · Л. Хубер · Л. Реймонд (1) · П 3-6 3-6      | Завершили выступление                     |                                                 |                                |       |

Микст
| Микст | Елена Веснина Михаил Южный |  | Аргентина · Х. Дулко · Х. М. дель Потро · П 3-6 5-7 | Завершили выступление |

### Триатлон
Спортсменов — 5
Мужчины
| Соревнование      | Спортсмен           | Плавание | Велоспорт | Бег   | Итоговое время | Место | Отставание |
| ----------------- | ------------------- | -------- | --------- | ----- | -------------- | ----- | ---------- |
| личное первенство | Александр Брюханков | 17:22    | 58:51     | 30:10 | 1:47:35        | 7     | 1:10       |
| личное первенство | Иван Васильев       | 17:03    | 59:04     | 31:22 | 1:48:43        | 13    | 2:18       |
| личное первенство | Дмитрий Полянский   | 17:14    | 1:00:35   | 30:28 | 1:49:24        | 21    | 2:59       |

Женщины
| Соревнование      | Спортсмен             | Плавание | Велоспорт | Бег   | Итоговое время | Место | Отставание |
| ----------------- | --------------------- | -------- | --------- | ----- | -------------- | ----- | ---------- |
| личное первенство | Ирина Абысова         | 19:20    | 1:05:34   | 35:41 | 2:01:52        | 13    | 2:04       |
| личное первенство | Александра Разарёнова | 19:47    | 1:10:36   | 37:27 | 2:09:11        | 47    | 9:29       |

### Тхэквондо
Спортсменов — 4
Мужчины
| Соревнование | Спортсмен         | Турнир       | 1/8 финала                            | Четвертьфинал               | Полуфинал                | Финал                       | Место |
| Соревнование | Спортсмен         | Турнир       | Соперник Результат                    | Соперник Результат          | Соперник Результат       | Соперник Результат          | Место |
| ------------ | ----------------- | ------------ | ------------------------------------- | --------------------------- | ------------------------ | --------------------------- | ----- |
| до 58 кг     | Алексей Денисенко | За 1-е место | Хейнер Овьедо (CRC) Поб. 5-2          | Вэй Чжэньян (TPE) Поб. 10-7 | Ли Дэ Хун (KOR) Пор. 6-7 |                             |       |
| до 58 кг     | Алексей Денисенко | За 3-е место |                                       |                             |                          | Сафван Халил (AUS) Поб. 3-1 |       |
| свыше 80 кг  | Гаджи Умаров      | За 1-е место | Франсуа Куломбе-Фортье (CAN) Пор. 3-7 | Завершил выступление        |                          |                             |       |

Женщины
| Соревнование | Спортсмен             | Турнир       | 1/8 финала                     | Четвертьфинал              | Полуфинал                    | Финал                        | Место |
| Соревнование | Спортсмен             | Турнир       | Соперник Результат             | Соперник Результат         | Соперник Результат           | Соперник Результат           | Место |
| ------------ | --------------------- | ------------ | ------------------------------ | -------------------------- | ---------------------------- | ---------------------------- | ----- |
| до 49 кг     | Кристина Ким          | За 1-е место | Чанатип Сонхам (THA) Пор. 1-13 | Завершила выступление      |                              |                              |       |
| свыше 67 кг  | Анастасия Барышникова | За 1-е место | Хаула Бен Хамза (TUN) Поб.12-6 | Нуша Райхер (SLO) Поб.11-9 | Милица Мандич (SRB) Пор.11-9 |                              |       |
| свыше 67 кг  | Анастасия Барышникова | За 3-е место |                                |                            |                              | Ли Ин Чонг (KOR) Поб.7-6 SDP |       |

### Тяжёлая атлетика
Спортсменов — 10
Мужчины
| Категория    | Спортсмен         | Вес                              | Рывок                            | Рывок                            | Рывок                            | Толчок                           | Толчок                           | Толчок                           | Всего                            | Место                            |
| Категория    | Спортсмен         | Вес                              | 1                                | 2                                | 3                                | 1                                | 2                                | 3                                | Всего                            | Место                            |
| ------------ | ----------------- | -------------------------------- | -------------------------------- | -------------------------------- | -------------------------------- | -------------------------------- | -------------------------------- | -------------------------------- | -------------------------------- | -------------------------------- |
| до 85 кг     | Апти Аухадов      |                                  | 169(+)                           | 173(+)                           | 175(+)                           | 205(+)                           | 210(+)                           | 212(-)                           | 385                              |                                  |
| до 94 кг     | Андрей Деманов    | 94                               | 175(+)                           | 180(+)                           | 182(+)                           | 215(+)                           | 225(-)                           | 225(+)                           | 407                              | 4                                |
| до 94 кг     | Александр Иванов  | 93                               | 180(+)                           | 185(-)                           | 185(+)                           | 215(+)                           | 224(+)                           | 229(-)                           | 409                              |                                  |
| до 105 кг    | Хаджимурат Аккаев | снялся по медицинским показаниям | снялся по медицинским показаниям | снялся по медицинским показаниям | снялся по медицинским показаниям | снялся по медицинским показаниям | снялся по медицинским показаниям | снялся по медицинским показаниям | снялся по медицинским показаниям | снялся по медицинским показаниям |
| до 105 кг    | Дмитрий Клоков    | снялся по медицинским показаниям | снялся по медицинским показаниям | снялся по медицинским показаниям | снялся по медицинским показаниям | снялся по медицинским показаниям | снялся по медицинским показаниям | снялся по медицинским показаниям | снялся по медицинским показаниям | снялся по медицинским показаниям |
| свыше 105 кг | Руслан Албегов    | 147                              | 198(+)                           | 204(+)                           | 208(+)                           | 240(+)                           | 245(-)                           | 247(-)                           | 448                              |                                  |

Женщины
| Категория   | Спортсмен          | Вес | Рывок  | Рывок  | Рывок      | Толчок                | Толчок                | Толчок                | Всего                 | Место                 |
| Категория   | Спортсмен          | Вес | 1      | 2      | 3          | 1                     | 2                     | 3                     | Всего                 | Место                 |
| ----------- | ------------------ | --- | ------ | ------ | ---------- | --------------------- | --------------------- | --------------------- | --------------------- | --------------------- |
| до 63 кг    | Светлана Царукаева |     | 106(+) | 111(-) | 112(+)     | 125(+)                | 130(-)                | 130(-)                | 237                   |                       |
| до 75 кг    | Надежда Евстюхина  |     | 125(-) | 125(-) | 125(-)     | Завершила выступление | Завершила выступление | Завершила выступление | Завершила выступление | Завершила выступление |
| до 75 кг    | Наталья Заболотная |     | 125(+) | 128(+) | 131(+)(OR) | 147(+)                | 155(+)                | 160(+)                | 291(OR)               |                       |
| свыше 75 кг | Татьяна Каширина   |     | 144(+) | 149(+) | 151(+)(WR) | 175(+)                | 181(+)                | 187(-)                | 332                   |                       |

### Фехтование
Спортсменов — 18
В индивидуальных соревнованиях спортсмены сражаются три раунда по три минуты, либо до того момента, как один из спортсменов нанесёт 15 уколов. В командных соревнованиях поединок идёт 9 раундов по 3 минуты каждый, либо до 45 уколов. Если по окончании времени в поединке зафиксирован ничейный результат, то назначается дополнительная минута до «золотого» укола.
В командных соревнованиях в сабле у мужчин за сборную России также был заявлен Павел Быков, но он ни разу не выходил на дорожку ни в одном из трёх поединков.
Мужчины
| Соревнование          | Спортсмены                                                           | 1/32 финала        | 1/16 финала                           | 1/8 финала                         | Четвертьфиналы                       | Полуфиналы                        | Матч за 3-е место                 | Финал                 | Место                 |
| Соревнование          | Спортсмены                                                           | Соперник Результат | Соперник Результат                    | Соперник Результат                 | Соперник Результат                   | Соперник Результат                | Соперник Результат                | Соперник Результат    | Место                 |
| --------------------- | -------------------------------------------------------------------- | ------------------ | ------------------------------------- | ---------------------------------- | ------------------------------------ | --------------------------------- | --------------------------------- | --------------------- | --------------------- |
| Индивидуальная шпага  | Павел Сухов                                                          |                    | Чон Джин Сон (KOR) пор. 11:15         | Завершил выступление               | Завершил выступление                 | Завершил выступление              | Завершил выступление              | Завершил выступление  | 17                    |
| Индивидуальная рапира | Артур Ахматхузин                                                     | Не участвовал      | Ричард Кроз (GBR) поб. 15:5           | Янфей Ма (CHN) пор. 15:11          | Завершил выступление                 | Завершил выступление              | Завершил выступление              | Завершил выступление  | Завершил выступление  |
| Индивидуальная рапира | Рамиль Ганеев                                                        | Не участвовал      | Себастьян Бахманн (GER) пор. 15:9     | Завершил выступление               | Завершил выступление                 | Завершил выступление              | Завершил выступление              | Завершил выступление  | Завершил выступление  |
| Индивидуальная рапира | Алексей Черемисинов                                                  | Не участвовал      | Тарек Аяд (EGP) поб. 15:8             | Александр Масьялас (USA) поб. 15:6 | А. Бальдини (ITA) П 5:15             | Завершил выступление              | Завершил выступление              | Завершил выступление  | Завершил выступление  |
| Командная рапира      | Артур Ахматхузин Рамиль Ганеев Алексей Хованский Алексей Черемисинов |                    |                                       |                                    | (GER) Пор. 40:44                     | Завершили выступление             | Завершили выступление             | Завершили выступление | Завершили выступление |
| Индивидуальная сабля  | Николай Ковалёв                                                      | Не участвовал      | Уилльямс Джеймс (USA) (40) поб. 15:12 | Вон У Ён (KOR) (40) поб. 15:11     | Николас Лимбах (GER) (18) поб. 12:15 | Арон Силадьи (HUN) (18) пор. 7:15 | Рареш Думитреску (ROU) поб. 15:10 | Завершил выступление  |                       |
| Индивидуальная сабля  | Вениамин Решетников                                                  | Не участвовал      | Тимоти Морхаус (USA) пор. 15:6        | Завершил выступление               | Завершил выступление                 | Завершил выступление              | Завершил выступление              | Завершил выступление  | Завершил выступление  |
| Индивидуальная сабля  | Алексей Якименко                                                     | Не участвовал      | Эрнан Янсен Брито (VEN) поб. 4:15     | Дэрил Хомер (USA) пор. 15:14       | Завершил выступление                 | Завершил выступление              | Завершил выступление              | Завершил выступление  | Завершил выступление  |
| Командная сабля       | Николай Ковалёв Вениамин Решетников Алексей Якименко                 |                    |                                       |                                    | (USA) поб. 33:45                     | (ROM) пор. 45:43                  | (ITA) пор. 45:40                  | Завершили выступление | Завершили выступление |

Женщины
| Соревнование          | Спортсмены                                                             | 1/32 финала                 | 1/16 финала                  | 1/8 финала               | 1/4 финала              | Полуфиналы                 | Матч за 3-е место     | Финал                   | Место                 |
| Соревнование          | Спортсмены                                                             | Соперник Результат          | Соперник Результат           | Соперник Результат       | Соперник Результат      | Соперник Результат         | Соперник Результат    | Соперник Результат      | Место                 |
| --------------------- | ---------------------------------------------------------------------- | --------------------------- | ---------------------------- | ------------------------ | ----------------------- | -------------------------- | --------------------- | ----------------------- | --------------------- |
| Индивидуальная шпага  | Виолетта Колобова                                                      | М. Созанская (GER) П 14:15  | Завершила выступление        | Завершила выступление    | Завершила выступление   | Завершила выступление      | Завершила выступление | Завершила выступление   | Завершила выступление |
| Индивидуальная шпага  | Анна Сивкова                                                           | Чон Хё Джон (KOR) В 15:12   | А. Мэрою (ROU) П 11:15       | Завершила выступление    | Завершила выступление   | Завершила выступление      | Завершила выступление | Завершила выступление   | Завершила выступление |
| Индивидуальная шпага  | Любовь Шутова                                                          | Я. Шемякина (UKR) П 12:15   | Завершила выступление        | Завершила выступление    | Завершила выступление   | Завершила выступление      | Завершила выступление | Завершила выступление   | Завершила выступление |
| Командная шпага       | Виолетта Колобова Татьяна Логунова Анна Сивкова Любовь Шутова          |                             |                              |                          | Украина · В 45:33       | Китай · П 19:20 ОТ         | США · П 30:31 ОТ      | Завершили выступление   | Завершили выступление |
| Индивидуальная рапира | Камилла Гафурзянова                                                    | М. Синорадзкая (POL) В 15:8 | А. Эрриго (ITA) П 7:15       | Завершила выступление    | Завершила выступление   | Завершила выступление      | Завершила выступление | Завершила выступление   | Завершила выступление |
| Индивидуальная рапира | Инна Дериглазова                                                       | И. Тибюс (FRA) (30) П 8:15  | Завершила выступление        | Завершила выступление    | Завершила выступление   | Завершила выступление      | Завершила выступление | Завершила выступление   | Завершила выступление |
| Индивидуальная рапира | Аида Шанаева                                                           | Чон Гиль Ок (KOR) П 14:15   | Завершила выступление        | Завершила выступление    | Завершила выступление   | Завершила выступление      | Завершила выступление | Завершила выступление   | Завершила выступление |
| Командная рапира      | Камилла Гафурзянова Инна Дериглазова Лариса Коробейникова Аида Шанаева |                             |                              |                          | Япония · В 45:17        | Республика Корея · В 44:32 |                       | Италия · П 31:45        |                       |
| Индивидуальная сабля  | Софья Великая                                                          |                             | Л.-М. Мутуссами (ALG) В 15:6 | А. Бенитес (VEN) В 15:10 | Д. Возняк (USA) В 15:13 | О. Харлан (UKR) В 15:12    |                       | Ким Джи Ён (KOR) П 9:15 |                       |
| Индивидуальная сабля  | Юлия Гаврилова                                                         |                             | Ю. Живица (KAZ) В 15:7       | Минь Чжу (CHN) П 11:15   | Завершила выступление   | Завершила выступление      | Завершила выступление | Завершила выступление   | Завершила выступление |